# Carling
Pour les articles homonymes, voir Carling (homonymie).
Carling (en français /kaʁlɛ̃/, en francique rhénan /kaʁlɪŋə/) est une commune française située dans le département de la Moselle, en région Grand Est. Elle est localisée dans la région naturelle du Warndt, dans le bassin de vie de la Moselle-Est et appartient à la communauté de communes Agglo Saint-Avold Centre mosellan. Ses habitants sont appelés les Carlingeois.

## Géographie
La commune s'étend sur 2,7 km2 et comptait 3 332 habitants au dernier recensement de 2022 .
Entourée par les communes de L'Hôpital, Diesen, Porcelette, Saint-Avold, Creutzwald et Lauterbach (Sarre), Carling est située à 7 km au nord-est de Saint-Avold la plus grande ville à proximité ainsi que d'une importante plate-forme chimique et industrielle. La ville, entourée de forêts, est proche du parc naturel régional de Lorraine à environ 24 km. Le Lauterbach (ruisseau) est le principal cours d'eau qui traverse la commune de Carling, en partie canalisé dans un parcours souterrain. Son sol est sablonneux, résultant de l’altération de grès triasiques qui recouvrent de profondes couches charbonneuses autrefois exploitées, comme en témoigne l'existence d'un ancien terril situé au centre de la ville et composé de schistes carbonifères. L'altitude de Carling varie entre 228 et 267 mètres.
|        | Creutzwald  | Völklingen (Allemagne) |
| Diesen | Carling     |                        |
|        | Saint-Avold | L'Hôpital              |

### Géologie et relief
La superficie de la commune est de 2,7 km2. L'altitude de Carling varie entre 228 et 267 mètres. Le sol est sablonneux, résultant de l’altération de grès bigarrés d'épaisseur variable (grès du Trias inférieur) qui recouvrent de profondes couches charbonneuses autrefois exploitées. L'ancien terril d’exploitation du puits Saint-Max, constitué de schistes et de roches carbonifères altérées, situé au centre de la ville, en témoigne. Le sol de la municipalité est parcouru par d’anciennes galeries de mine. Dans la forêt de Carling on peut observer d’anciennes petites carrières de sable et de grès. Les vallées sont formées d'alluvions anciens et récents. On y observe de petits dépôts tourbeux.
Les grès se présentent sous forme de grès siliceux friables, de teinte jaunâtre à rouge, formés de grains de quartz roulés, autrefois utilisés pour les travaux de construction ou l'industrie verrière locale. Ils renferment une importante proportion d'oxydes de fer, parfois réunis sous forme de plaquettes de limonite appelées localement Ziegelstein. On y observe aussi des nodules d'oxyde de manganèse. Ces grès renferment parfois de petits galets de quartz et quartzites et de petites lentilles d'argile rouge.

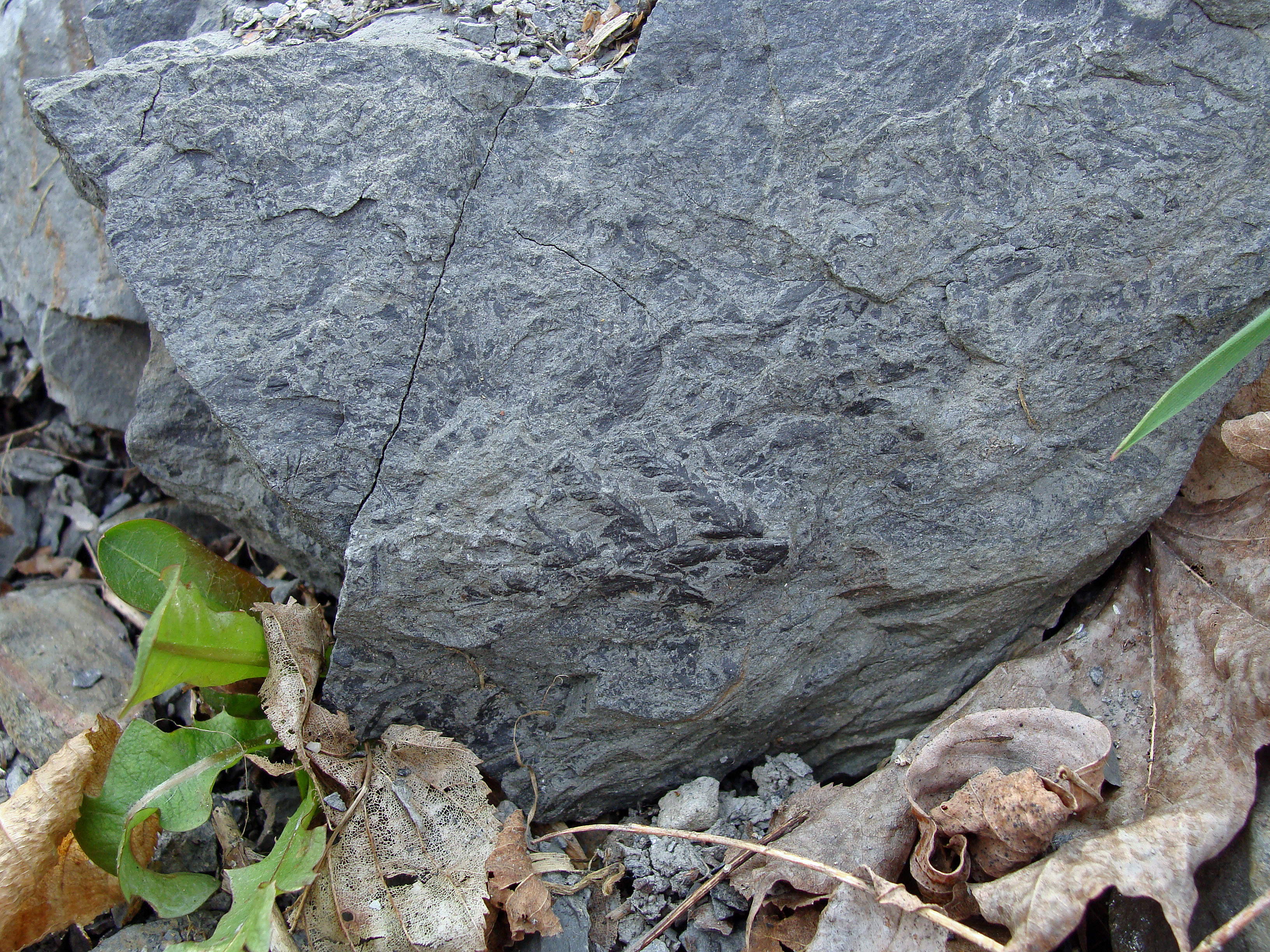
Fossile du Westphalien, terril de Carling.
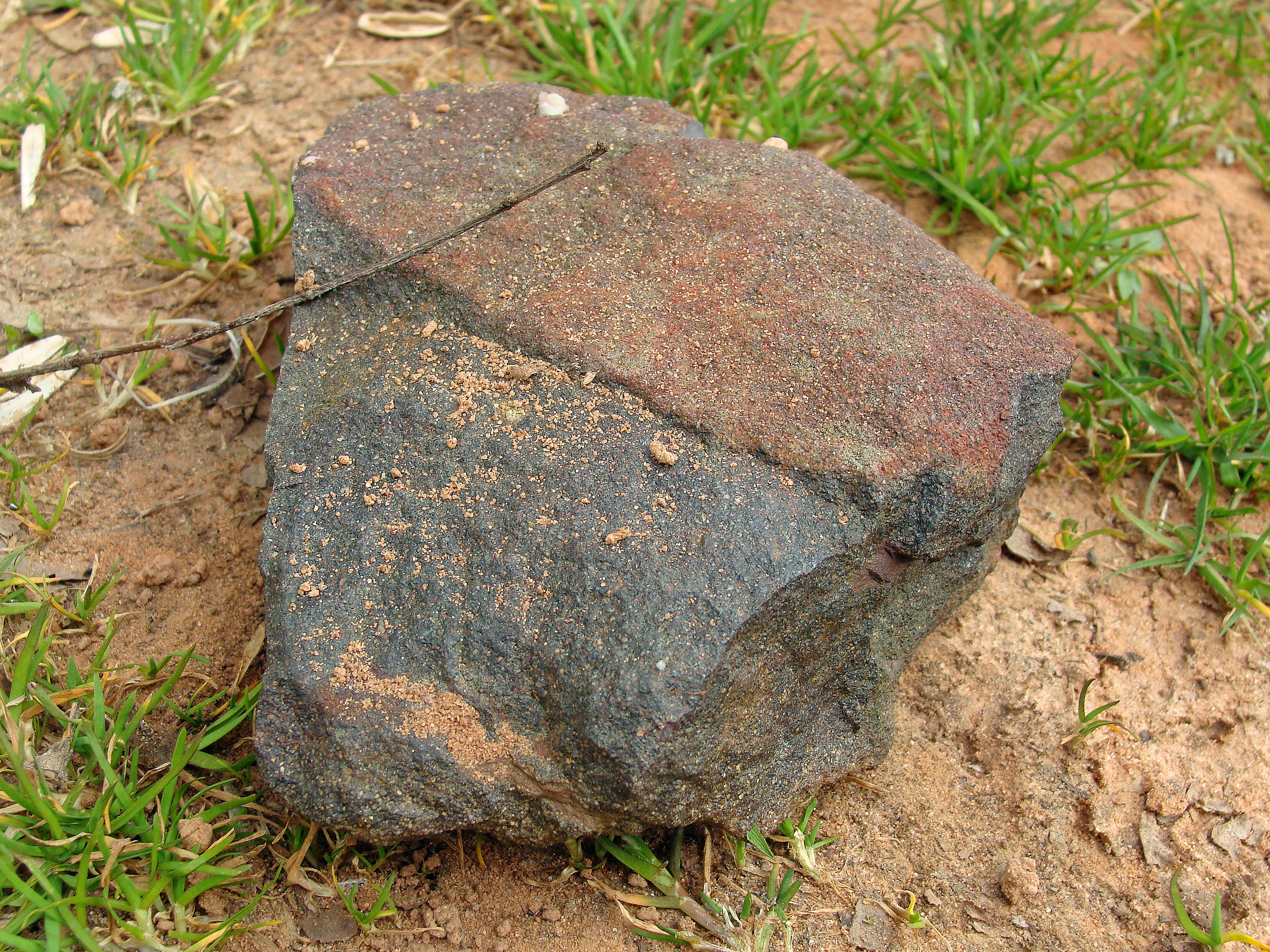
Limonite (Ziegelstein), rue de la Frontière.

### Hydrographie
La ville est située au sein de la forêt du Warndt et parcourue par le petit cours d’eau nommé la Lauter (ou le Lauterbach), au sud des anciennes sources de la Merle (ou le Merlebach) et son ancien affluent, le Lebach. Les vallées du Lauterbach (ruisseau) et de la Merle (ruisseau) présentent de rares sources et dépôts tourbeux dus à la remontée d'eaux souterraines par pression artésienne. L'implantation de nombreux captages industriels et de prises d'eau ont abaissé la nappe phréatique et ces tourbières se sont trouvées en grande partie asséchées. L’ancien lavoir de Carling qui était situé dans la vallée de la Merle, de même que l’ancien étang de Carling qui était situé au niveau du stade de la rue de Lauterbach, n’existent plus. De nos jours, un vaste bassin de décantation, recueillant les eaux usées de la plate-forme chimique de Carling - Saint-Avold, alimente la Merle à hauteur du site de l'ancien moulin de L'Hôpital et de l’ancien lavoir, en contrebas de la cité du Puits 3.
La ville comptait autrefois un certain nombre de puits qui alimentaient en eau la localité. De nos jours, les villes de Carling et de L’Hôpital sont alimentées en eau de pompage issue en grande partie de la nappe aquifère des grès triasiques et stockée dans un important château d'eau situé à L’Hôpital. L'eau potable est gérée par un sivu (syndicat intercommunal à vocation unique): le Syndicat des eaux du Winborn compétent pour 7 communes : Béning-lès-Saint-Avold, Betting, Carling, Cocheren, Freyming-Merlebach, L'Hôpital et Rosbruck. Le service de l'assainissement est géré selon un mode de gestion d'affermage et assure la production et la distribution d'eau potable pour ces différentes communes.

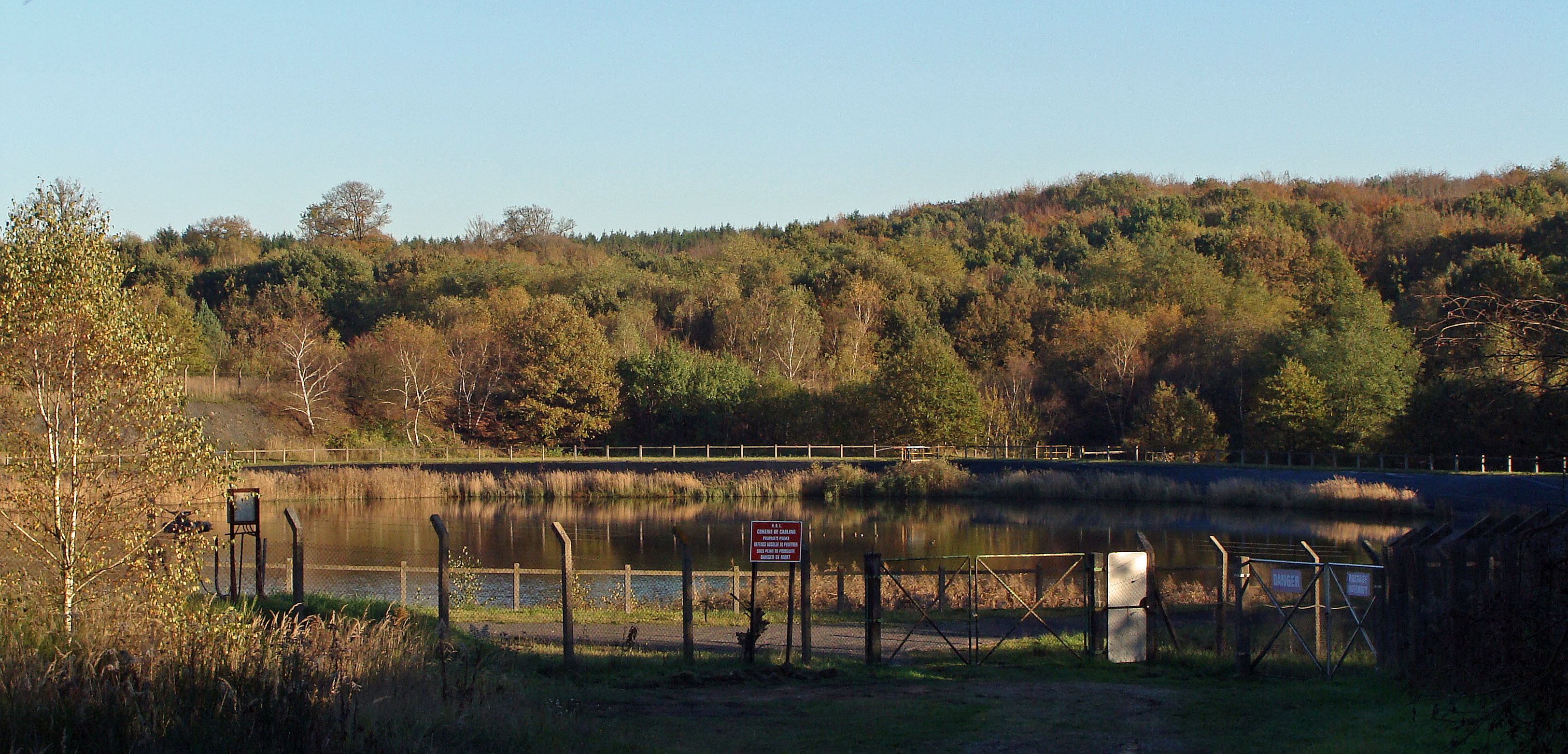
Bassin de décantation recueillant les eaux de la plate-forme chimique de Carling.

#### L’ancien étang de Carling appelé leFlachsweyer
Son existence est ancienne, attestée par des documents datant de 1716. Il existe depuis la fondation de Carling. Il portait alors le nom de Flachsweyer, ce qui signifie étang du lin. Il alimentait en eau un moulin appelé Seeg Mühl (le moulin de la scierie) situé dans la vallée du Lauterbach. Le cadastre de 1836 l’appelle tout simplement Veyer (Weyer ou étang) situé sur le ruisseau du Lauterbach (le Loutrebach). Sa situation était délimitée par l’actuelle rue de la Frontière et la rue du Stade. L’actuel stade de Carling est situé sur le lieu-dit portant nom de Weyerschwanz, ce qui signifié la queue de l’étang.

#### La mare desPhulstücker
Cette mare disparue  était située au lieu-dit portant le nom de Josephs Phul Stücker, ce qui signifie les champs marécageux de Joseph, Phul signifiant en dialecte francique lorrain mare ou marais. Cette mare était située à l’entrée de Carling, à gauche en venant de la direction de Saint-Avold, proche de la rue Principale et de la rue des Jardins. Elle constituait l’une des sources du Lauterbach (ruisseau).

#### Le ruisselet desZiegelstücker
Prenant source au lieu-dit Ziegelstücker, un peu plus haut que l’actuelle rue Charles-Jully et proche de la rue de L’Hôpital, ce ruisselet s’écoulait dans un fossé situé rue du Stade, le long de la limite séparant les communes de Carling et L’Hôpital avant de se déverser dans un marais situé près de l’ancien Flachsweyer. Les pompages industriels et les travaux miniers consécutifs au creusement du puits Saint-Max l’ont complètement asséché.

#### Le Lauterbach

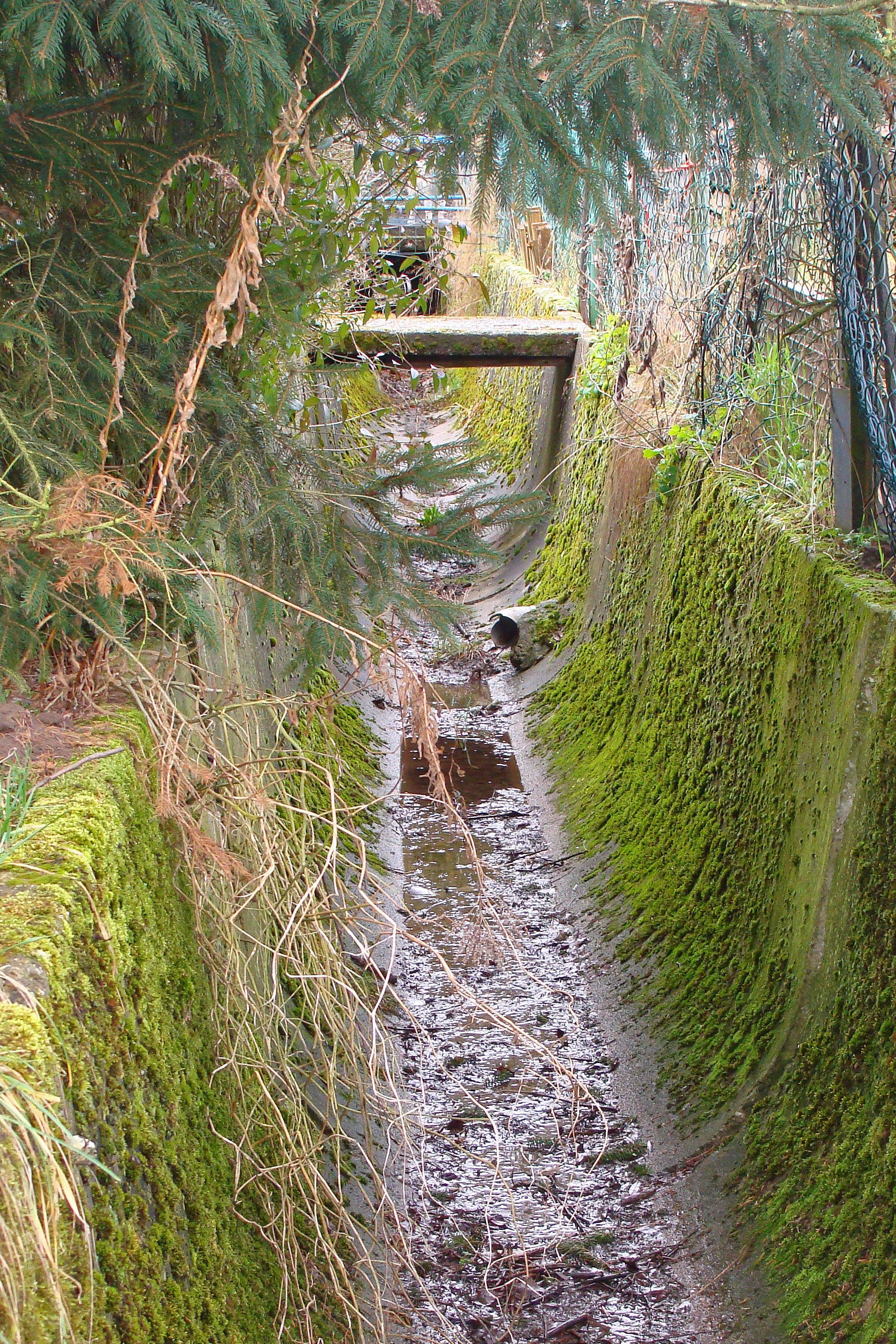
Le Lauterbach canalisé, rue des Prés à Carling.

Le Lauterbach, également appelé ruisseau de la Lauter, anciennement connu sous la forme francisée Loutrebach, est un ruisseau français  et  allemand dans le département de la Moselle en France et dans le land de Sarre en Allemagne. Prenant source en Lorraine, il traverse du sud au nord la région naturelle du Warndt, qui forme une vaste boutonnière s’ouvrant sur la vallée de la Sarre en Allemagne. C'est un affluent gauche de la Rosselle, donc un sous-affluent du Rhin par la Sarre et la Moselle. Le ruisseau a donné son nom à la localité allemande autrefois indépendante de Lauterbach (Sarre), aujourd'hui réunie à la ville de Völklingen ainsi qu’à la revue du cercle d’histoire de L’Hôpital-Carling qui se nomme Entre Lauter & Merle.

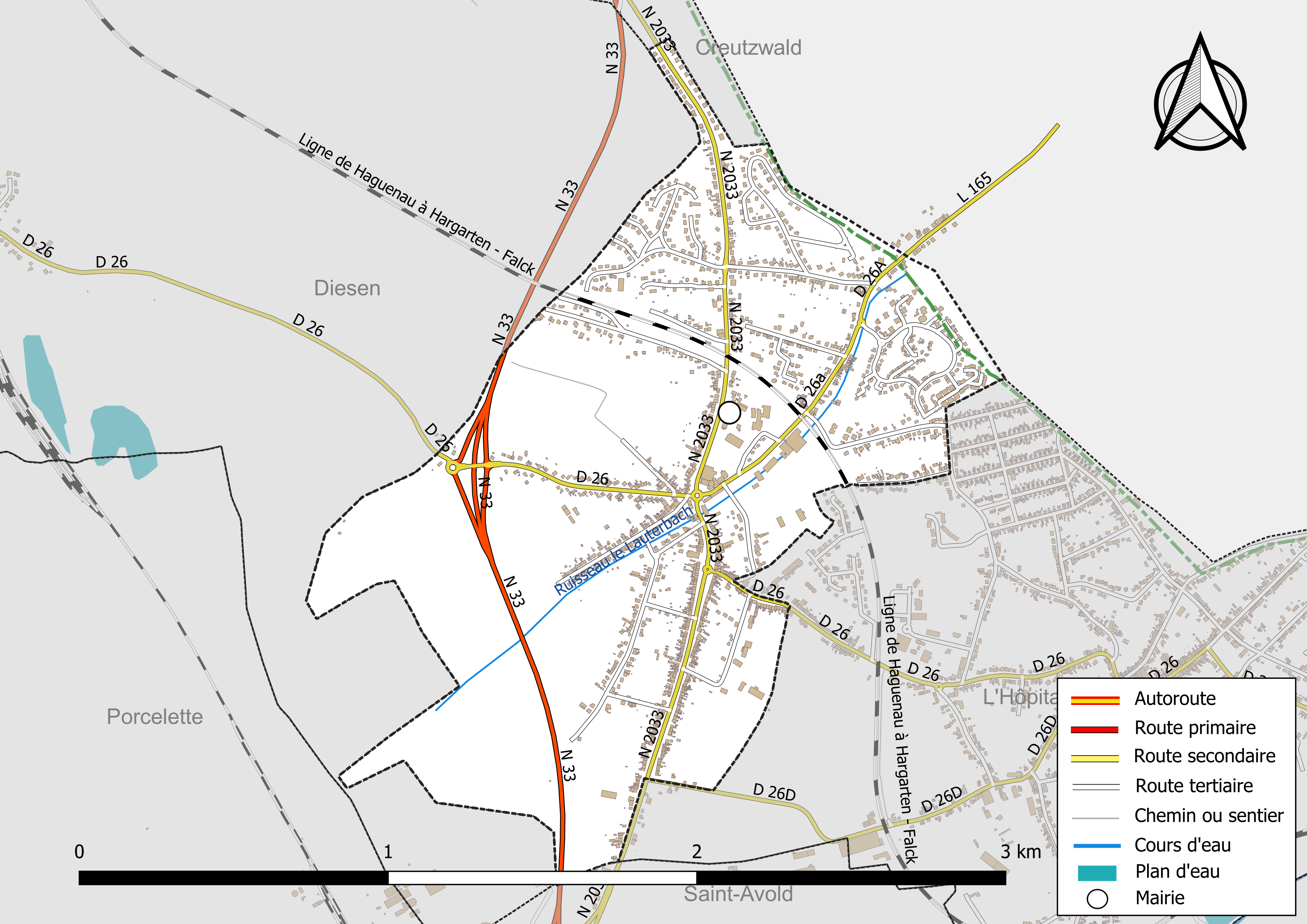
Réseaux hydrographique et routier de Carling.

### Climat
Pour des articles plus généraux, voir Climat du Grand Est et Climat de la Moselle.
En 2010, le climat de la commune est de type climat des marges montargnardes, selon une étude du Centre national de la recherche scientifique s'appuyant sur une série de données couvrant la période 1971-2000. En 2020, Météo-France publie une typologie des climats de la France métropolitaine dans laquelle la commune est exposée à un climat semi-continental et est dans la région climatique Lorraine, plateau de Langres, Morvan, caractérisée par un hiver rude (1,5 °C), des vents modérés et des brouillards fréquents en automne et hiver.
Pour la période 1971-2000, la température annuelle moyenne est de 9,8 °C, avec une amplitude thermique annuelle de 16,9 °C. Le cumul annuel moyen de précipitations est de 823 mm, avec 11,8 jours de précipitations en janvier et 9,4 jours en juillet. Pour la période 1991-2020, la température moyenne annuelle observée sur la station météorologique de Météo-France la plus proche, « Seingbouse », sur la commune de Seingbouse à 10 km à vol d'oiseau, est de 10,5 °C et le cumul annuel moyen de précipitations est de 731,4 mm. 
La température maximale relevée sur cette station est de 37,9 °C, atteinte le 25 juillet 2019 ; la température minimale est de −17 °C, atteinte le 20 décembre 2009,,.
Les paramètres climatiques de la commune ont été estimés pour le milieu du siècle (2041-2070) selon différents scénarios d'émission de gaz à effet de serre à partir des nouvelles projections climatiques de référence DRIAS-2020. Ils sont consultables sur un site dédié publié par Météo-France en novembre 2022.

### Localisation
Commune du Nord-Est de la France, fait partie de l'arrondissement de Forbach et du canton de Saint-Avold-2 du département de la Moselle en région Lorraine, près de l'actuelle frontière franco-allemande ; la commune de Carling est localisée dans la région naturelle du Warndt et dans le bassin de vie de la Moselle-Est. La ville fait partie d'une conurbation transfrontalière avec les villes de Forbach, Freyming-Merlebach, L'Hôpital, Saint-Avold, Sarreguemines côté français et Sarrebruck côté allemand connue sous le nom d’eurodistrict Saar-Moselle.
- La ville se trouve à proximité de Sarrebruck en Allemagne (30 min), de Metz (45 min) de Nancy (1 h 20) et de Strasbourg (1 h 20), le tout par l’autoroute (échangeur de Saint-Avold).
- Les gares régionales les plus proches sont celles de Saint-Avold ou de Béning-lès-Saint-Avold (pour les trajets en TER surtout vers Metz, Sarreguemines ou Sarrebruck).
- La gare TGV la plus proche est celle de Forbach à moins de 20 minutes pour rejoindre Paris ou Francfort en 1 h 50 avec l’ICE 3 ou avec le TGV.

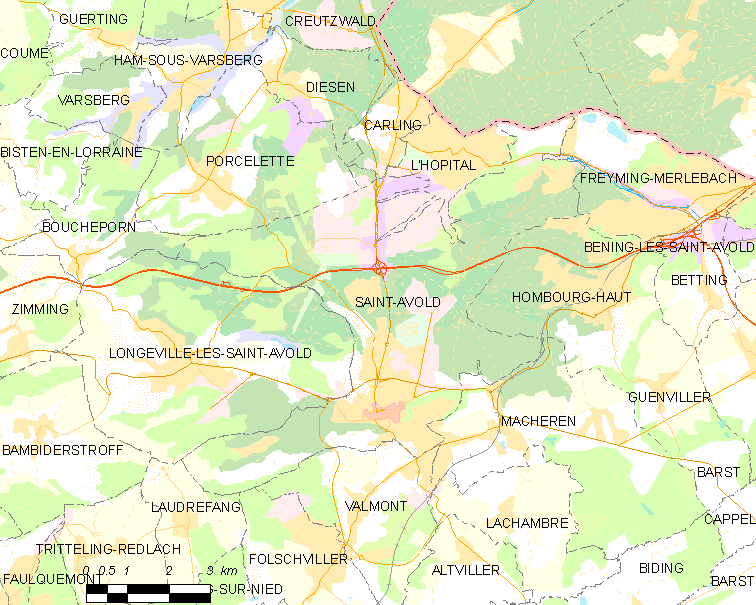
Carte de la commune.

### Bornes de frontière

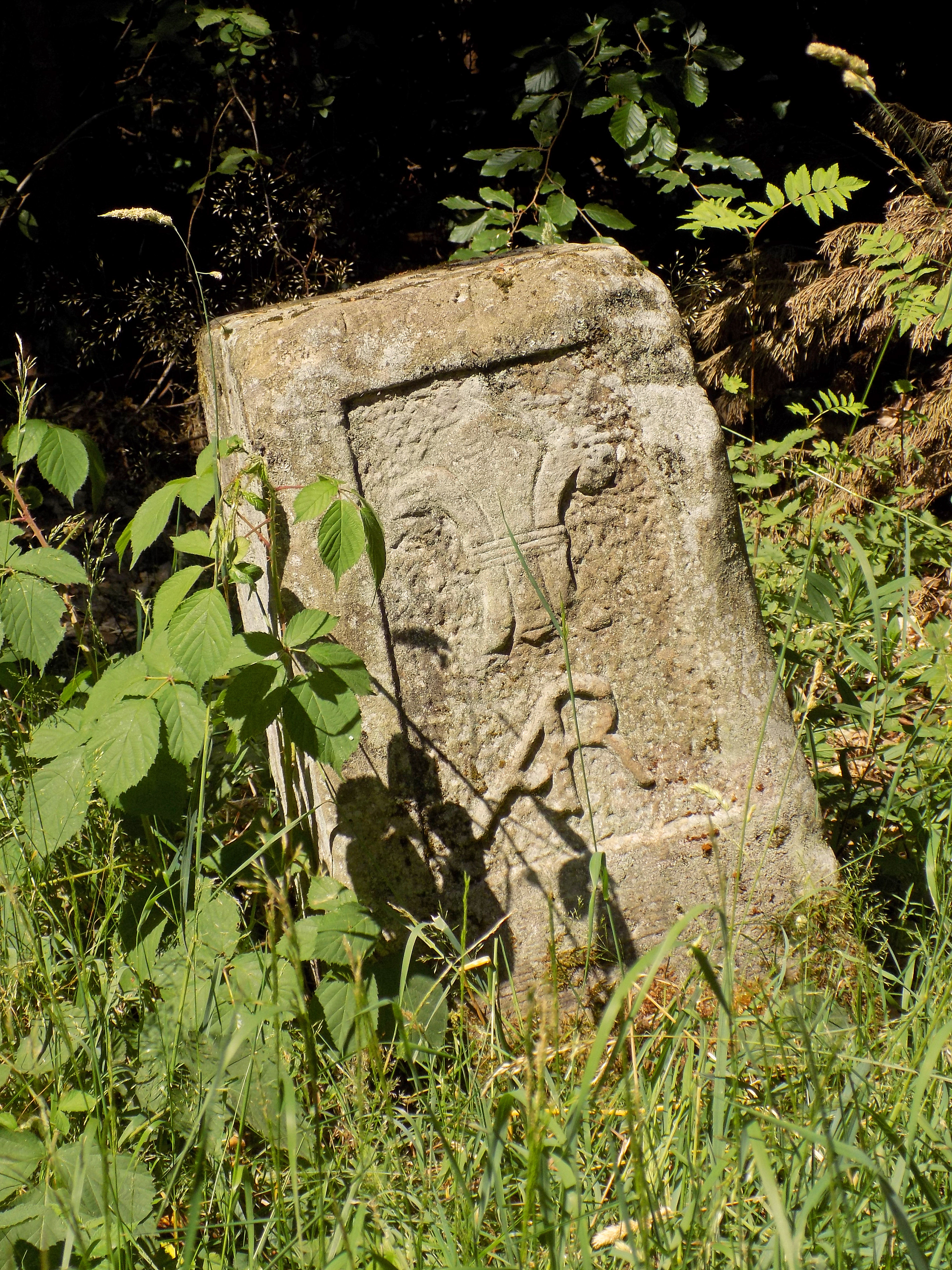
Ancienne borne située dans la forêt, entre Carling et Diesen. Le baron François-Marie-Claude Richard de Hautesierck, seigneur de Carling, (1713-1789) fit établir cette borne frontière portant la fleur de lys.
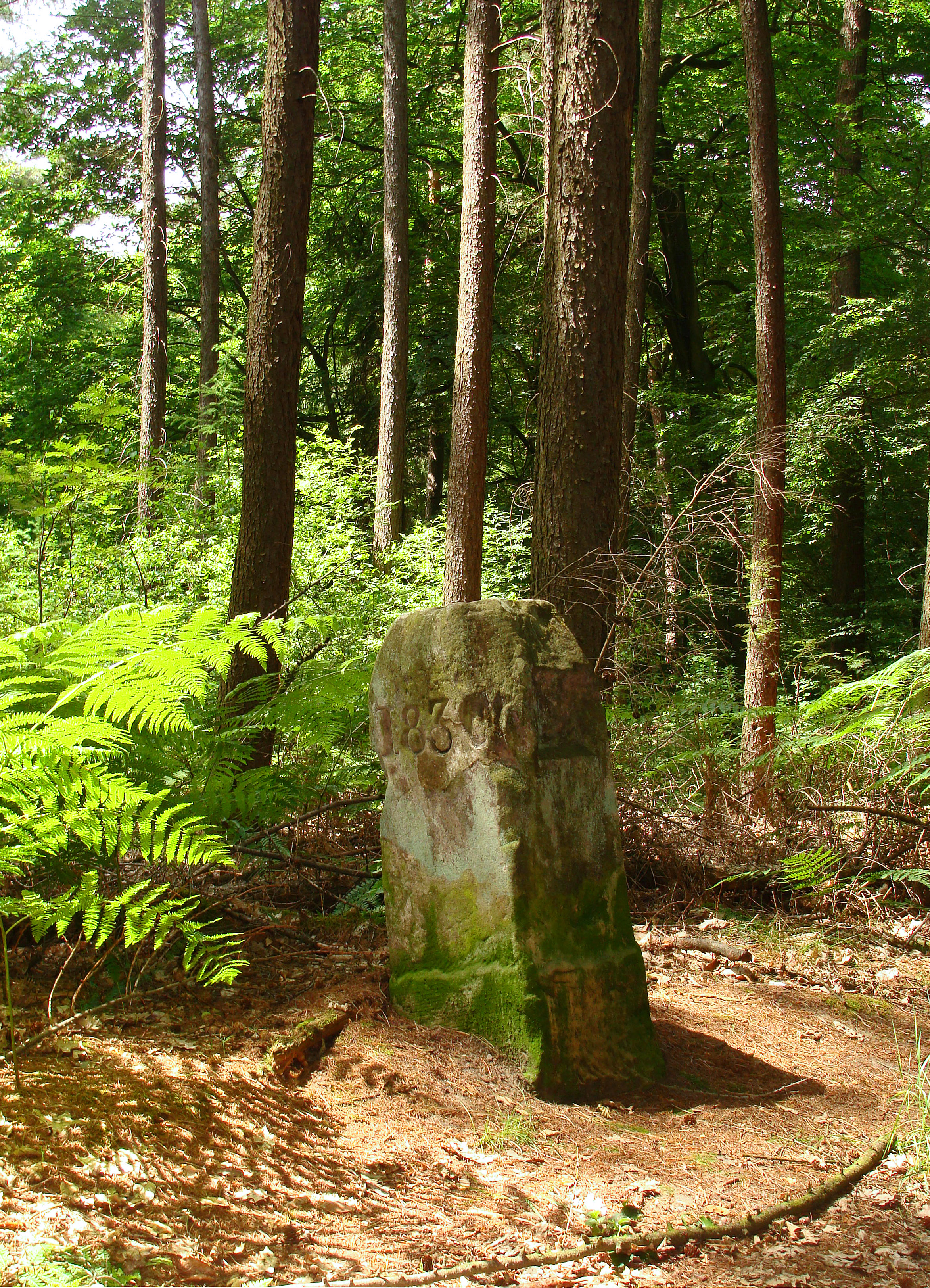
Borne frontière entre la France et l'Allemagne datant de 1830, forêt de Carling, près de la route de Creutzwald.
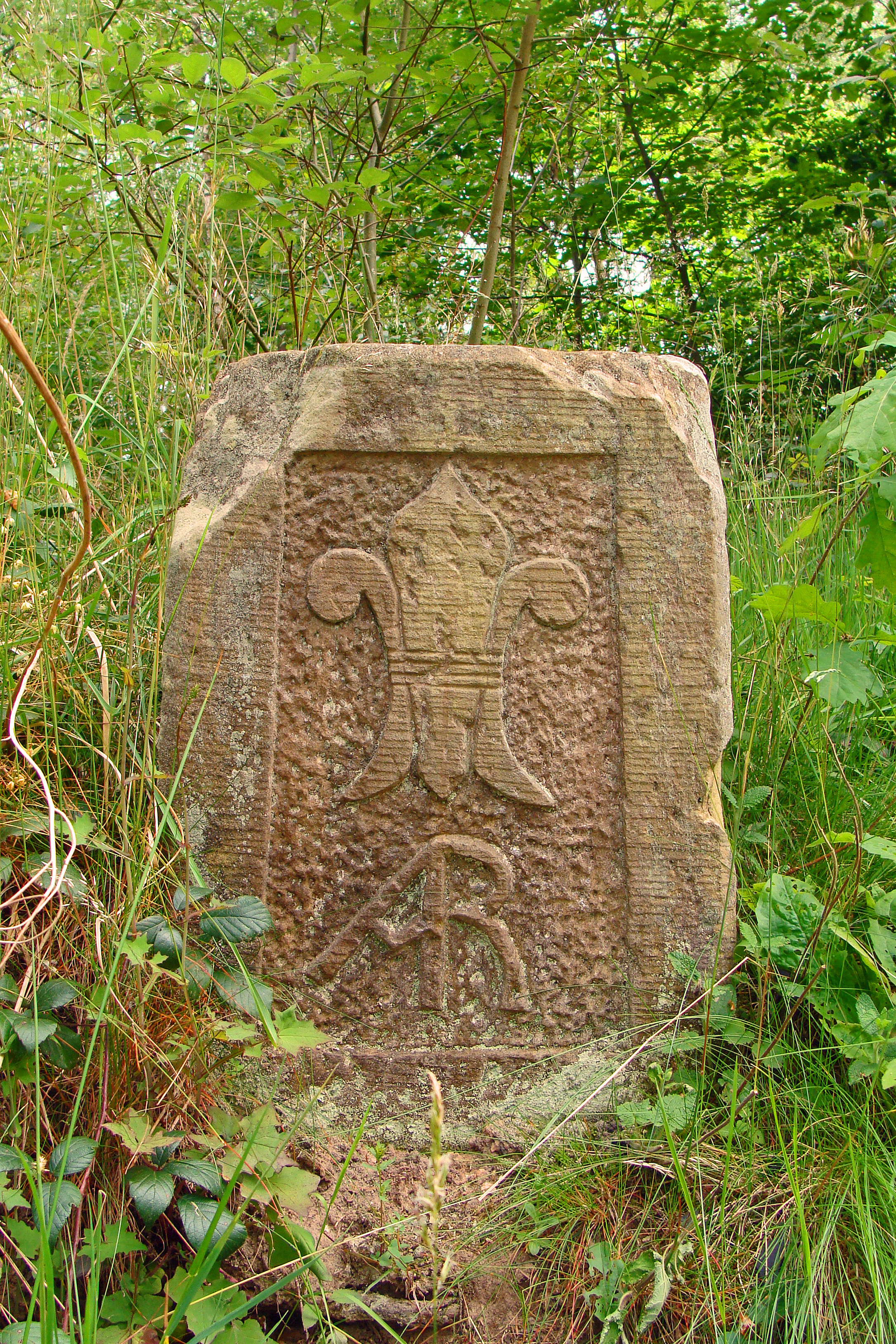
Ancienne borne située dans la forêt entre Carling et le Warndtweiher, étang situé près de Ludweiler (Sarre). Le baron François-Marie-Claude Richard de Hautesierck, seigneur de Carling, (1713-1789) fit établir cette borne frontière portant la fleur de lys.

### Cités et quartiers de Carling
- Le centre-ville. On y trouve des commerces, l'école Pierre-Ernst, l'église, le gymnase, le stade, le terrain de tennis, les résidences pour personnes âgées, l'hôtel de ville et des monuments ;
- la cité Moselly. On y trouve une école maternelle, un terrain de jeux et le boulodrome de Carling. Monument Émile-Moselly ;
- le quartier Les Sapinières (rue A. Renard, avenue de la Sapinière) ;
- le quartier La Frontière. On y trouve le City Stade et un terrain de jeu ;
- le quartier Les Vergers ;
- la cité Bois-Richard (rue de la Paix, rue de la Vallée, rue de la Concorde). Ancienne chapelle de l'église néo-apostolique à l'abandon, rue de la Paix ;
- la zone artisanale (Z.A.) Charles Jully.

### Écarts

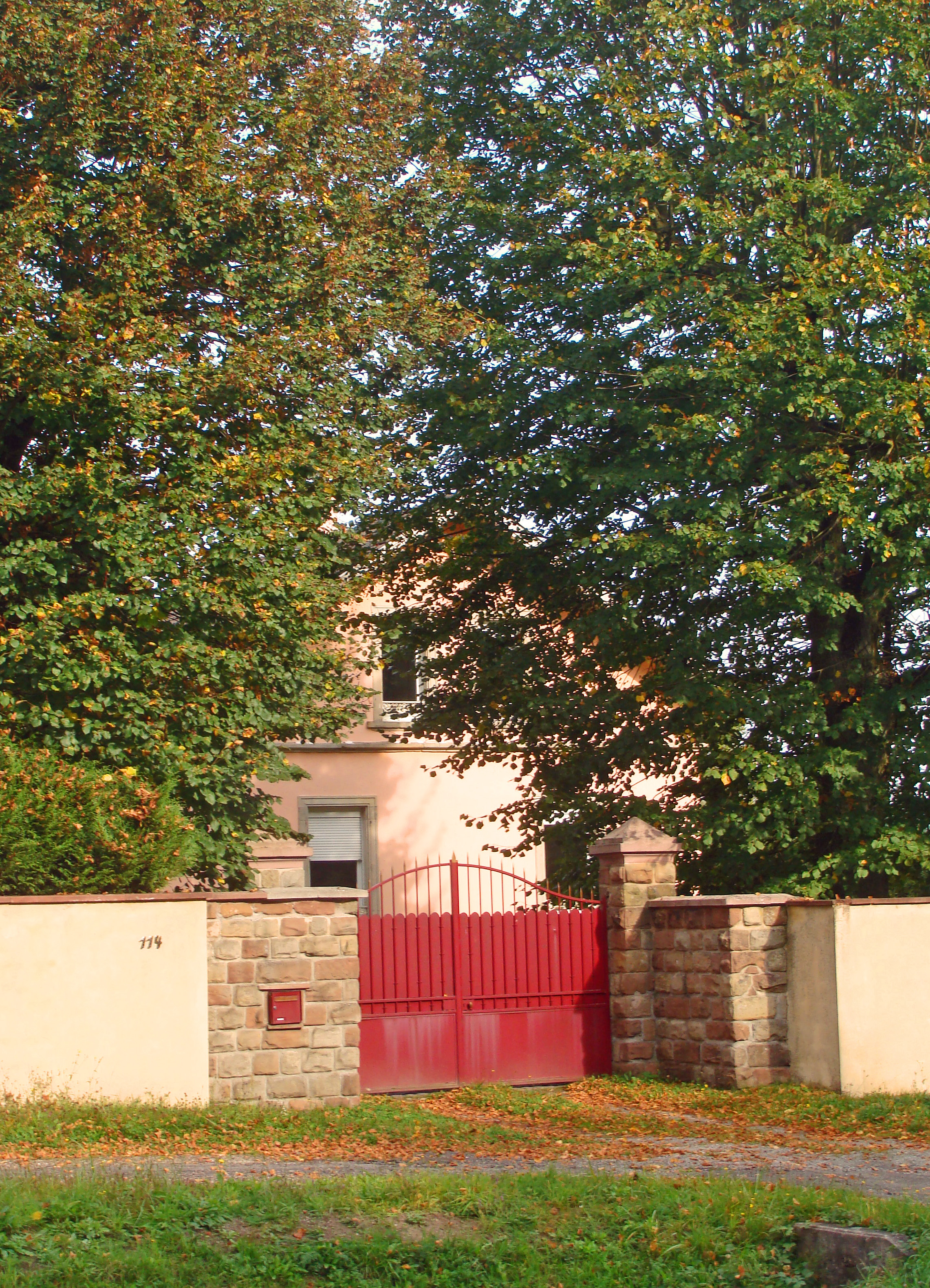
Ancienne maison forestière dite de Carling.

- la maison forestière dite « de Carling » : située à la sortie de Carling, elle est bâtie en réalité sur le ban de la commune de Diesen. Déclassifiée en tant que maison forestière, elle a été vendue à un particulier en 1980. Construite à l'époque impériale allemande, elle est séparée par un petit fossé du ban de la commune de Carling. Les occupants successifs (gardes-forestiers) du XIXe au XXe siècle étaient : Karl Alwin Eduard Süssbier (de Berlin), M. Rinck (de Wangenbourg), M. Boulanger, Charles Baudinet, Alex Rinck, Georges Meiss, M. Pillet.
- le lavoir de Carling se trouvait en fait sur le ban de la commune de L'Hôpital, dans la vallée du Merle. Un acte communal daté du 22 novembre 1863 fait part de la décision d'établir ce lavoir sur des sources situées près du lavoir de L'Hôpital. Il est resté en activité jusqu'à la Seconde Guerre Mondiale.

## Urbanisme

### Typologie
Au 1er janvier 2024, Carling est catégorisée ceinture urbaine, selon la nouvelle grille communale de densité à sept niveaux définie par l'Insee en 2022.
Elle appartient à l'unité urbaine de Saint-Avold (partie française), une agglomération internationale regroupant six communes, dont elle est une commune de la banlieue,,. Par ailleurs la commune fait partie de l'aire d'attraction de Creutzwald, dont elle est une commune du pôle principal,. Cette aire, qui regroupe 8 communes, est catégorisée dans les aires de moins de 50 000 habitants,.

### Occupation des sols
L'occupation des sols de la commune, telle qu'elle ressort de la base de données européenne d’occupation biophysique des sols Corine Land Cover (CLC), est marquée par l'importance des territoires artificialisés (62,2 % en 2018), en augmentation par rapport à 1990 (55 %). La répartition détaillée en 2018 est la suivante :
zones urbanisées (57 %), zones agricoles hétérogènes (24,2 %), forêts (12 %), zones industrielles ou commerciales et réseaux de communication (5,2 %), milieux à végétation arbustive et/ou herbacée (1,6 %). L'évolution de l’occupation des sols de la commune et de ses infrastructures peut être observée sur les différentes représentations cartographiques du territoire : la carte de Cassini (XVIIIe siècle), la carte d'état-major (1820-1866) et les cartes ou photos aériennes de l'IGN pour la période actuelle (1950 à aujourd'hui).

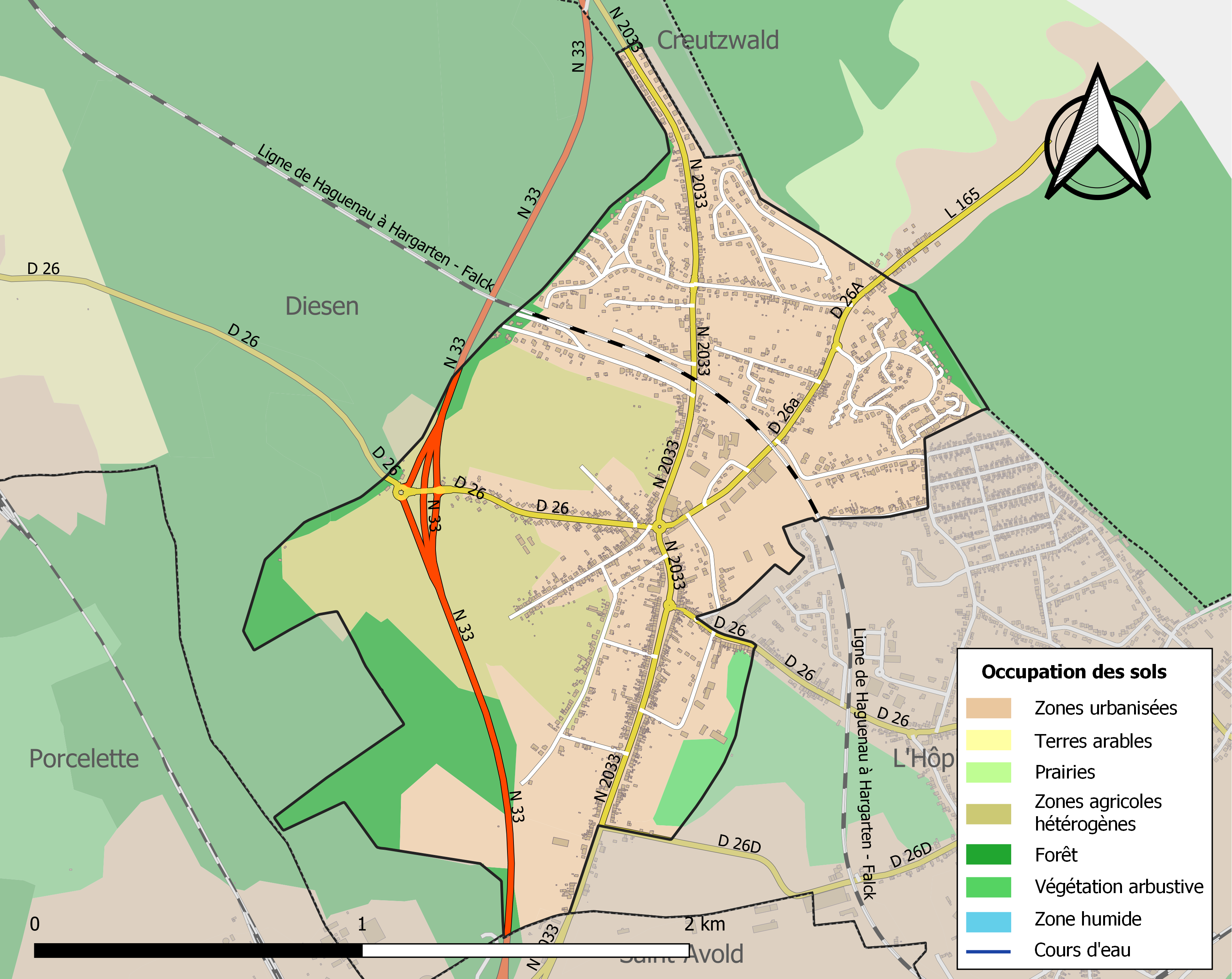
Carte des infrastructures et de l'occupation des sols de la commune en 2018 (CLC).

## Toponymie
- Ce toponyme se compose du prénom allemand d'un comte de Nassau-Sarrebrück, Karl (Charles en français), fondateur de la commune, suivi du suffixe germanique -ingen[18]. Karlingen signifie en français « domaine de Charles ».
- En allemand : Karlingen[19]. En francique rhénan de Lorraine : Karlinge[20] [kaʁlɪŋə].

## Histoire

### Antiquité

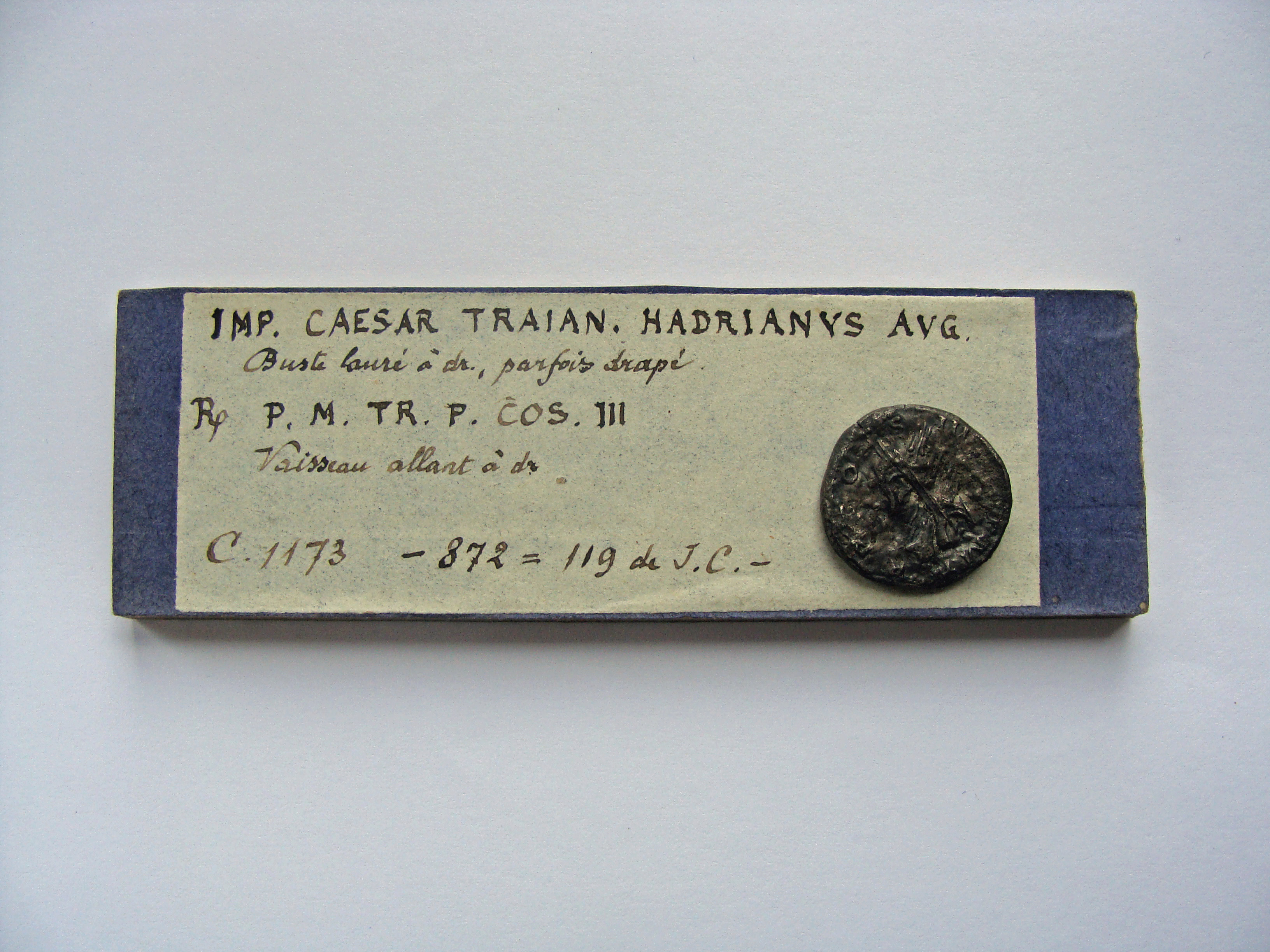
Monnaie de l'empereur Hadrien (76-138) trouvée à Carling en 1856 lors de fouilles archéologiques par le baron Adolphe Schlinker.

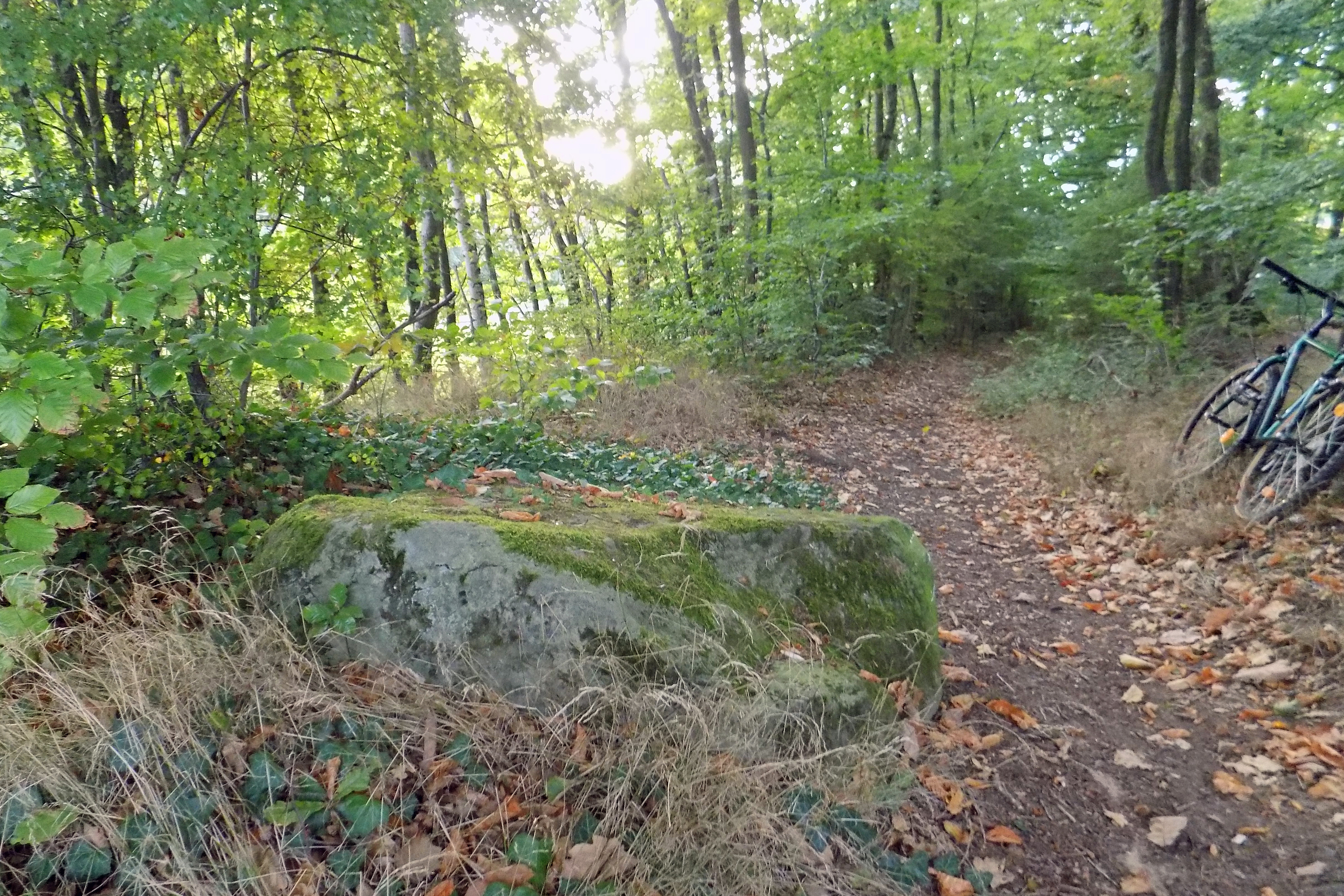
Bloc de grès taillé d'origine gallo-romaine découvert en 1880 à l'extrémité du chemin du Nord et à l'entrée de la forêt du Rondheidgen. Il constituait le socle carré de l'ensemble sculpté formé par le cavalier à l'Anguipède.

L'occupation du site remonte au Néolithique comme l'atteste la découverte de haches de pierre et de pointes de silex.
Carling se situe près du passage de l’ancienne grande voie romaine de Metz-Mayence-Worms d'axe ouest-est et d'une seconde voie romaine de moindre importance d'axe sud-nord mais d'origine plus ancienne, correspondant à l'ancienne route celtique qui reliait les gisements salifères lorrains aux populations septentrionales. Venant de Saint-Avold, elle se poursuivait en direction de Lauterbach. Une borne romaine renversée, anciennement surmontée d'une croix disparue en est l'actuel témoin dans la forêt comprise entre Carling et Saint-Avold. Des éléments conséquents en subsistent : elle se présente comme un chemin forestier d'une largeur de deux mètres, visibles surtout entre Carling et Lauterbach. Ses fondements, d'une épaisseur moyenne de 0,30 m, sont en pierres calcaires et gréseuses d'origine locale, recouvertes d'une couche de gravillons, mis au jour lors de différents travaux forestiers.
Une occupation des lieux très ancienne est probable. Des fouilles effectuées en 1856 entre Carling et l'actuelle Cité Bois-Richard (autrefois dénommé Bois du Richardsecken) par le baron Adolphe Schlinker, maître de forges et archéologue à Carling, ont mis en évidence une nécropole d’origine gallo-romaine (particulièrement de nombreuses urnes funéraires, des monnaies des empereurs romains Auguste, Domitien, Hadrien, Marc-Aurèle et Septime-Sévère). En 1869 on découvre une urne en verre funéraire gallo-romaine intacte, protégée par deux demi-sphères de pierre, près de la frontière prussienne d’alors. Elle sera transportée aux musées de Metz. D’autres trouvailles ponctuelles faites en 1980 à l’emplacement du lieu-dit Ziegelstücker (ce qui signifie littéralement « champs à tuiles ») entre Carling et L'Hôpital, ont livré de petits fragments d'une statuette en terre cuite et de poteries gallo-romaines, des canalisations en terre cuite et des monnaies romaines (frappées à Trèves avec le symbole de l’empereur Constantin II).
Mais c'est le 8 juin 1880 que fut faite la découverte archéologique la plus remarquable faite à Carling. Lors de la construction de la ligne de chemin de fer qui devait relier Béning à Teterchen, l'on trouva dans la forêt nommée Rondheidgen, entre Carling et les premiers chemins forestiers menant à Creutzwald, un autel portatif dédié au dieu Cissonius. Cissonius demeure une divinité mal connue. Diverses recherches l'assimilent à Mercure (mythologie), dieu romain du commerce et des voyageurs, souvent représenté accompagné d'un bouc. L'autel portatif en pierre sculptée de 38 cm de haut et de 18 cm de large comportait sur son sommet les restes d'un anneau de fer d'environ 10 cm de diamètre destiné à en faciliter le transport. Sur la face avant, l'on trouvait sous une tête sculptée d'un animal cornu au museau effilé, une inscription latine dédiant l'autel à Cissonius :
D E O . C
I S S O N
I O . P ...(la dernière lettre manque)
L . S
Ce qui signifie: (Deo Cissonio) Au dieu Cissonius, P(ublius?), en reconnaissance (Libens Solvit).
La découverte était d'importance et donna lieu à différents communiqués dans les cercles les plus éminents de l'époque. L'autel portatif fut transporté au musée des antiquités de Metz où il fut soigneusement étudié.
L'archéologue Émile Linckenheld (1880-1976) relate la découverte en 1880 de fragments d'une sculpture d'un cavalier à l'emplacement du lieu de trouvaille du petit autel portatif dédié au dieu Cissonius. L'emplacement exact de la découverte se situe entre Carling et les premiers chemins conduisant à la forêt domaniale de Rondheidgen. Émile Linckenheld rapporte que la tête de cheval de cet ensemble sculpté fut conservée par le Dr Laubenheimer de Metz, maître d'œuvre du Conseil d'inspection de fonctionnement des chemins de fer d'Alsace-Lorraine (la Reichseisenbahn in Elsass-Lothringen).
Le monument était constitué par une colonne surmontée d'un cavalier porté, lui et sa monture, par un monstre Anguipède, de type "colonne de Merten (Moselle)". L'ensemble représentait selon Émile Linckenheld le dieu solaire ou le dieu celtique de la foudre Taranis à cheval, assimilé à Jupiter. Il nomme cet ensemble sculpté Cavalier au Géant et rapproche cette découverte à d'autres monuments similaires connus dans la région. Il précise que ...ces monuments ont presque toujours été trouvés dans des ruines de "fermes gallo-romaines", ce qui témoigne d'une occupation très antique du lieu.

### Fondation de la commune
Carling est fondé en 1714 par le comte de Sarrebruck Charles-Louis de Nassau (Karl-Ludwig von Nassau en allemand), dont il porte le nom : Karlingen. Le 25 août 1716, il autorise six habitants à défricher ses terres, les mettre en culture et construire des maisons à un emplacement situé au lieu-dit du Flachsweyer (étang du lin). Carling compte douze maisons en 1728 et vingt-deux en 1756.
En 1756, le comte Wilhelm Heinrich de Nassau-Sarrebruck charge Christian Lex, un haut fonctionnaire, de rédiger un rapport sur les localités faisant partie du secteur du comté de Nassau-Sarrebruck. De la mairie de Carling dépendent les localités de Diesen et la partie de L'Hôpital rattachée au secteur de Nassau. L'église catholique de L'Hôpital, qui est décrite comme tombant en ruine, est située sur le secteur de Nassau et dessert Carling. Tout ce secteur dépend de la commune de Carling placée sous le mandat du maire Peter Burg (Bourg) ainsi que sous la juridiction des juges de paix Peter Fridémy (Trédémy) et Johannes Diren (Dirn). La population de Carling, Diesen et la partie de L'Hôpital du secteur de Nassau est catholique à l'exception d'un habitant luthérien de Carling. Le curé responsable de la paroisse catholique s'appelle Karst et réside dans le presbytère de L'Hôpital (secteur de Lorraine). La paroisse dépend de l'évêché de Metz. Le pasteur luthérien s'appelle Thomas et réside à Karlsbrunn. L'école est située dans le secteur lorrain de L'Hôpital mais les habitants de Carling contribuent à son fonctionnement. Le village de Carling est formé de 22 maisons et possède 4 puits avec abreuvoirs et un lavoir. La partie de L'Hôpital (secteur de Nassau) qui dépend de Carling est formée de 11 maisons et de l'église. Elle n'a qu'un seul puits sans abreuvoir. Les habitants ont accès au moulin de L'Hôpital (secteur de Lorraine). Diesen, qui dépend à cette époque de la mairie de Carling, possède son propre juge de paix, Johannes Muck. Cette bourgade de 16 maisons possède deux puits avec abreuvoirs, un moulin et son étang. Elle ne possède pas d'église et ses habitants relèvent de la paroisse catholique de Porcelette. Les ressources des habitants de Carling proviennent principalement de l'agriculture (colza et millet) et de maigres pâturages.
Le roi de France Louis XV réunit Carling à la baronnie d’Überherrn, qu’il a créée en 1767 pour son médecin personnel le baron François-Marie-Claude Richard de Hautesierck. Le baron percevait annuellement des impôts de la part des Carlingeois. La baronnie comprend aussi les villages cédés par Sarrebruck en 1766, à savoir Wilhelmsbronn, Diesen et une partie de L’Hôpital.
L’alliance franco-autrichienne, scellée durant la guerre de Sept Ans (1756-1763), peut enfin porter ses fruits. Elle a purgé l’espace lorrain de ses ferments de guerre et permet d’esquisser une « frontière de paix », fondée sur la liquidation du contentieux franco-luxembourgeois, concernant les régions de Rodemack et de Raville et des échanges compensés, laborieusement négociés de 1769 à 1786 avec des princes germaniques, autour du Warndt (acquisition de Creutzwald, Carling et L’Hôpital).
En 1770, par le traité du 26 novembre, Louis, prince de Sarrebruck, cède à la France le village de Carling, en recevant en échange Emmersweiler, à l’est de Forbach et Baerendorf, à l’est de Fénétrange. Le décret impérial de Napoléon Ier, du 24 janvier 1812, réunit la jeune commune de Carling à celle de L’Hôpital. Vingt-cinq ans plus tard, les conseillers municipaux demandent la séparation qui n’aboutira qu’en 1894.

### Lacampagne de France (1814)
Lors de la campagne de France (1814), la ville d'Überherrn tombe aux mains du prince Guillaume de Prusse qui commande la 2e brigade du corps de Yorck. Les unités de pointe du Oberstleutnant baron Franz Carl Friedrich Ernst von Klüx (de) (1776-1858) occupent dès le 11 janvier les villages de Bisten, Guerting, L'Hôpital et Carling. Ce seront les premiers villages de vieille France à être occupés par les troupes alliées.

### Temps modernes

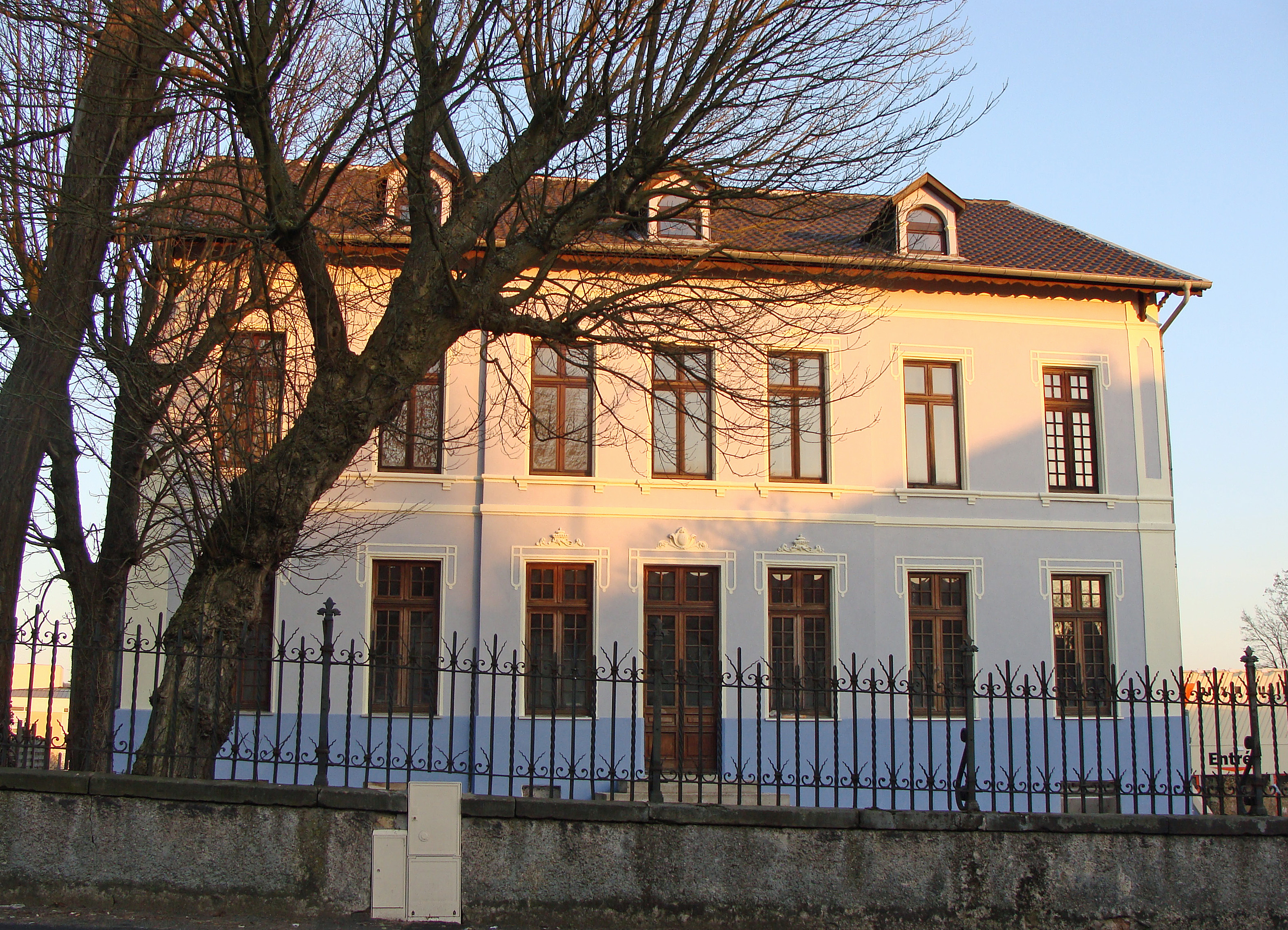
Carling : ancienne direction des Houillères du puits Saint-Max (bâtiment latéral).

L'industrialisation de Carling et de sa région débutera le 17 novembre 1855, la Compagnie Houillère de la Moselle Maximilien Pougnet et Cie démarre le forage du puits Saint-Max. Après cinq années d’efforts, les travaux atteignent, le 15 octobre 1860, le gisement houiller et la première veine de charbon. Le puits Saint-Max (ou aussi appelé puits 8) peut être considéré comme étant le premier siège mis en exploitation dans le Bassin Houiller de Lorraine.
Le 1er mai 1866, sous le Second Empire de Napoléon III, on ouvre la ligne de chemin de fer Béning-Carling. La section de 10,54 km est à voie unique et sert notamment au transport de la houille extraite à Carling au puits Saint-Max. Elle sera complétée le 1er mai 1882 par la section à voie unique Carling-Hargarten de 8,73 km. Les voies seront dédoublées sur toute la ligne entre 1895 et 1898.

### La guerre de 1870
À la suite de la guerre de 1870, Carling se voit rattaché en 1871 comme toute l'Alsace-Moselle à l'Empire allemand conformément au traité de Francfort. Carling dépend de l'arrondissement de Forbach au sein du district de Lorraine. Le nom de Carling se voit germanisé en Karlingen. Plusieurs familles quittent Carling en abandonnant entièrement leurs biens pour ne pas dépendre de l'occupant. La concession de charbon du puits 8 aussi appelé puits Saint-Max est saisie, même si son exploitation est arrêtée. Il servira plus tard de puits d'aérage à la concession allemande de Saar und Mosel. Pendant l'annexion, l'industrialisation de Carling se poursuit. La gare est construite à l'époque allemande entre 1875 et 1878. En 1894, sous le mandat d'Ambroise Renard, instituteur et maire de Carling, Carling se sépare de L'Hôpital. L'église catholique Saint-Gérard de Majella de style néo-roman ottonien est construite de 1906 à 1908 sous la direction de l’architecte Klein et Carling se sépare de la paroisse catholique Saint-Nicolas de L'Hôpital. La cokerie de Carling est construite en 1910 et le puits Saint-Max qui a été dénoyé et réhabilité, sert de puits d'aération pour l'exploitation des mines de L'Hôpital à la même date.

### La Première Guerre mondiale

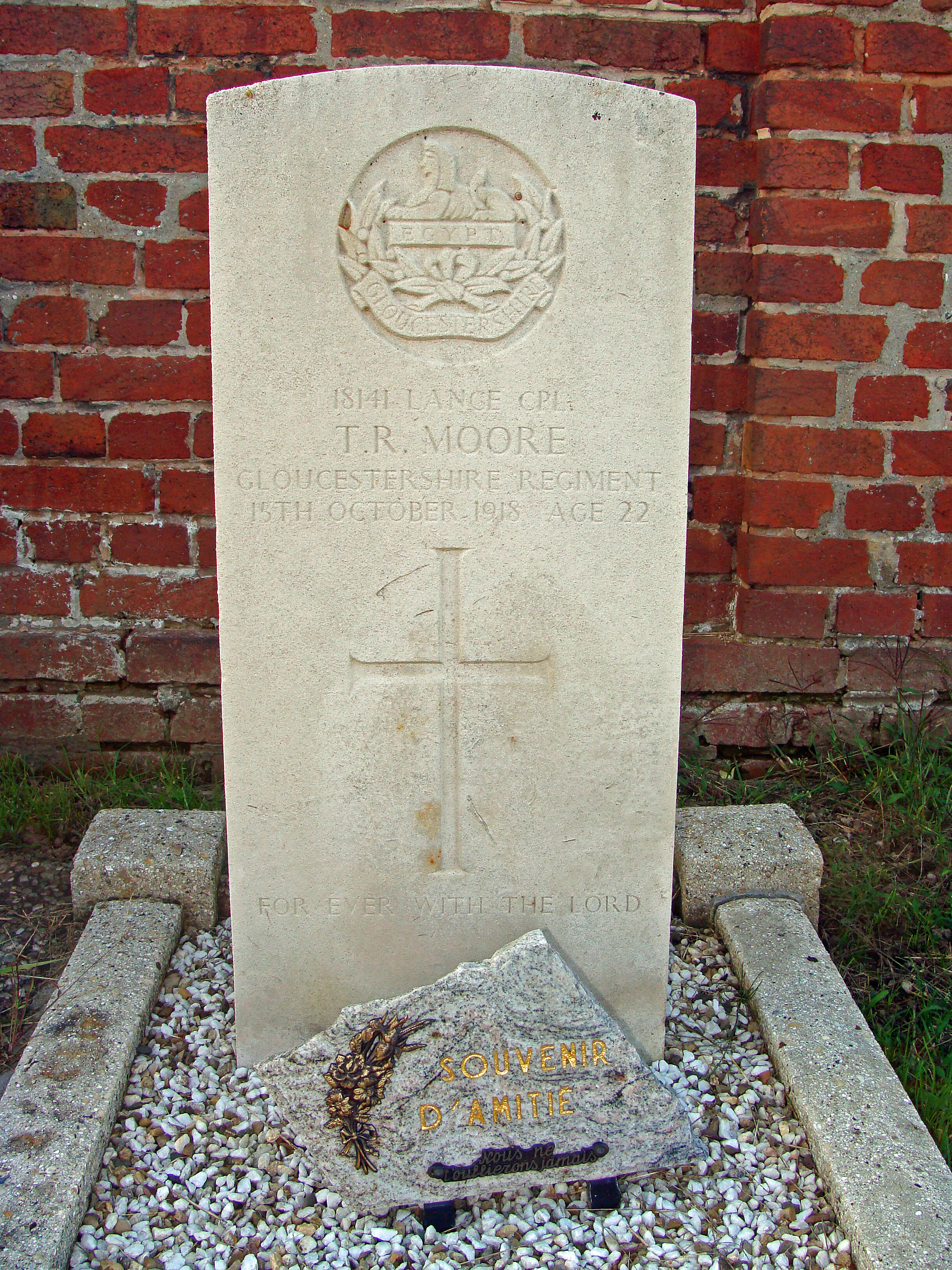
Tombe du soldat T.R. Moore, matricule 18141, du régiment Gloucestershire Regiement. Il est mort le 15 octobre 1918 à l'âge de 22 ans. Mention « For Ever With The Lord » inscrite sur la tombe (cimetière de Carling).

Le double assassinat de l’archiduc François-Ferdinand, héritier du trône d’Autriche-Hongrie, et de son épouse morganatique Sophie Chotek, duchesse de Hohenberg, à Sarajevo le 28 juin 1914 par un étudiant nationaliste serbe de Bosnie, Gavrilo Princip, conduit à la déclaration de guerre de l'Allemagne le 1er août 1914. En France, le gouvernement décrète la mobilisation générale le même jour, à 16h00. Les Carlingeois, comme les autres Mosellans, doivent se battre de 1914 à 1918 pour l’Empire allemand. Dès le premier jour, on mobilise les Landsturmleute de Carling jusqu'à l'âge de 44 ans. Au second jour c'est le tour des Landwehrleute.
Le 15 août 1914, des troupes allemandes venant de L'Hôpital passent au sud de Carling pour se rendre au front en une immense colonne jusque tard dans la nuit. Du fait d'une forte canicule, 45 soldats font des malaises et s'évanouissent en passant par L'Hôpital. 25 soldats sont transportés dans la maison des religieuses Saint-Vincent de Paul rue de l'église à L'Hôpital et 20 soldats seront conduits à l'hôpital de Carling des frères franciscains situé au début de la rue de Lauterbach et qui abrite déjà de nombreux soldats blessés. Trois jours plus tard ces 45 soldats seront transportés à l'hôpital militaire de Sarrebruck.
Les cloches de l'église Saint-Gérard de Majella de Carling sont réquisitionnées et envoyées à la fonte.
Le 15 octobre 1918 tombe à Carling un soldat du Commonwealth de nationalité anglaise nommé T.R. Moore, matricule 18141, âgé de 22 ans, du régiment Gloucestershire Regiement. Il est inhumé au cimetière de Carling.
Carling retrouve la France après le traité de Versailles en 1919 et reprend son nom sous sa forme française.
Les victimes de la Première Guerre mondiale : Nicolas Bies, Mathieu Bourg, Nicolas Clanget, Joseph Colman, François Festor, Théophile Friedrich, Félix Goldite, Mathieu Kirchmann, Jean Louis, Henri Marion, Alfred Rink, Charles Thiel, Jacques Wagner. Disparus au front : Jean Ernst, Nicolas Hoffmann, Jacques Thiel.

### La Seconde Guerre mondiale et l'évacuation

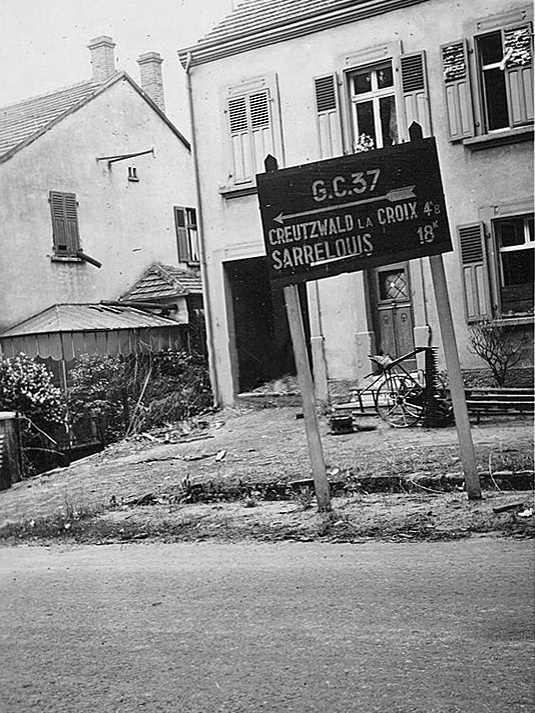
Carling évacuée - photo prise par un soldat allemand en 1940.

Carling étant situé entre la frontière franco-allemande et la ligne Maginot se voit équipé d'un petit avant-ouvrage défensif, une casemate construite de 1929 à 1930, rue de la frontière. Le 25 août 1939, l'Allemagne décrète la mobilisation générale pour le 26. Le 27 août à minuit commence l'application de la couverture générale. Le 1er septembre, à la suite de l'attaque allemande contre la Pologne, la mobilisation générale française est décidée, applicable à partir du 2 à minuit. La frontière avec l'Allemagne est fermée, les habitants de la zone frontalière sont déplacés. Carling est évacuée au milieu de l'après-midi du vendredi 1er septembre 1939. Les Carlingeois partent se réfugier principalement à Iteuil dans le département de la Vienne mais également dans le département de la Loire. Les mineurs en activité sont évacués vers les mines du Nord ou de la région de Saint-Étienne. Le 3 septembre 1939, la France déclare la guerre à l'Allemagne. Carling est placée sous le contrôle du capitaine Henri Vernhes, officier de réserve rappelé et mobilisé, commandant du Groupe-Franc du Secteur Fortifié de Faulquemont et de Carling-L'Hôpital et du bataillon français du 109e régiment d’infanterie en poste avancé. L’aumônier militaire catholique des troupes en poste à Carling était l’abbé Gabriel Sarraute (1893-1991) qui deviendra plus tard chanoine de la cathédrale de Carcassonne et conservateur des trésors culturels de l’Aude.
Les premiers jours de la guerre, les forces françaises et la Wehrmacht allemande restent sur leurs positions respectives. Les deux ponts construits en pierre de taille du chemin de fer, situés rue de l'Hôpital et rue de Metz (entre Carling et L'Hôpital) sont détruits. Carling est bombardé et est pris sous les tirs. Le capitaine Henri Vernhes sera tué au combat en 1940 au cours d'une mission de retardement de l'ennemi, infiltré dans le secteur de Saint-Avold. Les combats durent jusqu'à la capitulation de la France. Le 12 juin, les troupes françaises en Lorraine reçoivent l'ordre de décrocher progressivement vers le sud pour éviter l'encerclement. Le nouveau gouvernement Pétain demande l'armistice le 17 juin 1940 et en accepte les conditions le 22 juin. La Moselle étant de nouveau annexée en juillet 1940, Carling dépend cette fois de l'arrondissement de Saint-Avold, un nouvel arrondissement du CdZ-Gebiet Lothringen, territoire rattaché au Gau Westmark et son nom est à nouveau germanisé en Karlingen. Une partie de la population est autorisée à réintégrer la « Zone occupée ». Les ponts détruits sont reconstruits en bois. L'occupant allemand réquisitionne en 1943 les 2 plus petites cloches de l'église Saint-Gérard de Majella qui sont descendues et partent à la fonte en Allemagne.
La gare de Carling était d'importance stratégique et disposait d'une rampe militaire. Elle était entourée de quatre batteries de défense anti-aérienne protégeant un important dépôt de munitions. À l'automne 1944, le site fut attaqué par quatre avions américains Republic P-47 Thunderbolt. Le deuxième chasseur fut touché par les batteries de défense anti-aérienne appelées Flak et s'écrasa avant que le pilote eût le temps de s'éjecter au lieu-dit du Rod situé près de la rue des Champs. Le corps du pilote était calciné et l'avion complètement détruit. Le corps du pilote fut enterré sur place et déplacé après guerre par les Alliés. La gare de Carling fut l'objet de nombreuses autres attaques jusqu'à la fin de la Seconde Guerre Mondiale.
Lors des combats de la Libération, les ponts sont dynamités par les Allemands pour empêcher l'avancée des Alliés. Carling est libéré le 4 décembre 1944 par la Task force Fickett de la 3e armée américaine conduite par le général George Patton. Un odonyme local (« Rue du 4-Décembre-1944 ») rappelle cette libération. Patton séjourna à Carling pendant l'offensive des Alliés en Lorraine face aux troupes allemandes en Sarre dès décembre 1944. Il s'établit dans l'actuel Hôtel de Ville de Carling, rue de Creutzwald. Son état-major était établi dans le bâtiment en briques rouges adjacent, qui abritait également ses services de cartographie du conflit. La Task force Fickett était une troupe tenant son nom du colonel Edward M. Fickett, composée de soldats du Vth Rangers et 6tg Cavalry et attribuée en renfort par le général Patton au XXe Corps de la IIIe US Army. Les combats du 4 décembre furent très durs. L'on déplore deux victimes civiles (Alphonse Leyendecker né en 1902 ; Guillaume Zeiter né en 1907) et de nombreux blessés dans la population qui se cache dans les caves et les abris. Catherine Henri est blessée au bras par le tir d'un soldat américain à travers une porte de son domicile. De nombreux soldats allemands sont tués. Quatorze soldats américains laissent leur vie dans les combats de Carling. Ils seront inhumés au cimetière américain de Saint-Avold.
Carling reprend son nom français dès la Libération.

### Aujourd'hui

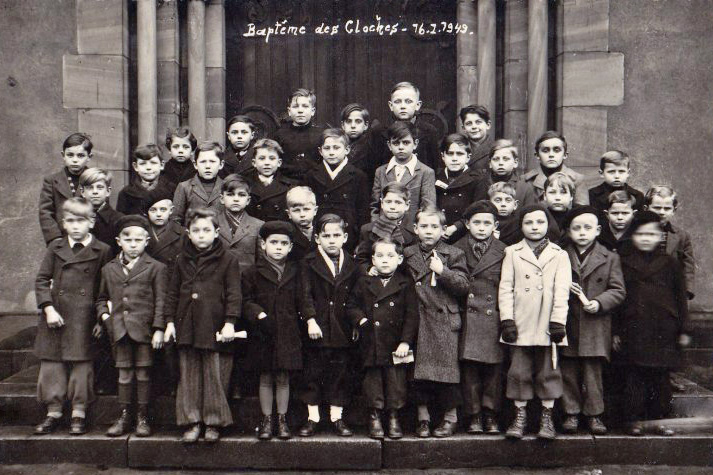
Les enfants du village devant l'église Saint-Gérard lors de l'inauguration des nouvelles cloches le 16/02/1949.

- Le 16 février 1949, on inaugure et baptise les nouvelles cloches de l'église catholique Saint-Gérard de Majella, les anciennes ayant été déposées et réquisitionnées par l'occupant.
- 1955, inauguration du Dépôt d'Incendie de la rue Principale par Joseph Bellion, maire de Carling.
- Le 17 octobre 1969, un camion citerne chargé de résidus de goudron se couche devant l'école primaire de Carling. Un barrage de paille est établi sur le ruisseau du Lauterbach pour réduire les risques de pollution. Durant trois jours, les sapeurs-pompiers assureront le transvasement des résidus, la surveillance et le nettoyage des lieux sous les ordres du chef de corps Fernand Scherr[36].
- Le 12 juillet 1978, à 14h25, une partie de la ville est engloutie sous 1,50 mètre d’eau et de boue de cendre provenant de la rupture de la digue du bassin de décantation de la centrale Émile-Huchet qui sera à l'origine de la « marée grise » à Carling. Il y aura un mort et des blessés.
- Janvier 1983, inauguration du nouveau Dépôt d'Incendie de la rue de la Frontière par le maire de Carling Armand Nau, le député de la 5e circonscription de la Moselle Julien Schvartz et le président du conseil régional de Lorraine Jean-Marie Rausch.
- Le dimanche 28 avril 1991 se déroule à Carling le 36e congrès des sapeurs-pompiers de l'arrondissement de Forbach en présence d'Armand Nau, maire de Carling, conseiller général et conseiller régional, du colonel Jean-François Sauer, directeur départemental des Services d'Incendie et de Secours de la Moselle, du capitaine René Mick, président de l'Union départementale de la Moselle, du capitaine Lucien Grimm, inspecteur adjoint, président de la section de l'arrondissement de Forbach, du sous-lieutenant Marcel Karpp, chef de corps des sapeurs-pompiers de Carling et d'Aloïse Blaise, président de l'amicale sapeurs pompiers de Carling.
- Le dimanche 6 mai 2007 a eu lieu la célébration du centième anniversaire de la construction de l'église catholique Saint-Gérard de Majella au cours d'une messe solennelle en présence de monseigneur Pierre Raffin, évêque de Metz et de toute la communauté paroissiale.
- Le 22 mai 2008, le site industriel de la cokerie de Carling est signalé dans L'Atlas des zones polluées par le PCB (polychlorobiphényles). L'Atlas présente les informations tirées de la base de données BASOL sur les sites et sols pollués, de la base nationale de données BASIAS qui regroupe les inventaires historiques régionaux d’activités industrielles et de services susceptibles d’avoir engendré une pollution de l’environnement et la base de données ARIA du Bureau d’Analyse des Risques et Pollutions Industrielles (BARPI).
- Le 15 juillet 2009 à 15 h, explosion au site pétrochimique TOTAL à Carling : une énorme déflagration s’est fait entendre sur la plate-forme chimique de Carling/Saint-Avold (le site industriel de Carling/Saint-Avold est classé Seveso 2 seuil haut) et a été ressentie jusque dans les rues de Carling. Le bilan est très lourd : deux morts et six blessés dont trois personnes gravement brûlées par le souffle.
- Le 28 juin 2013, la résidence du Parc a fêté son 20e anniversaire ainsi que le départ à la retraite de son directeur, Roland Thiel. À cette occasion, l'extension du bâtiment et de l'unité Alzheimer ont été inaugurées.

## Politique et administration

### Liste des maires
La ville de Carling fait partie du deuxième canton de Saint-Avold et dépend de la sous-préfecture de Forbach. Elle est située dans le département de la Moselle, en région Lorraine.

## Population et société

### Démographie
Population de 1728 à 1789 estimée d'après le nombre de feux dans le nouveau village.

L'évolution du nombre d'habitants est connue à travers les recensements de la population effectués dans la commune depuis 1793. Pour les communes de moins de 10 000 habitants, une enquête de recensement portant sur toute la population est réalisée tous les cinq ans, les populations de référence des années intermédiaires étant quant à elles estimées par interpolation ou extrapolation. Pour la commune, le premier recensement exhaustif entrant dans le cadre du nouveau dispositif a été réalisé en 2007.

En 2022, la commune comptait 3 332 habitants, en évolution de −3,11 % par rapport à 2016 (Moselle : +0,52 %, France hors Mayotte : +2,11 %).
| 1793 | 1800 | 1806 | 1895 | 1900 | 1905  | 1910  | 1921  | 1926  |
| ---- | ---- | ---- | ---- | ---- | ----- | ----- | ----- | ----- |
| 809  | 203  | 234  | 732  | 917  | 1 110 | 1 346 | 1 267 | 1 428 |

| 1931  | 1936  | 1946  | 1954  | 1962  | 1968  | 1975  | 1982  | 1990  |
| ----- | ----- | ----- | ----- | ----- | ----- | ----- | ----- | ----- |
| 1 450 | 1 491 | 1 512 | 2 020 | 2 567 | 2 783 | 2 593 | 3 422 | 3 709 |

| 1999  | 2006  | 2007  | 2012  | 2017  | 2022  | - | - | - |
| ----- | ----- | ----- | ----- | ----- | ----- | - | - | - |
| 3 736 | 3 726 | 3 724 | 3 508 | 3 445 | 3 332 | - | - | - |

### Langues
Plusieurs langues sont utilisées sur le territoire de la ville de Carling.
Les principales sont :
- le français (langue officielle de la République)
- l’allemand (ou « Hochdeutsch »). Son usage reste exceptionnel dans la commune (publications, cultes et chants).
- le dialecte francique rhénan de Lorraine (ou « Rheinfränkisch ») qui fait partie du groupe des langues germaniques du moyen-allemand occidental (ou « Westmitteldeutsch »). L’usage du dialecte (ou « Platt ») est en long déclin à Carling.

En 1790, le bilinguisme administratif est appliqué et l’usage du « Platt » est constant.
En 1794 une loi (reprise plus tard par Napoléon Bonaparte) interdit tout acte officiel en une langue autre que le français. Néanmoins les archives et registres montrent certains écarts avec ce principe.
1850 : le français gagne du terrain mais le catéchisme et les cultes (qui se déroulent à l'église Saint-Nicolas de L'Hôpital) se font en allemand. La population cultivée lit invariablement des publications en français et en allemand. Le dialecte est la langue du quotidien.
1870 : à la suite de l’occupation allemande et de l’exode des quelques citoyens de la ville, la culture allemande commence à s’introduire peu à peu, des colons allemands commencent à s’installer dans la ville qui s’industrialise.
1872 : l’école devient tout à fait allemande. Le « Platt » reste la langue du quotidien.
1918 : le français s’impose au retour de la Lorraine à la France. L'enseignement se met en place progressivement en français.
1926 : les écoliers carlingeois suivent encore 3 heures d’enseignement d’allemand par semaine. Le catéchisme et les cultes se font souvent en allemand. Le président Raymond Poincaré prônera un bilinguisme français/dialecte ce qui entraînera une réaction hostile des députés et des évêques. La situation restera inchangée jusqu’au début de la Seconde Guerre mondiale.
1940 : la Moselle est annexée au Troisième Reich. Les cours doivent se faire en allemand (« Hochdeutsch ») uniquement. En septembre 1940, les Carlingeois reviennent dans leur foyer. Le français est interdit et son usage est verbalisé. Les actes se font désormais uniquement en allemand. Le dialecte (« Platt ») continue d’être utilisé par la population. Les enfants sont scolarisés en langue allemande et des enseignants de langue maternelle allemande sont mis en place dans l'école de Carling. L'école primaire est en travaux par suite des destructions et les cours se font dans des locaux provisoires jusqu'au printemps 1941, date à laquelle les enfants regagnent l'école rénovée. Deux sections sont mises en place : au premier étage, la Volkschule (école primaire) réunissant les enfants d'âge scolaire et la Hauptschule (cours complémentaire). Certains enfants de bon niveau scolaire sont scolarisés dans la Oberschule (collège) de Saint-Avold. Certains élèves sont orientés vers la Lehrerbildungsanstalt (école normale) de Metz.
Après 1945 : on assiste à une francisation forcée. Des instituteurs de langue française (comme Georges Morette, le frère de l'illustrateur et écrivain Jean Morette) remplacent à l'école de Carling ceux mis en place par l'occupant. La loi de 1926 sur l’enseignement de l’allemand à l’école restera provisoirement suspendue jusqu’en 1972, date à laquelle l’enseignement de l’allemand réapparaîtra timidement au primaire (méthode Holderith). L'allemand est aussi utilisé parfois ponctuellement lors de certains cultes. Le dialecte (« Platt ») connaît un long déclin et ne survit que dans les échanges quotidiens de la population âgée et dans certaines manifestations populaires (théâtre, chants et poésies).

### Enseignement
- Groupe scolaire Pierre-Ernst (écoles composées de classes primaires et maternelles), 189 rue Principale. Directeur : Véronique PECH.
- École maternelle Moselly, rue du Warndt, cité Moselly. Directrice : Angélique Choppin.

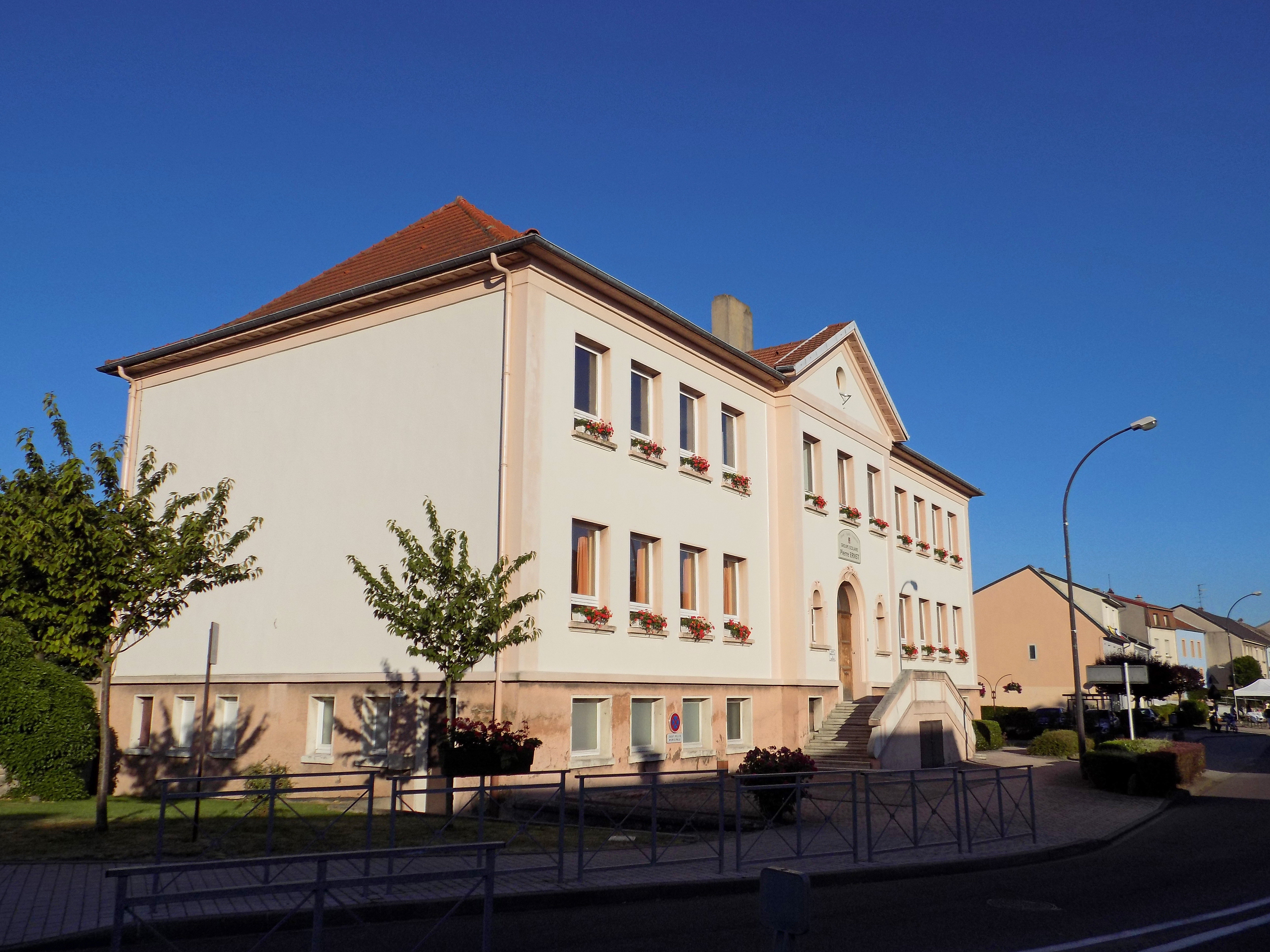
Le groupe scolaire Pierre-Ernst.
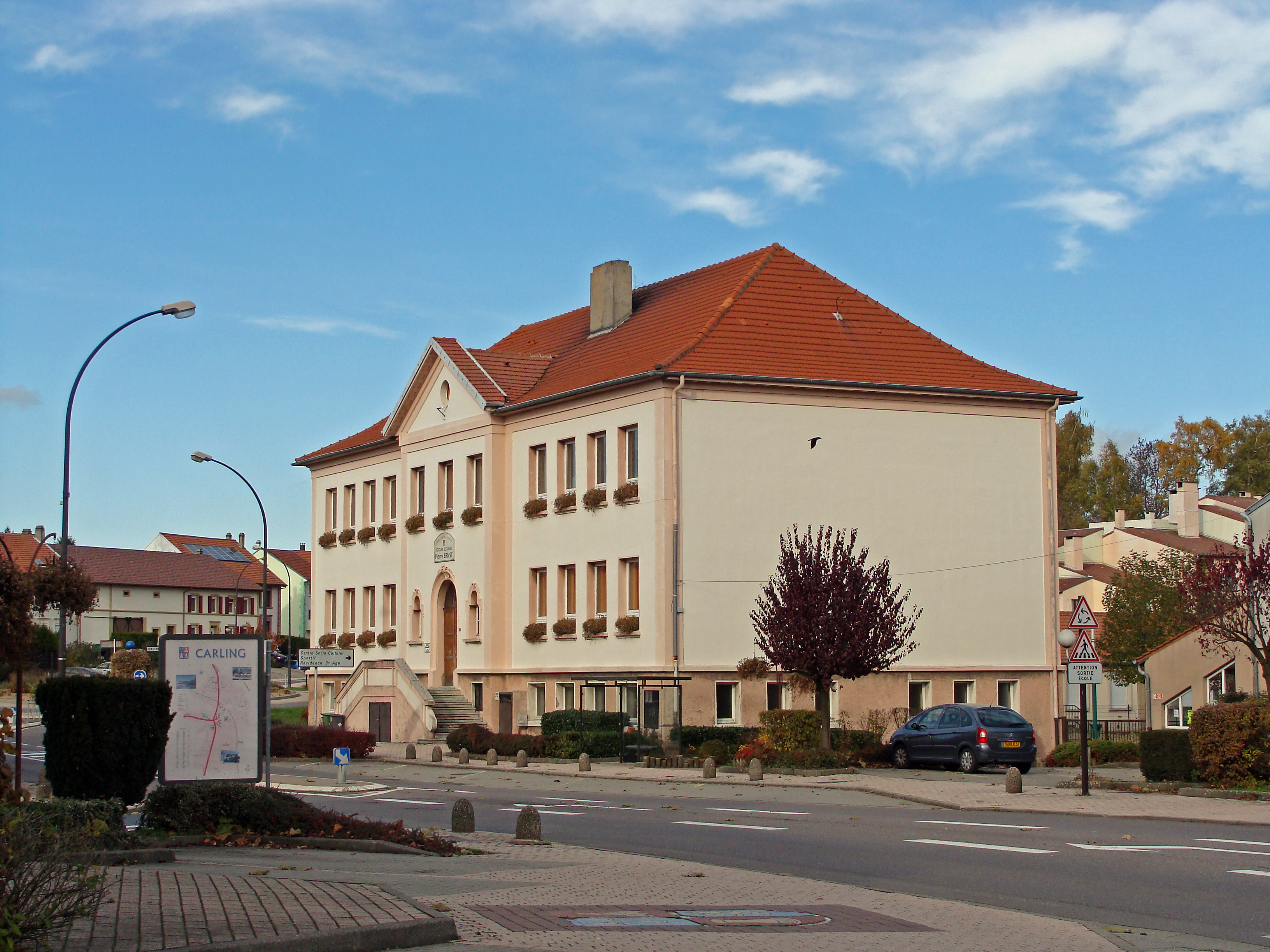
Le groupe scolaire Pierre-Ernst - rue Principale.

### Médias

#### Presse
- Le Républicain lorrain, correspondant local.
- Carling "Infos", le bulletin d'informations municipales de la ville ; directeur de la publication : monsieur Gaston Adier, maire de Carling.
- Entre Lauter & Merle, la revue du Cercle d'histoire de L'Hôpital- Carling, abonnement et courrier : monsieur Jean-Marcel Labach, L'Hôpital.
- Moselle infos, le magazine mensuel du conseil général de Moselle.

#### Site Internet communal
- Carling.fr: Bienvenue[43].

#### Radio
- Radio Saint Nabor sur la fréquence 103,2 MHz. Cette radio locale émet de Saint-Avold depuis 1995. Son président est Roland Berrar.

### Manifestations culturelles et festivités

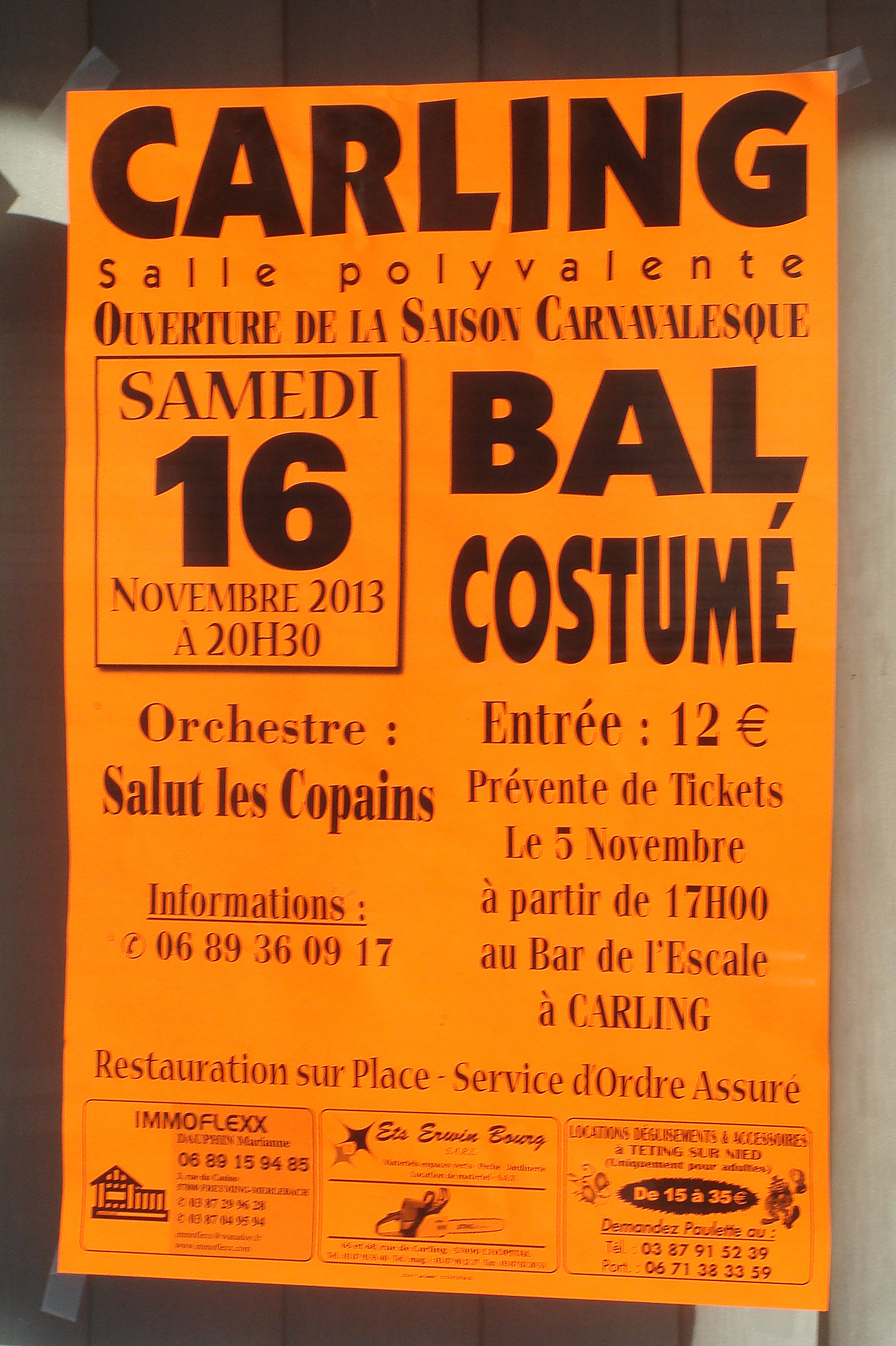
Affiche du Carnaval de Carling (novembre 2013).

- Le Carnaval de Carling. Les célébrations débutent dès le mois de novembre par diverses manifestations et bals costumés.
- La Fête paroissiale.
- La Fête nationale, avec feu d'artifice (stade municipal).
- La Fête Patronale ou Kirb.
- La Fête de la musique en juin.
- Les Marches Populaires et Intercommunales : ces marches sont organisées avec le soutien des municipalités de Carling et de L'Hôpital, de la Communauté de Communes du Pays Naborien et avec la participation d'associations locales telles Les Amoureux de la Marche de Carling-L'Hôpital[44]. Le dimanche 31 août 2014, se déroulera ainsi au départ de Carling la 46e Marche Populaire Internationale[45].
- Vide-greniers et marchés aux puces. Ils sont organisés par différentes associations communales.

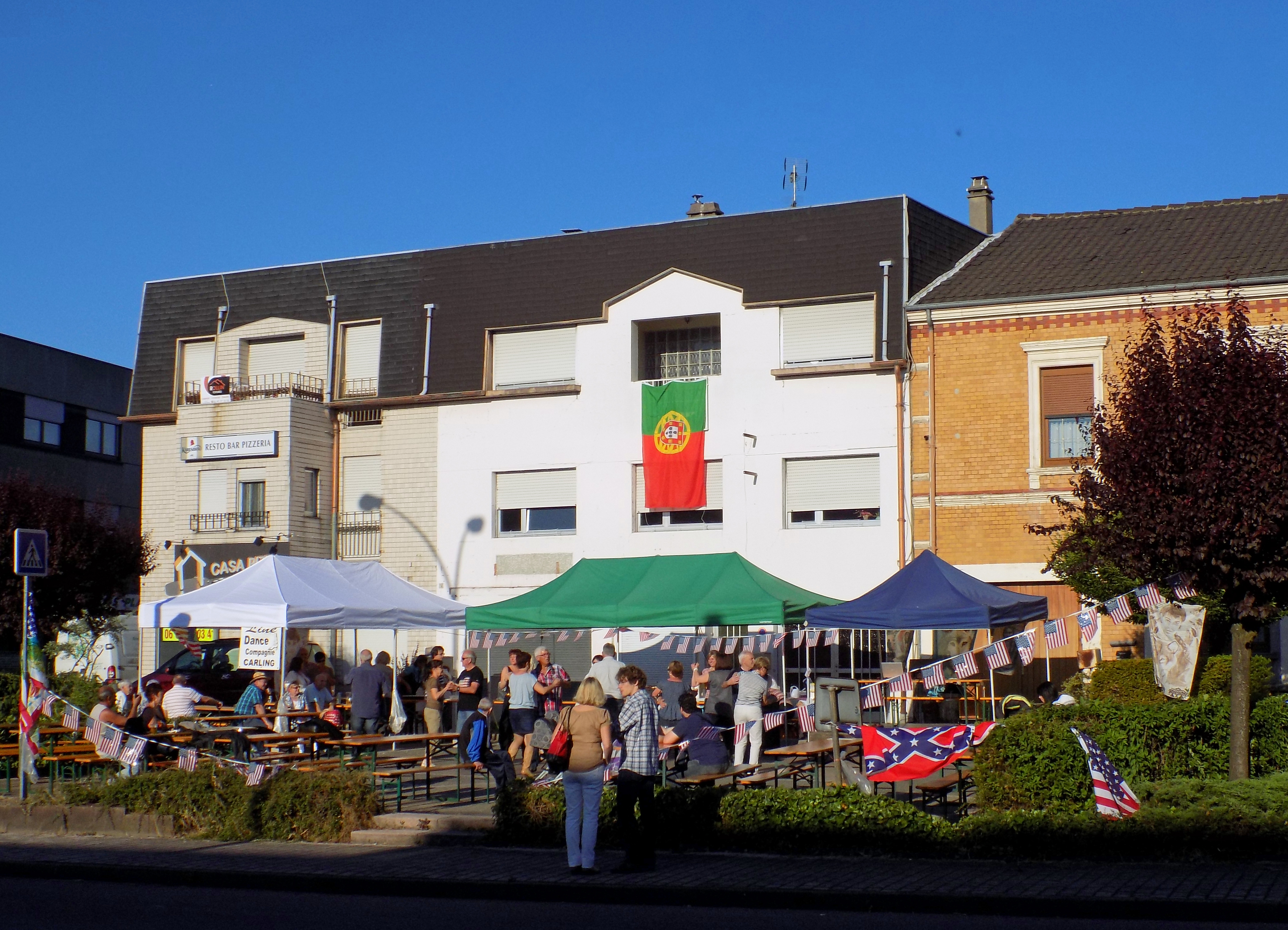
Fête de la Musique, rue Principale, le 21 juin 2014.
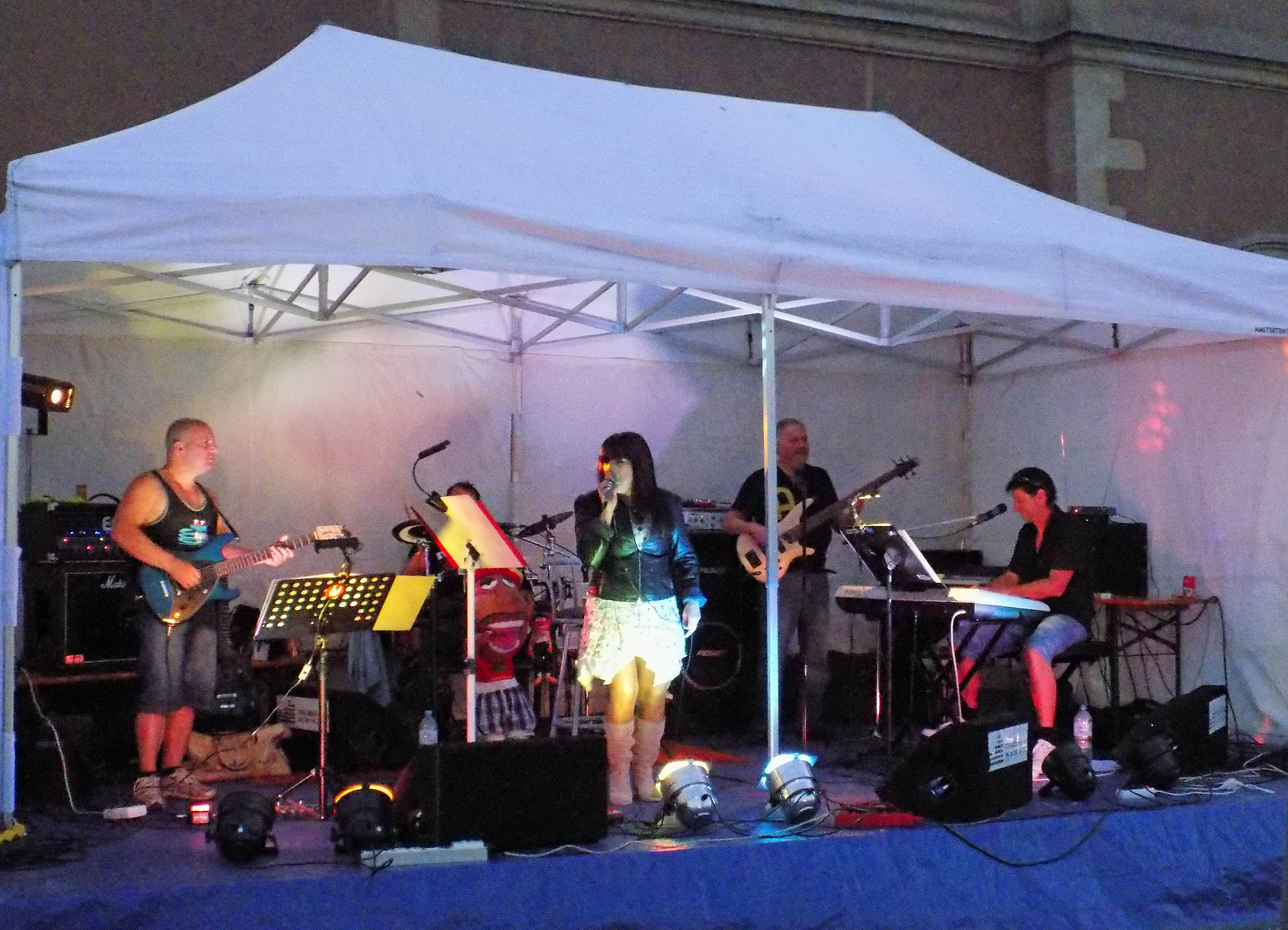
Groupe de musiciens, Fête de la Musique, le 21 juin 2014.
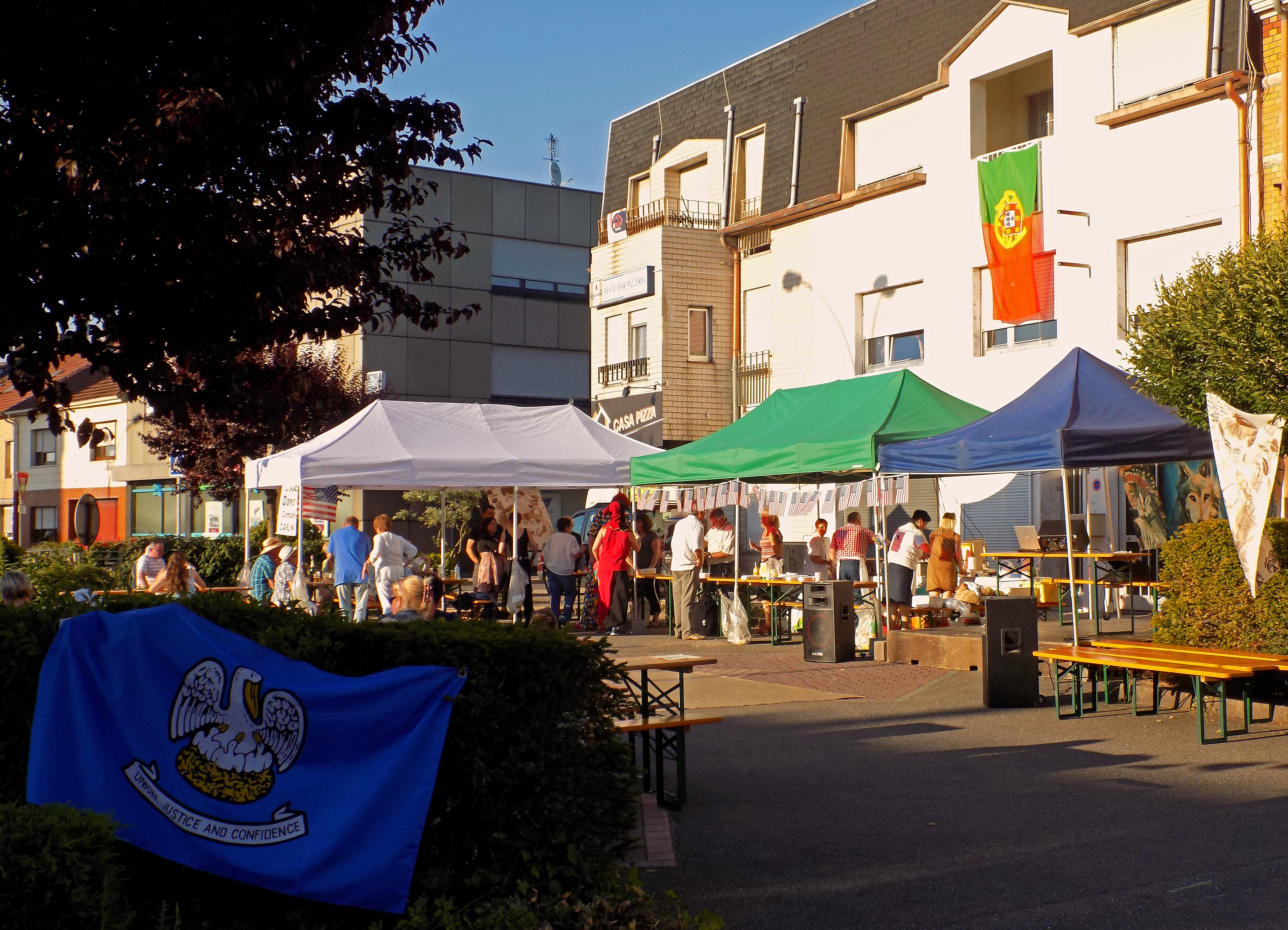
Fête de la Musique, rue Principale, le 21 juin 2014.
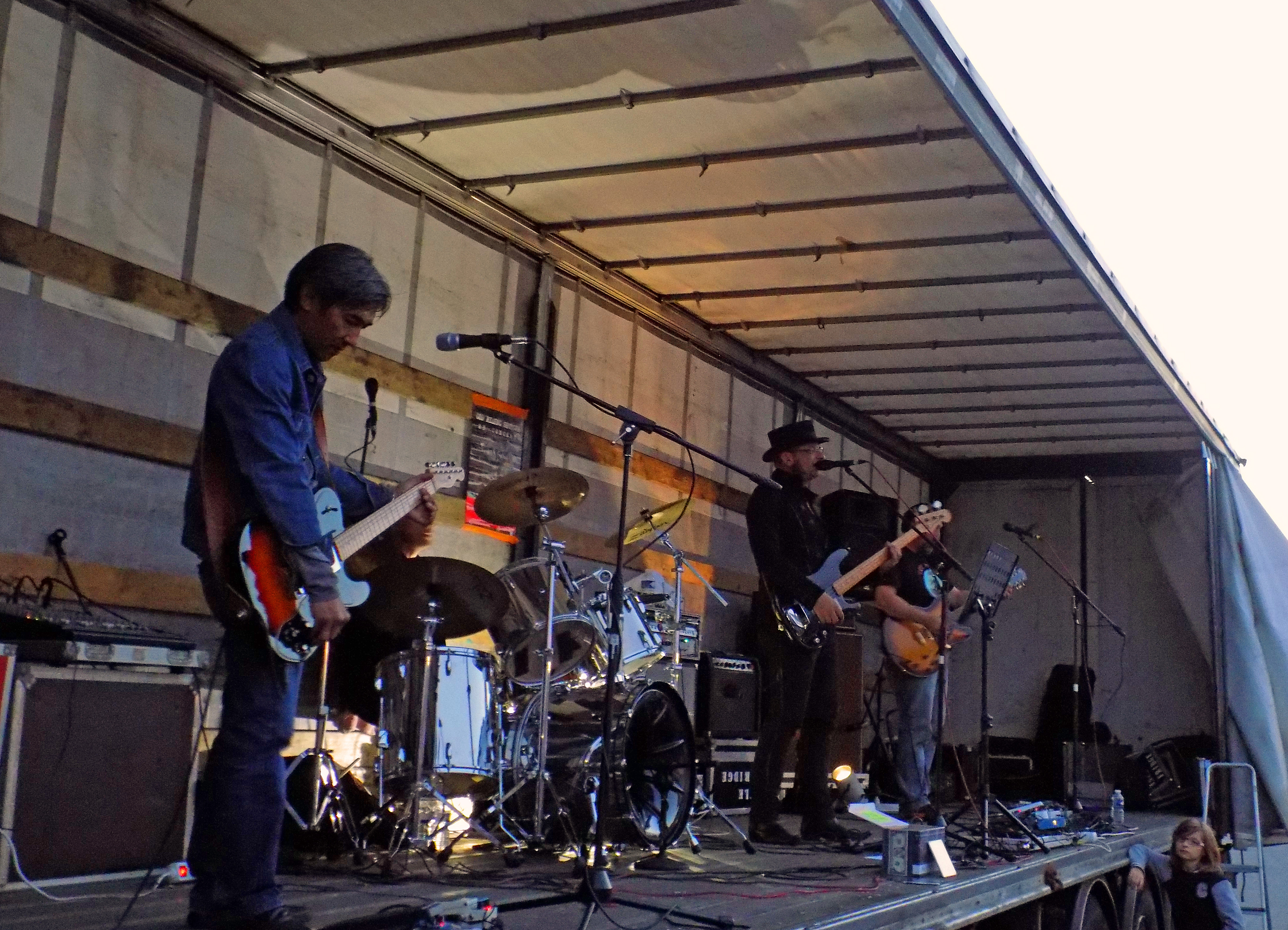
Groupe de musiciens, Fête de la Musique, 21 juin 2014.

### Label des villes et villages fleuris
La ville de Carling est labellisée « une fleur » au classement des villes et villages fleuris de France. Depuis 1988, l'organisation locale du concours est confiée au conseil général de Moselle qui recueille les inscriptions et au conseil régional de Lorraine qui a pour charge l'attribution des trois premiers niveaux du label. Ce label garantit l'implication d'une commune pour la qualité de vie et le respect de l'environnement.

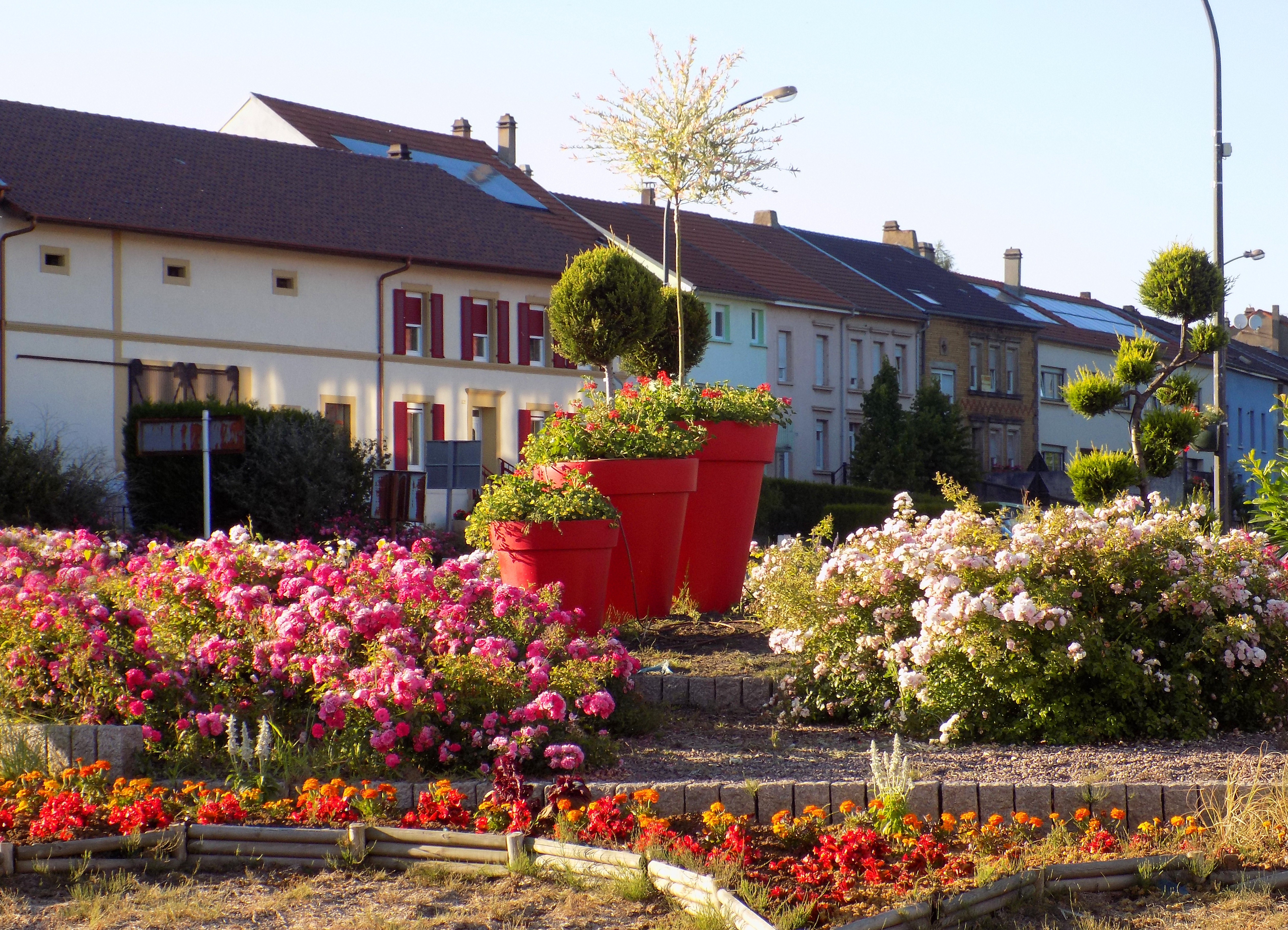
Carling, ville fleurie, rue Principale.
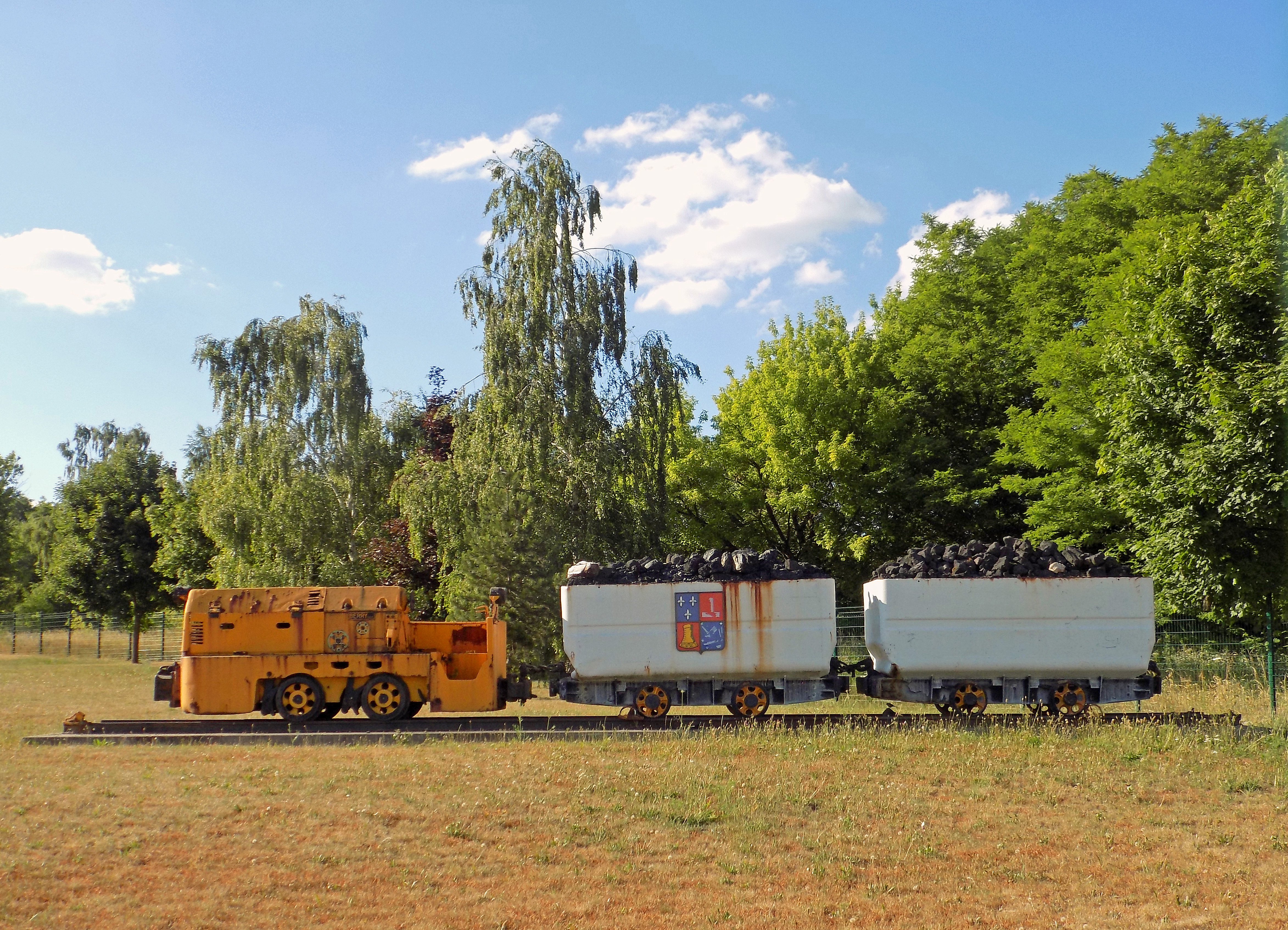
Monument du train d'exploitation minière, rue de la Frontière.
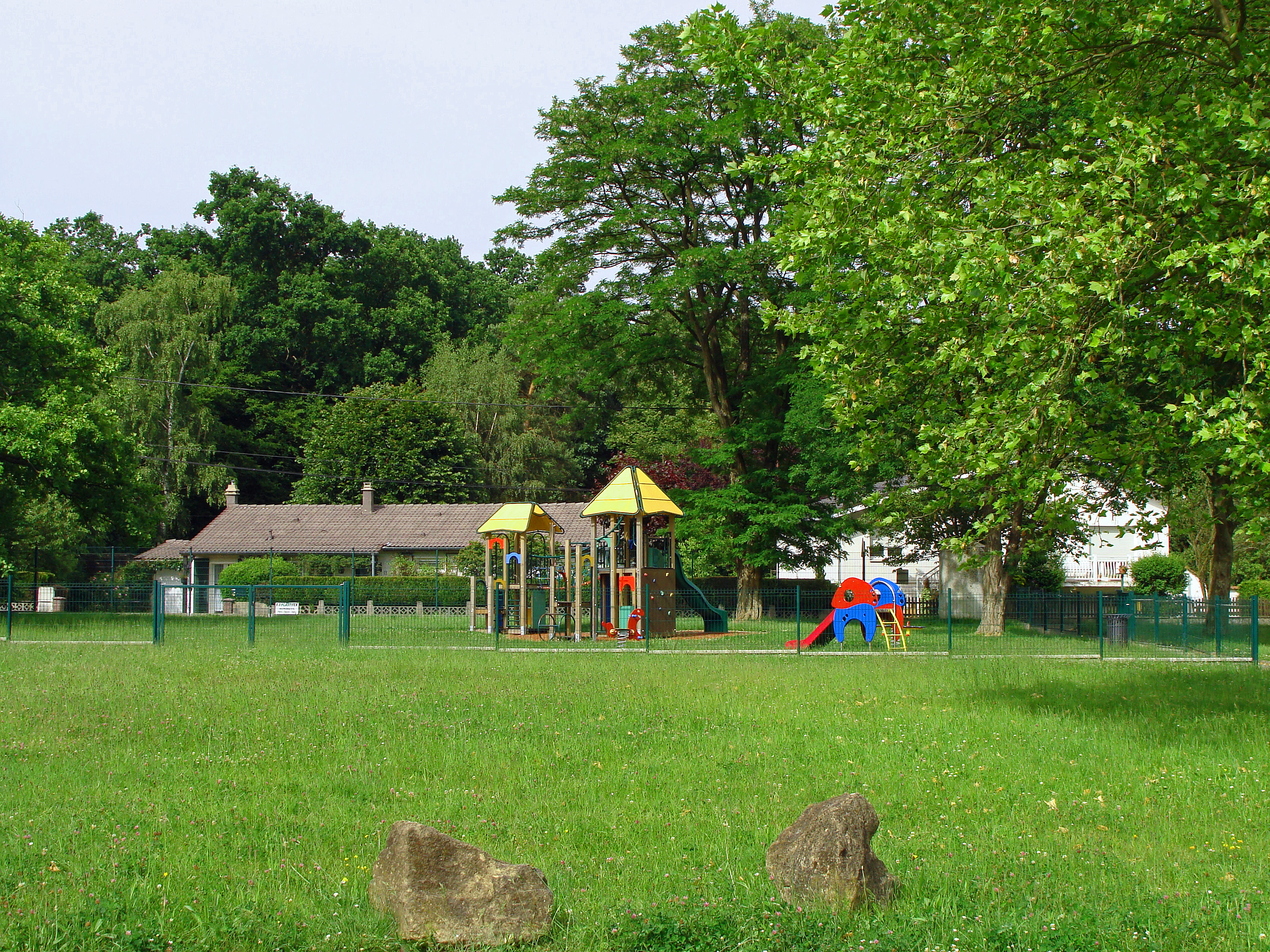
Aire de jeu et espace vert de la Sapinière.

### Cultes
À Carling, comme dans tout le département de la Moselle, les dispositions juridiques de la loi du Concordat de 1801 demeurent en application. Ce Concordat reconnaît et organise les cultes catholique, luthérien, réformé et israélite, les ministres du culte sont des salariés sur fonds publics. Le droit local permet aussi la constitution de communautés musulmanes sous le régime juridique d'Association de droit local alsacien-mosellan. Pour les religions non-concordataires, le service et lieux servant aux cultes sont exclusivement à la charge des fidèles. La communauté catholique représente la grande la majorité de la population de Carling.
Le cimetière communal est multiconfessionnel.

#### Culte catholique
Une église catholique se trouve dans la commune, l'église Saint-Gérard de Majella. Autrefois siège de paroisse indépendante, elle est actuellement rattachée à la Communauté de Paroisses Saint Antoine des Puits de L'Hôpital - Carling.

#### Culte protestant
- Église de la confession d'Augsbourg d'Alsace et de Lorraine, l'église (aussi appelée temple protestant) est située rue de Carling à L'Hôpital. Elle est le siège du culte luthérien pour Carling et L'Hôpital.
- L'Association des Églises évangéliques mennonites de France, a son lieu de culte situé rue de l'Église de la proche commune de  Diesen.

#### Témoins de Jéhovah
Le lieu de culte est la salle du Royaume, située rue du Moulin à L'Hôpital, commune voisine.

#### Culte néo-apostolique
Ancienne église laissée à l'abandon, située rue de la Paix à Carling. Elle a été démolie en 2014. Les services divins sont actuellement assurés dans les localités voisines de Freyming-Merlebach (rue Georges-Clemenceau), de Creutzwald (rue du Général-Hoche) et de Saint-Avold (route du Puits).

#### Culte orthodoxe
Une chapelle de culte orthodoxe a existé cité Bois-Richard dans la commune voisine de L'Hôpital. La paroisse orthodoxe serbe avait été fondée le 16 janvier 1966 à L'Hôpital puis transférée à Valmont en 1967. La chapelle, une construction provisoire plus ancienne, est aujourd'hui détruite. Les fidèles sont accueillis de nos jours dans la paroisse orthodoxe serbe du Saint Prince Lazar de Betting-lès-Saint-Avold ou dans la chapelle orthodoxe située rue du Furst à Valmont.

#### Culte israélite
La synagogue de Saint-Avold accueille les membres de la communauté juive locale, la synagogue de Merlebach ayant cessé son activité en 2000.

#### Culte musulman
Les fidèles se réunissent dans les mosquées et salles de prière des localités les plus proches : rue de Carling à Creutzwald, rue des Américains, passage des Poilus et rue de la Carrière à Saint-Avold.

## Économie
Carling est située le long d'un important axe transfrontalier Saint-Avold - Creutzwald - Sarrelouis.

### Industrie

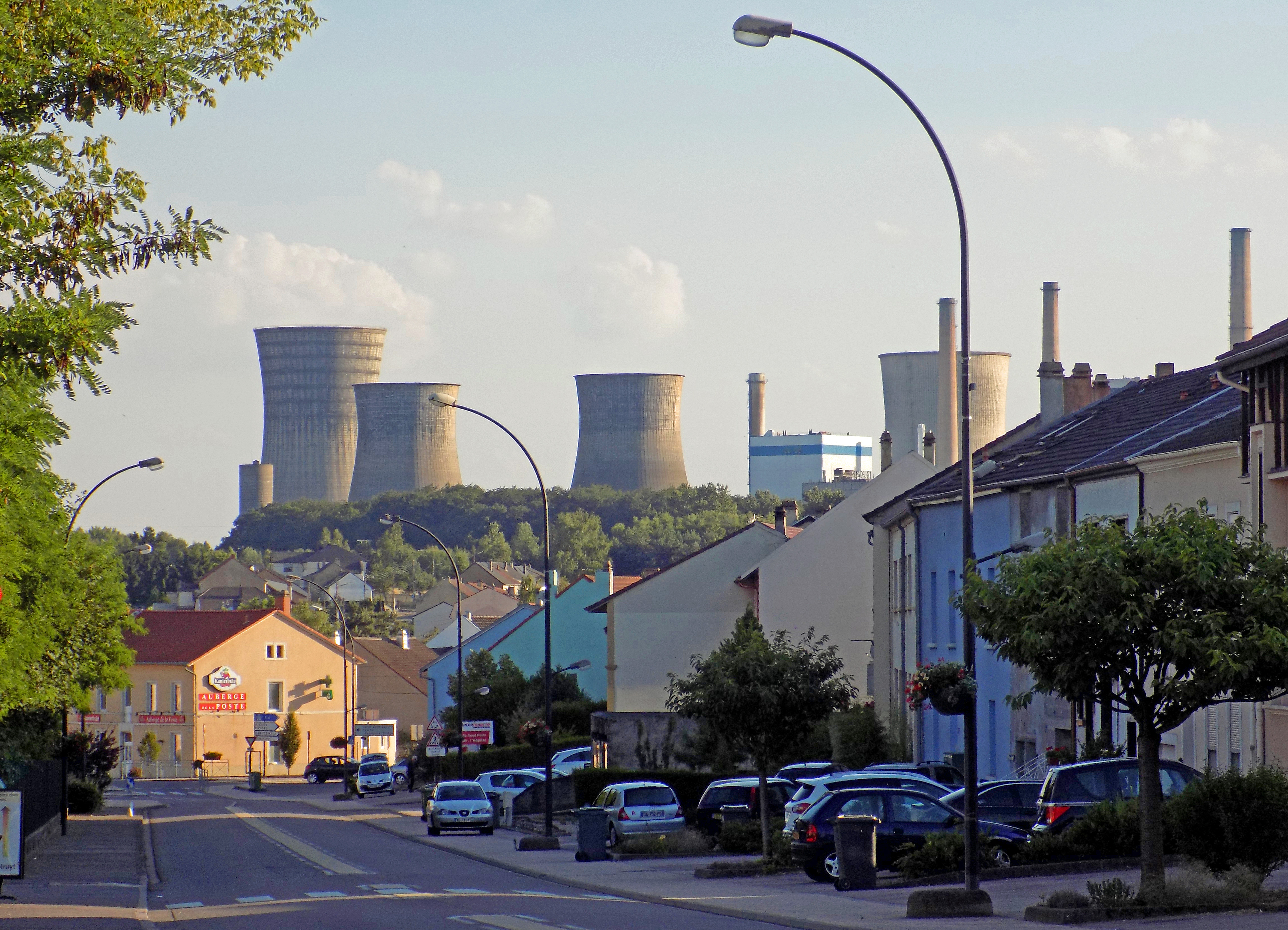
La centrale thermique Émile-Huchet vue de la rue Principale.

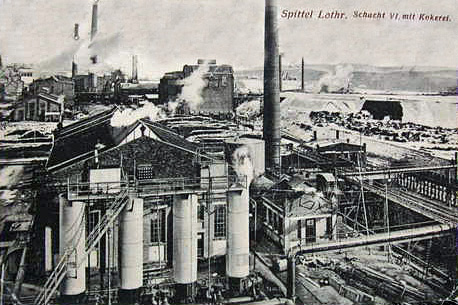
La cokerie et le puits 6 avant 1914.

- Centrale thermique au charbon (schlamm) et gaz naturel Émile-Huchet, appartenant au groupe de la société nationale d'électricité et de thermique (SNET), une entreprise française productrice d'électricité, héritière des centrales thermiques des Charbonnages de France. Les premières tranches ont été construites en 1948[46]. Les groupes 1 et 2 ont été arrêtés en 1983. En février et en mars 1991, l'on dynamite les tours des réfrigérants des groupes 1 et 2 (85 mètres de haut et 57 mètres de diamètre)[47]. Depuis septembre 2004, le contrôle de la société est passé entre les mains d'Endesa, premier producteur d'électricité en Espagne, qui s'assure ainsi un accès au marché français. En juin 2008, la SNET est vendue au groupe allemand E.O.N. La SNET évolue en construisant des cycles combinés gaz, dont les 2 premiers en France de 400 MW chacun sur le site de la centrale Émile-Huchet de Saint-Avold / Carling. Mise en service en 1948, est restée depuis les années 1960 l'une des plus grosses centrales thermiques de France (1 873 MW avec trois tranches charbon de 115 MW (tranche 4), 330 MW (tranche 5) et 600 MW (tranche 6). Deux tranches (7 et 8) CCGT de 414 MW chacune, mises en service en mars 2010. 75 M€ ont été investis pour diminuer la pollution par le soufre et les oxydes d'azote des fumées (DeSOx-DeNOx) de la tranche 6. En 2011 elle a produit 4 655 GW*h, et c'est l'une des rares fonctionnant encore au charbon[48], mais elle vieillit et perd de sa rentabilité (notamment en raison des quotas d'émission de gaz à effet de serre). Le groupe allemand E.ON la rachète en 2009, Elle fonctionne avec plus de 350 personnes jusqu'en 2012 où 42 suppressions de postes sont annoncés et cent autres au moins avant fin 2015. Les tranches de production 4 et 5 (environ 150 postes) devraient fermer en 2015[49]. Le site couvre 110 hectares d'installations.
- La plate-forme pétrochimique de Carling (Total Petrochemicals, Arkéma…). Elle est située à Saint-Avold-Nord en Moselle. La plate-forme dite de Carling occupe actuellement une surface d'environ 300 hectares ce qui en fait une des plus importantes d'Europe. Créée vers 1950, ses activités reposent jusqu'en 1960 sur les matières premières issues du charbon, c'est-à-dire l'élaboration d'hydrogène, d'éthylène, de méthane. En 1968, la plate-forme est contrainte de passer de la carbochimie à la pétrochimie ce qui en fait aujourd'hui un complexe dont la production est essentiellement constituée par la chimie minérale et organique. La plate-forme chimique est classée Seveso 2. Elle emploie environ 580 salariés et 250 intervenants extérieurs. Elle assure actuellement la production de produits de la chimie industrielle, dont :
  - Les acrylates, qui entrent dans la composition des vernis, encres, peintures, colles, textiles, lentilles de contact et matériaux plastiques.
  - Les polymères superabsorbants, qui s’utilisent dans les produits d’hygiène (couches pour bébé, hygiène féminine et médicale) et la câblerie.
  - Le verre acrylique, qui est utilisé pour la fabrication des enseignes lumineuses, des baignoires, des feux arrière d'automobiles, des écrans de téléphones portables et de meubles au design contemporain.
- La zone d'activité Charles Jully qui comprend différentes entreprises artisanales et industrielles (Fours Industriels, garage Frédéric Autos, OPTEOR, INEO GdF Suez…).
- D'autres établissements sont répartis sur tout le territoire de la commune (rue du Stade, rue de la Frontière…) : CAMI boulonnerie, SICA (SA), G.W.S. International, Transports Fetter Robert, Magnani toitures…
- Cokerie de L'Hôpital-Carling

Elle datait de 1904. En 2004 elle a été reprise par la société allemande ROGESA (Roheisen Geselschaft Saar). Elle comptait alors 650 emplois (500 directs et 150 en sous-traitance). Elle a été définitivement arrêtée en octobre 2009. Elle employait à sa fermeture 400 salariés et près de 700 sous-traitants. La déconstruction, commencée en mars 2012, dure jusqu'au début de l'année 2014, date à laquelle commence la dépollution du site.
- Centrale thermique Paul Weiss du site industriel de Carling - Saint-Avold. Construite en 1934-1935 et fermée définitivement en 1972, elle a été rasée en septembre 2013. Elle avait été construite par la société des mines de Sarre et Moselle. Elle était composée de deux unités de 22,5 MW[51] et alimentée en combustible par des schlamms et sous-produits issus des lavoirs de charbon.

## Culture locale et patrimoine

### Lieux et monuments

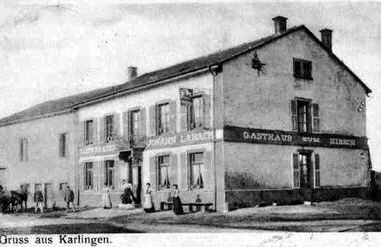
Le restaurant Labach tel qu’il était en 1900.

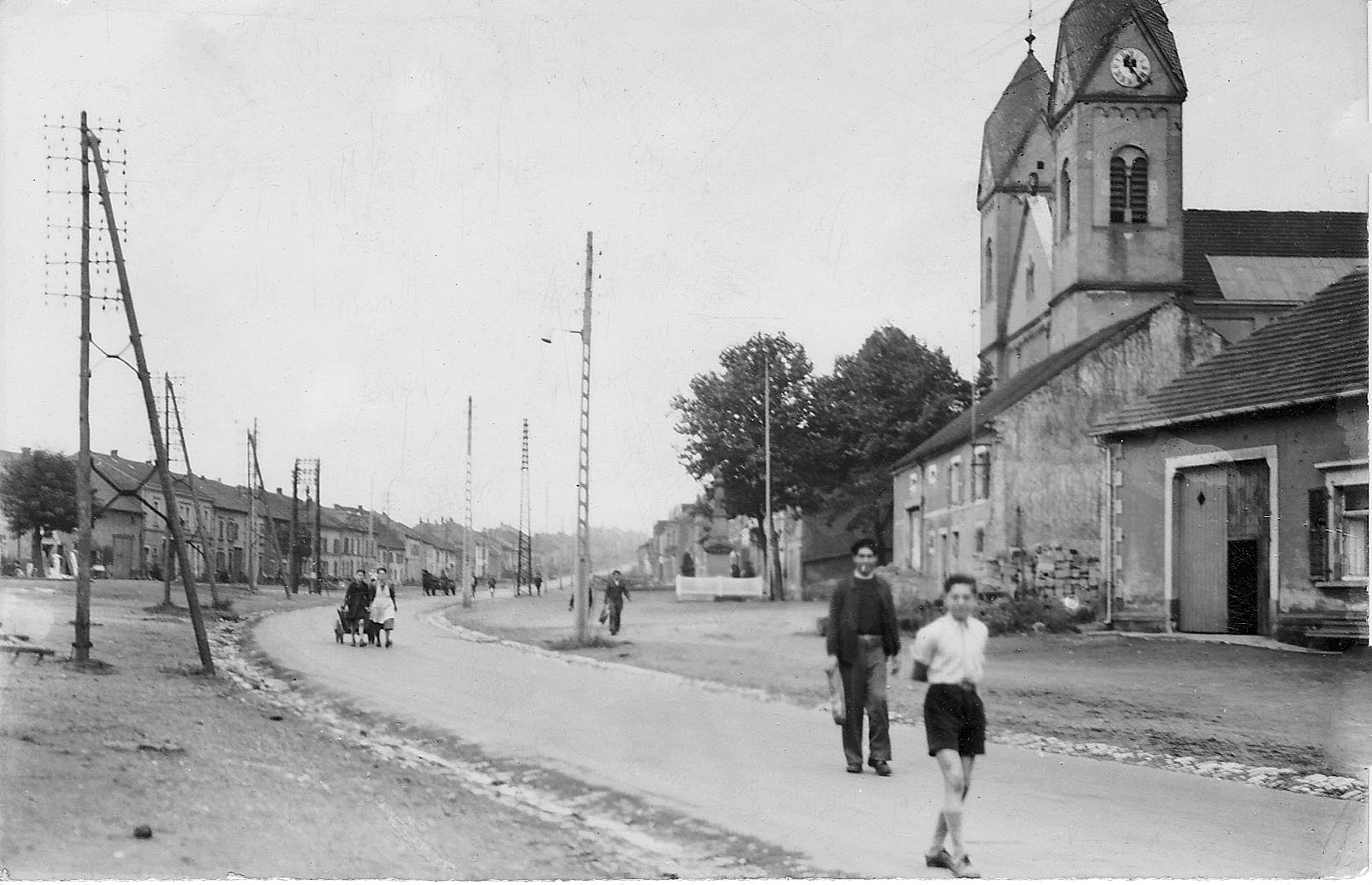
Vue ancienne de la rue Principale.

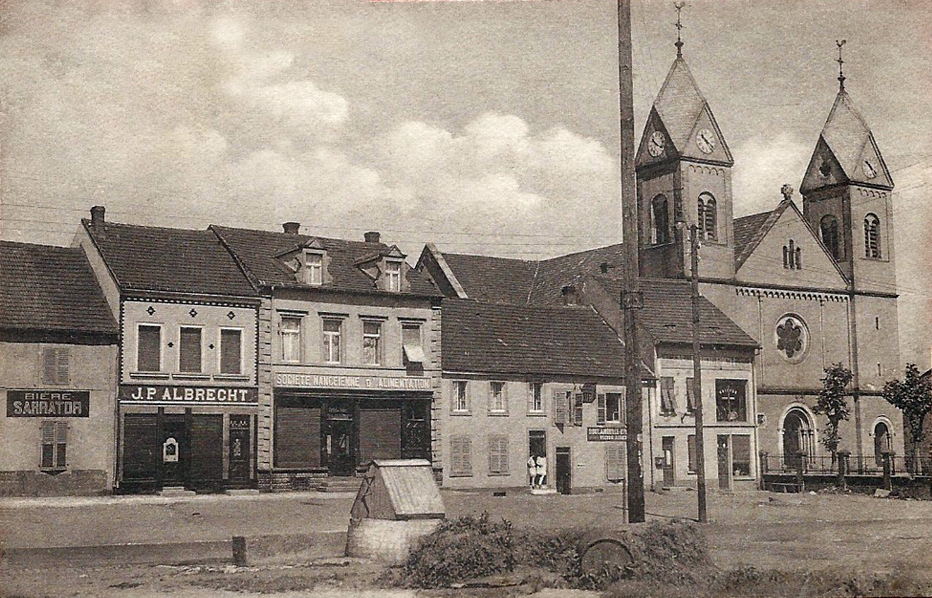
L'ancien puits et l'église, rue Principale.

- bornes anciennes. D’imposantes bornes marquées de fleurs de lys stylisées, symbole des rois de France, et la marque AR, pour Arrondissement Richard, sont les dernières traces de l’ancienne seigneurie d’Überherrn. Elles sont pour la plupart bien cachées dans les sous-bois. D'autres bornes faisant office de frontière sont plus récentes ;
- l'ancienne poste en style impérial allemand (restaurée) située rue de Diesen ;
- l'ancienne mairie, servant actuellement de poste, rue Principale ;
- avant-poste de la Ligne Maginot situé rue de la Frontière, aujourd'hui détruit ;
- la gare construite à l'époque allemande entre 1875 et 1878 sera détruite le 25 novembre 1986[52]. D'importance stratégique pendant la Seconde Guerre Mondiale, elle était entourée de 4 batteries de défense anti-aérienne protégeant un important dépôt de munitions. Il s'y trouvait également un important parc à bois de mine alimentant les houillères[53] ;
- l'ancien restaurant Labach avec Salle des Fêtes ;
- ancien hôpital des frères franciscains situé rue de la Frontière, aujourd'hui détruit ;
- Le siège de la direction des houillères. Appartenait à la Compagnie Houillère de la Moselle Maximilien Pougnet et Cie. Il subsiste les deux bâtiments restaurés de l'ancienne direction. L'un des bâtiments sert actuellement d'Hôtel de Ville ;
- quelques maisons lorraines anciennes typiques ;
- monument aux morts, avec sculpture de Jeanne d'Arc en armure portant l'étendard. La sculpture fut mutilée par l'occupant durant la Seconde Guerre mondiale en 1940 et fut ensuite cachée par les Carlingeois à côté de l'église. Elle fut restaurée après le conflit par Gino Cobai, entrepreneur à Carling ;
- stèle des combattants du Warndt morts pour la France (1939-1940). Elle est située à côté du monument aux morts, près de l'église paroissiale ;
- tombe d'un soldat du Commonwealth de la Première Guerre mondiale (nationalité anglaise) se situant au cimetière de la commune. Elle est adossée au mur d'enceinte du haut. C'est la tombe du soldat T.R. Moore, matricule 18141, du régiment Gloucestershire Regiement. Il est mort le 15 octobre 1918 à l'âge de 22 ans. Mention « For Ever With The Lord » inscrite sur la tombe.

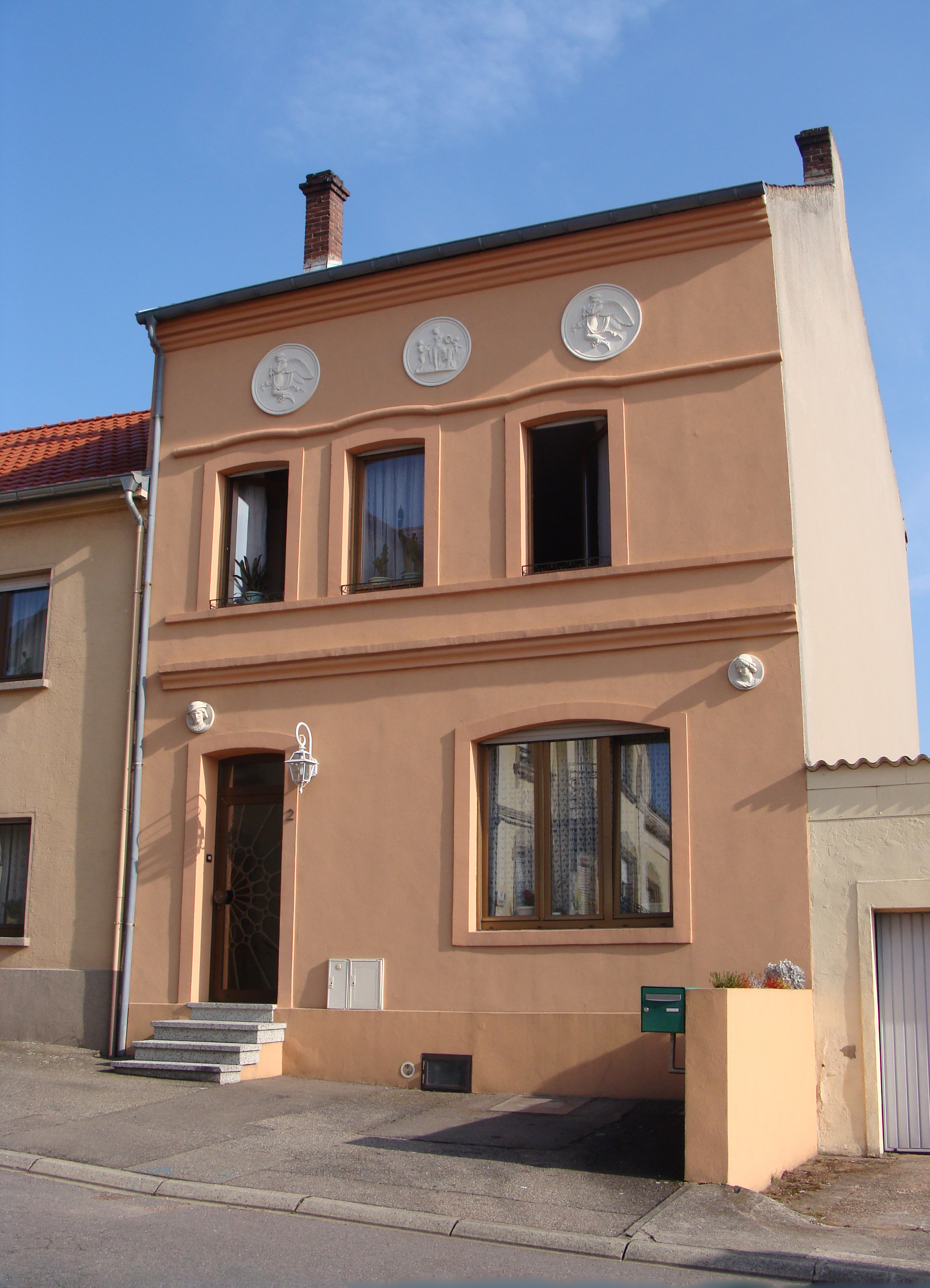
Ancienne maison rue du Cimetière.
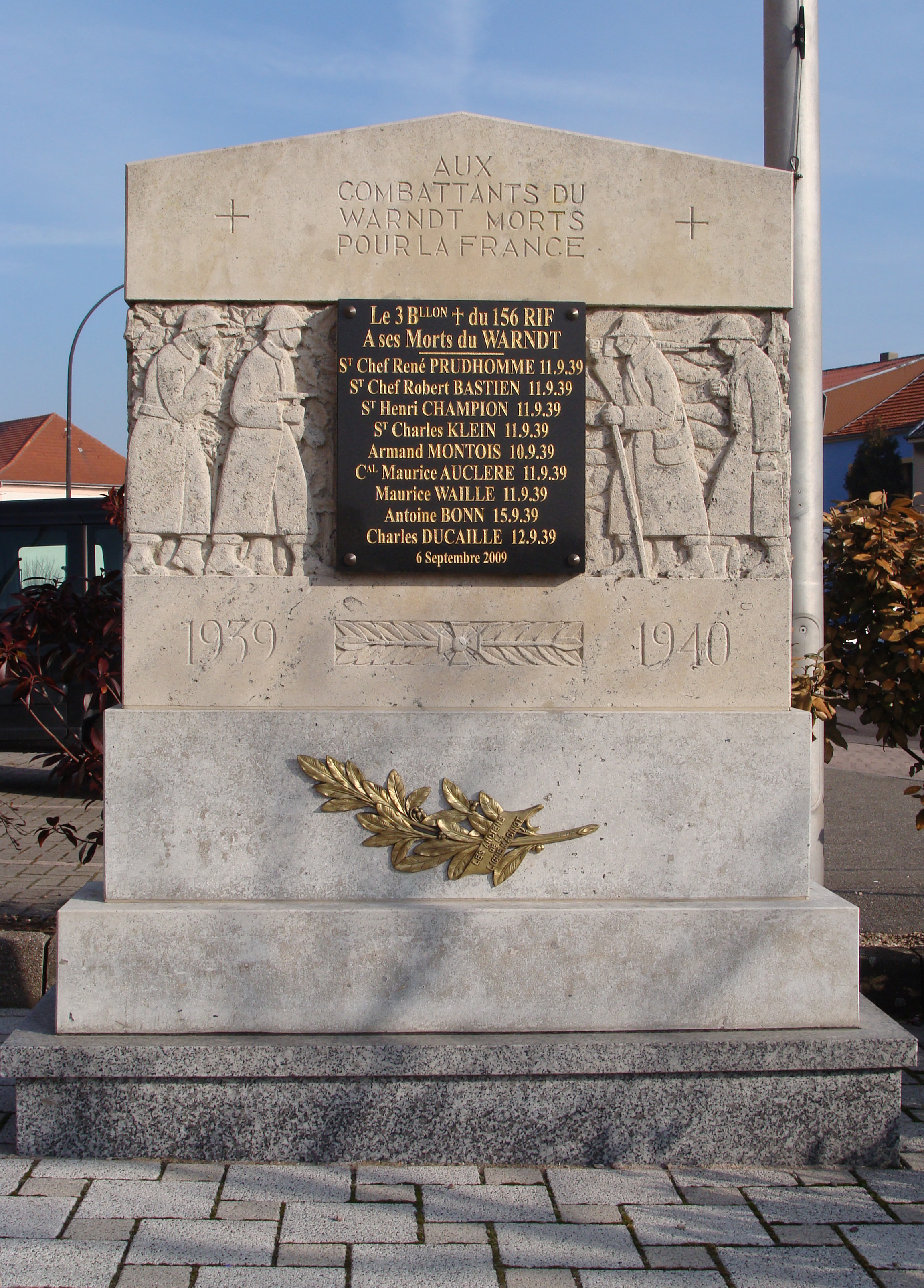
Monument des soldats tombés dans la bataille du Warndt.
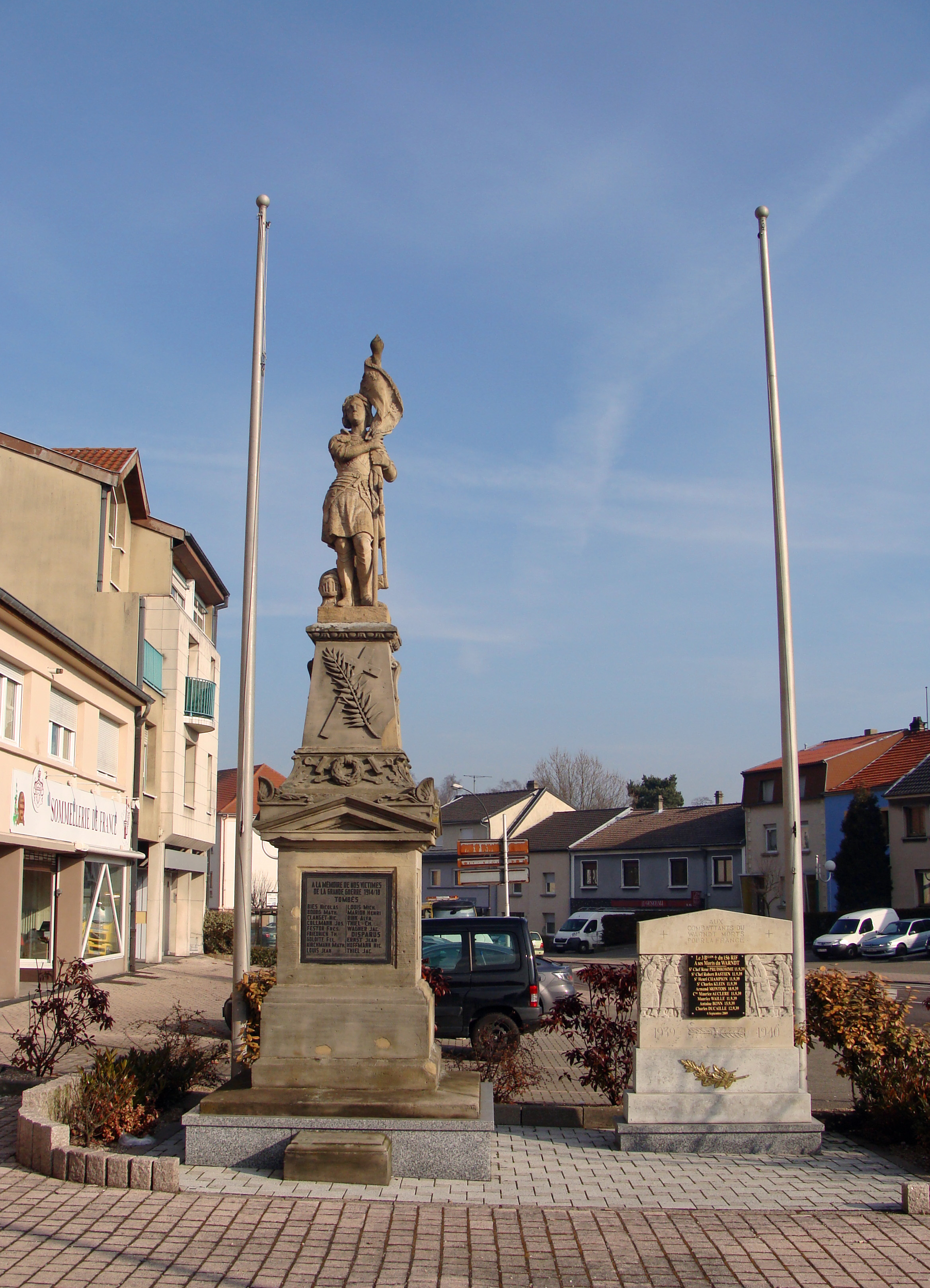
Place de l'Eglise avec monuments.
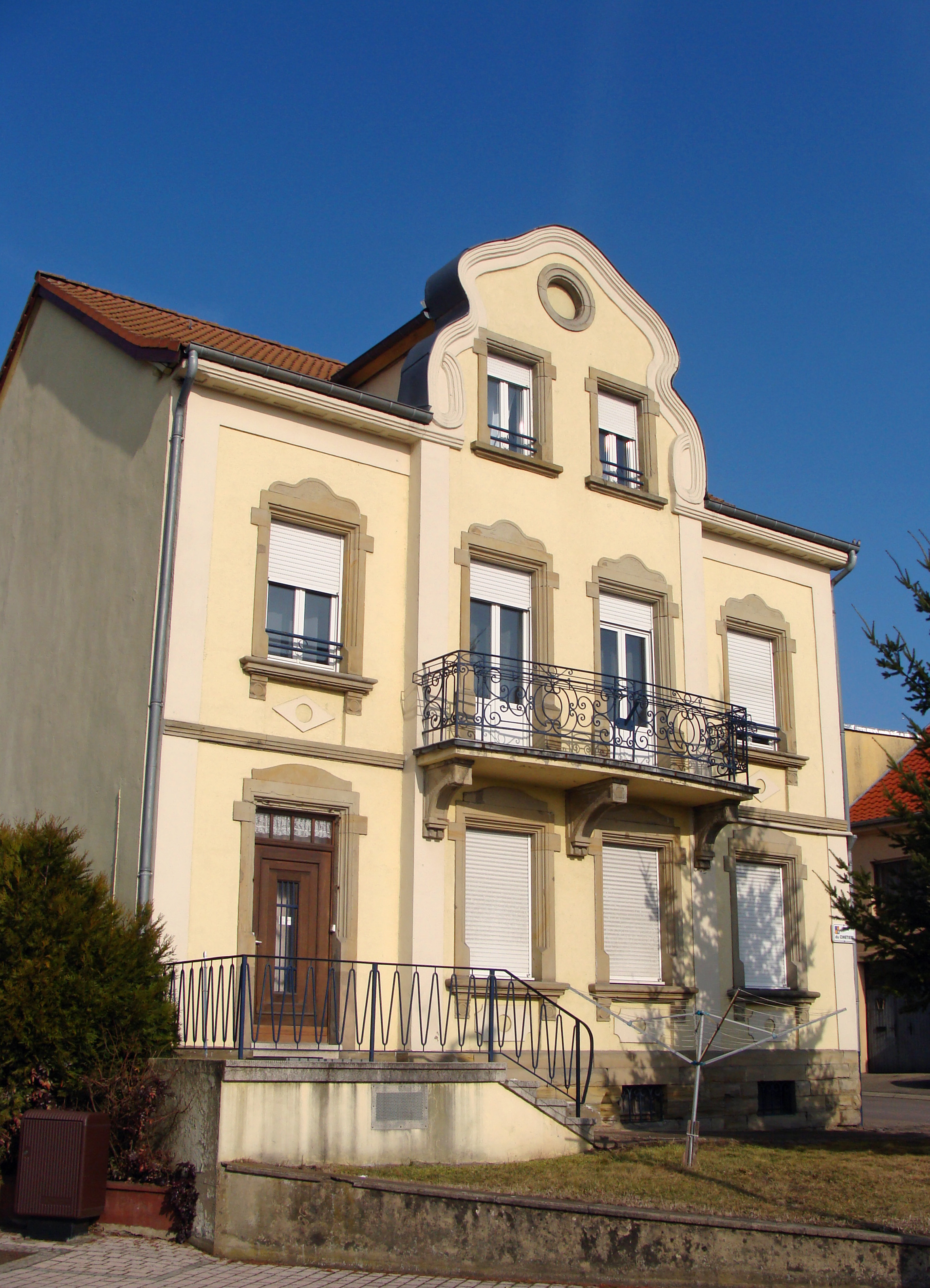
Ancienne poste - rue de Diesen.
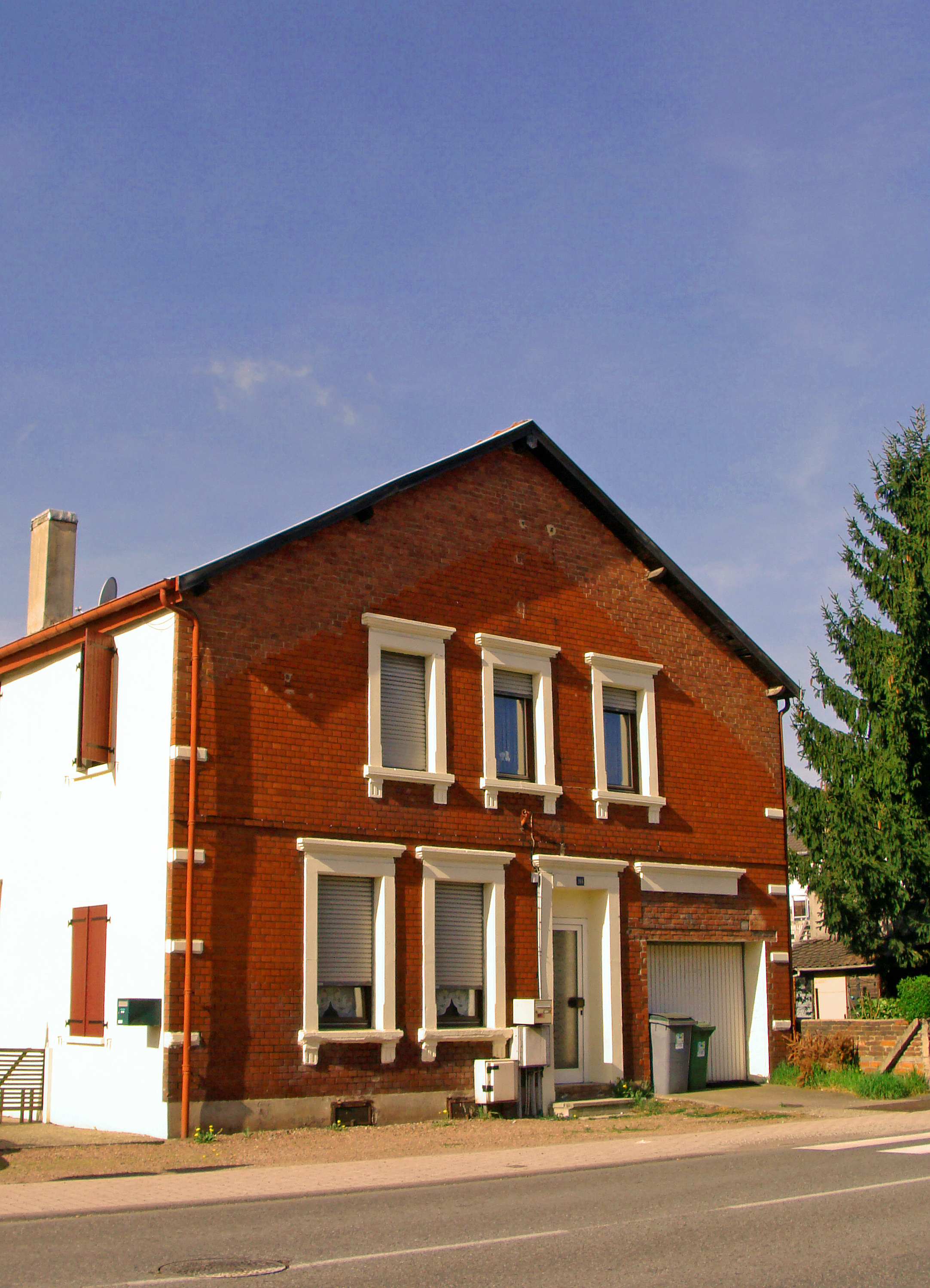
Ancienne maison Henri - rue de L'Hôpital.
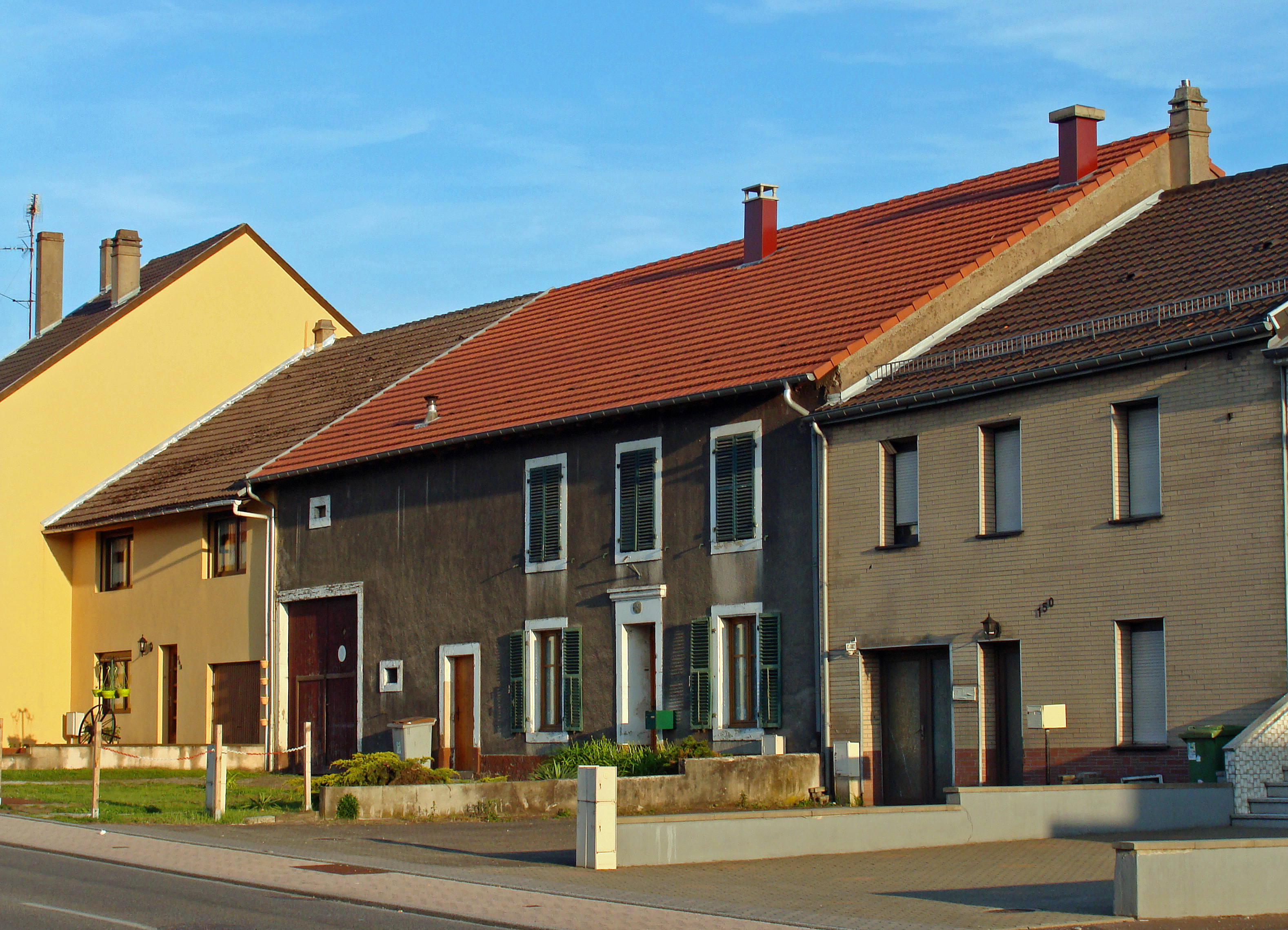
Maison lorraine - rue de L'Hôpital.
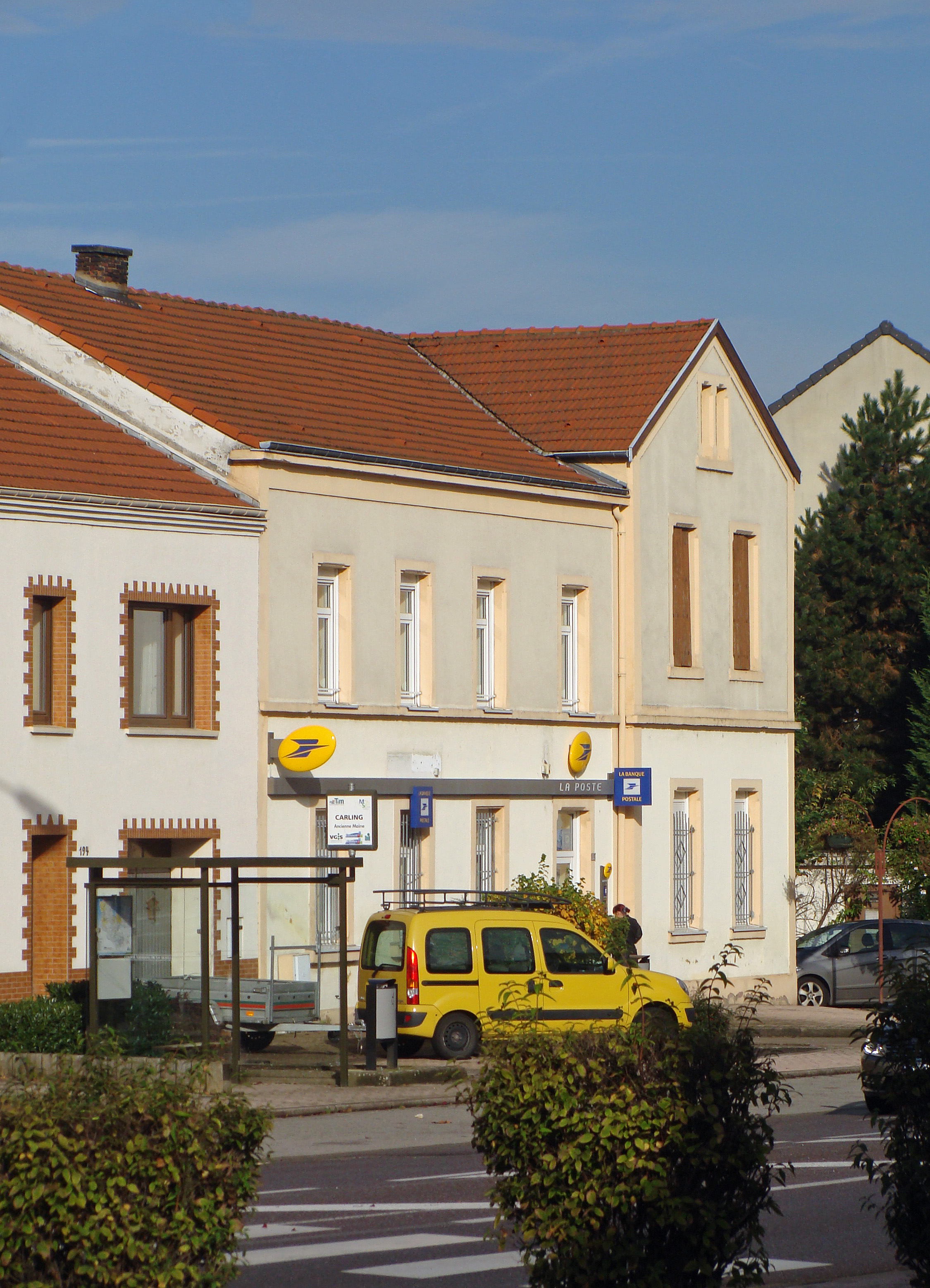
La poste (ancienne mairie) - rue Principale.
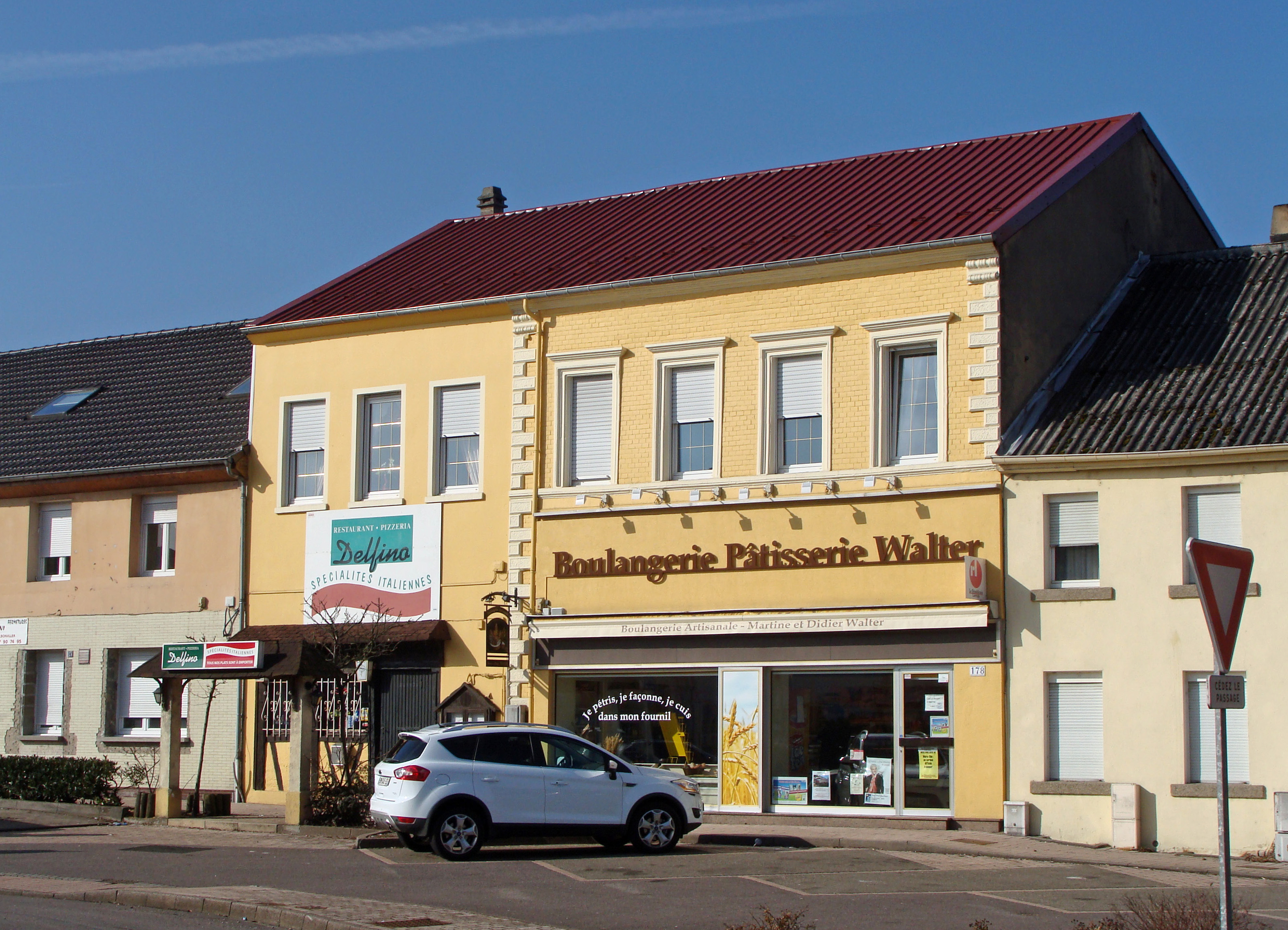
Maisons typiques - rue Principale.
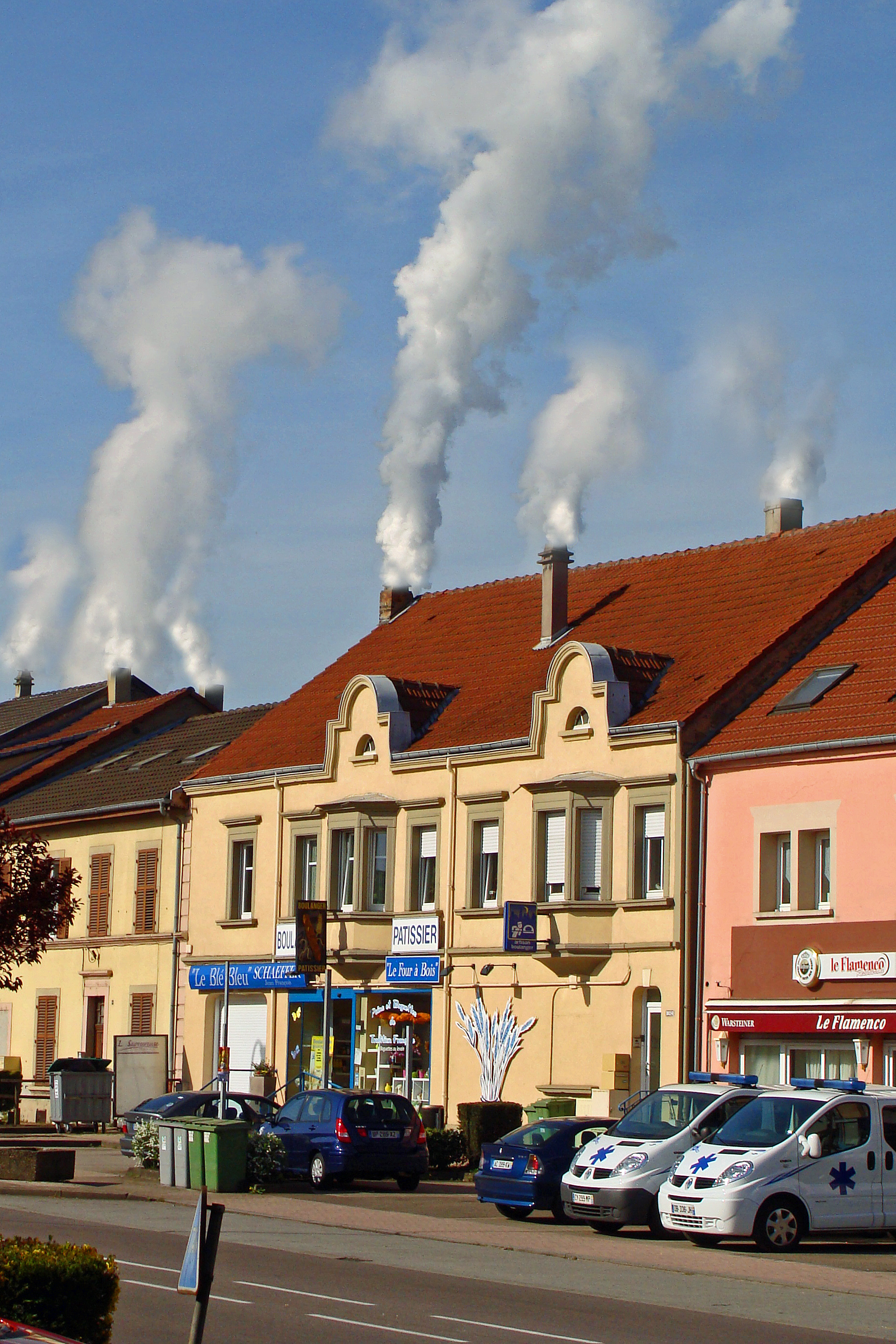
Commerces - rue Principale.
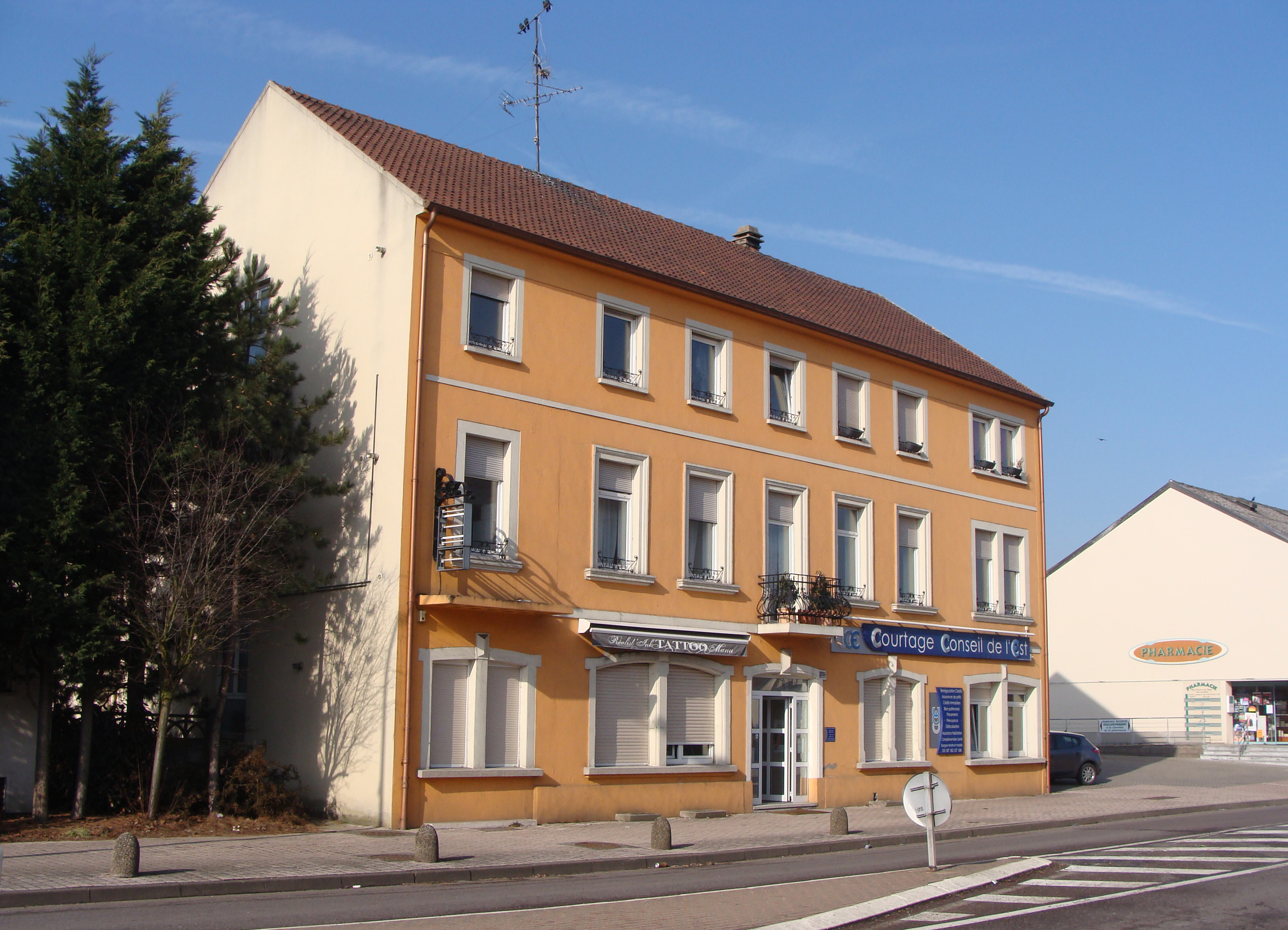
Ancien hôtel - rue Principale.
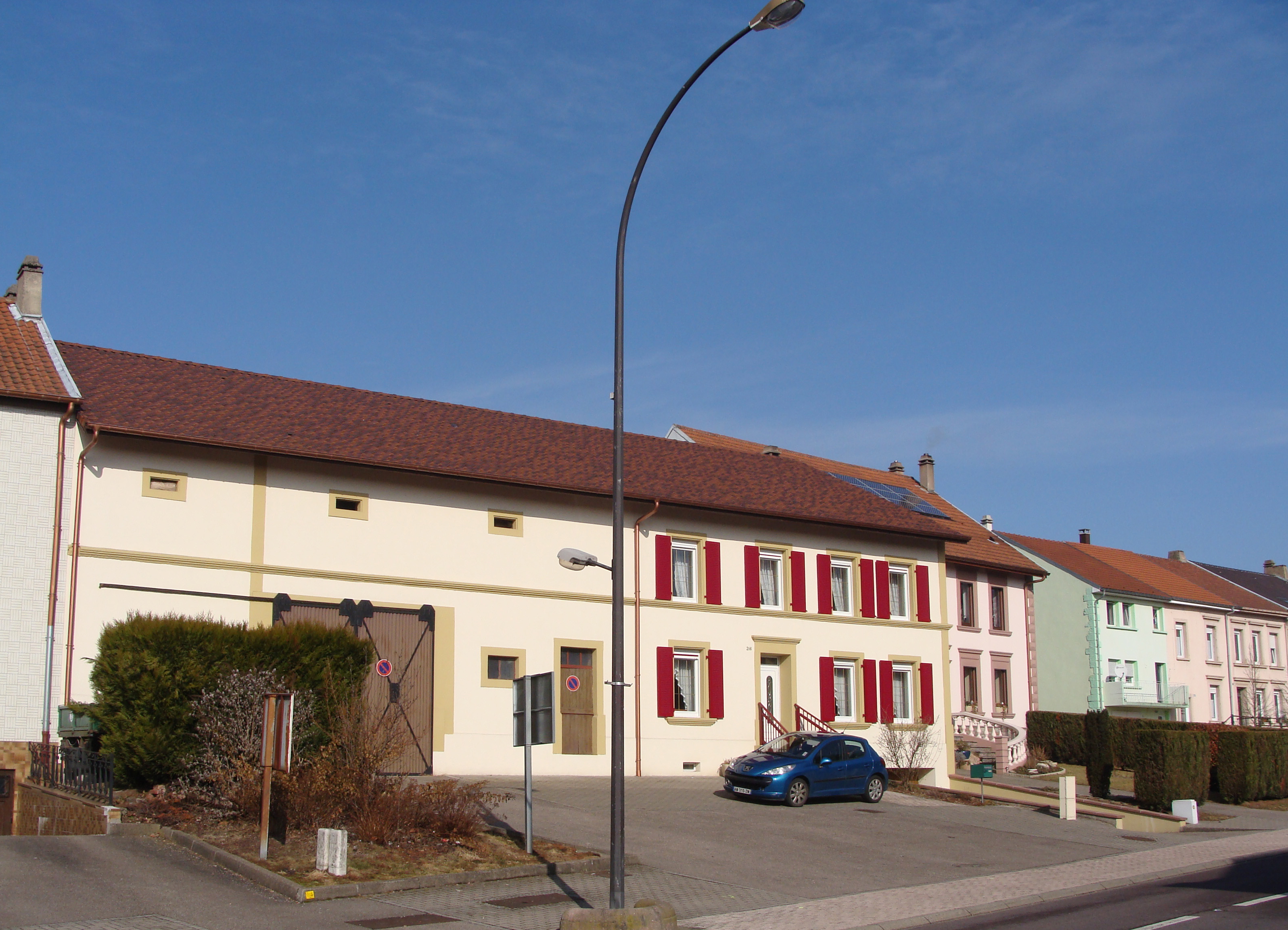
Maisons lorraines anciennes - rue de Creutzwald.

### Le Foyer-résidence Les Lys d'Or

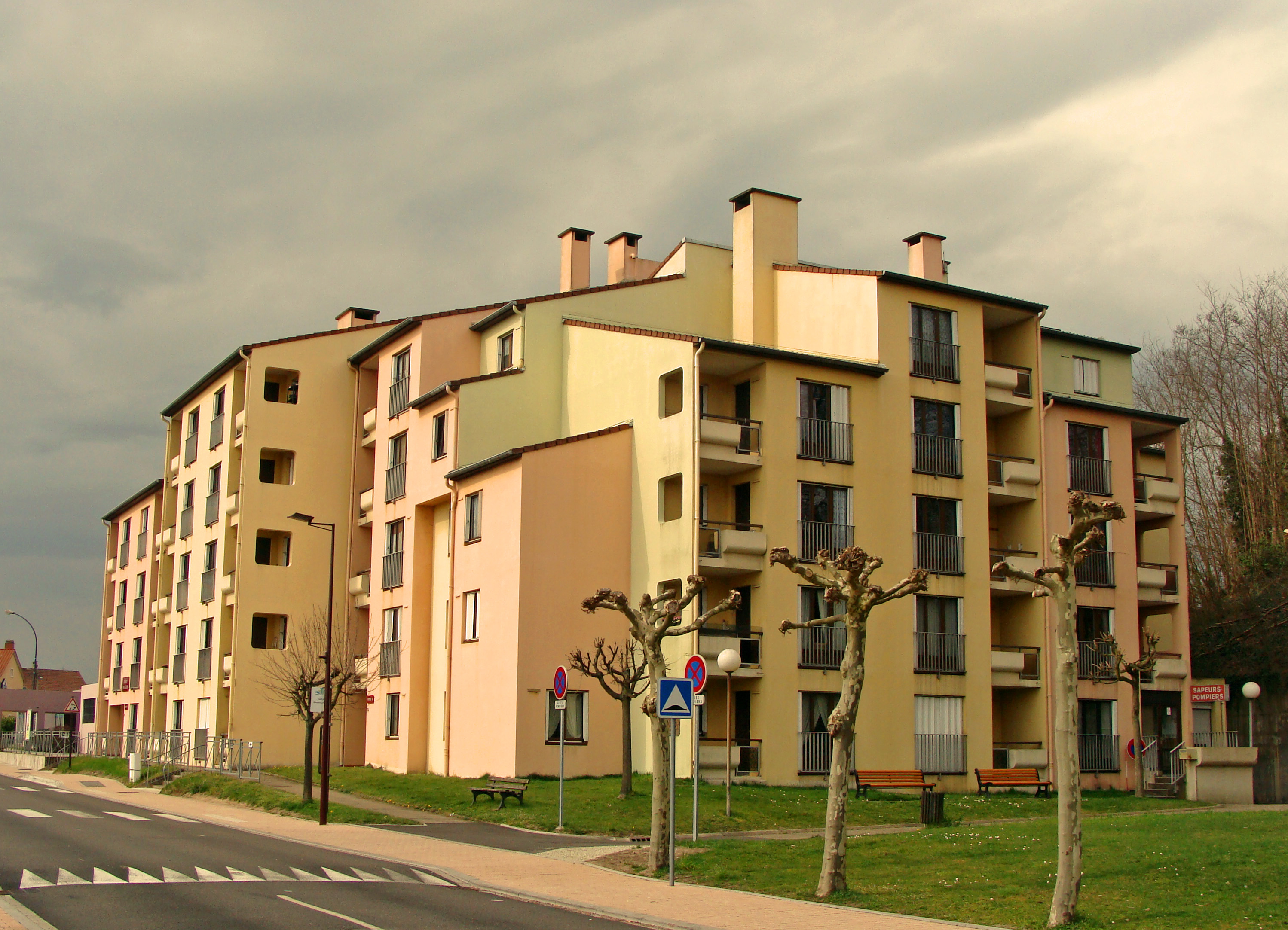
Résidence les Lys d'Or à Carling. Résidence du 3e âge.

C'est le nouveau nom donné en avril 2010 à la résidence du 3e âge des communes de Carling et de L'Hôpital. L'établissement se situe au 3 rue de la Frontière. La directrice en est Myriam Sbaiz. La structure est destinée à l'accueil de résidents autonomes ou semi-valides en hébergement durable.

### La Résidence du Parc

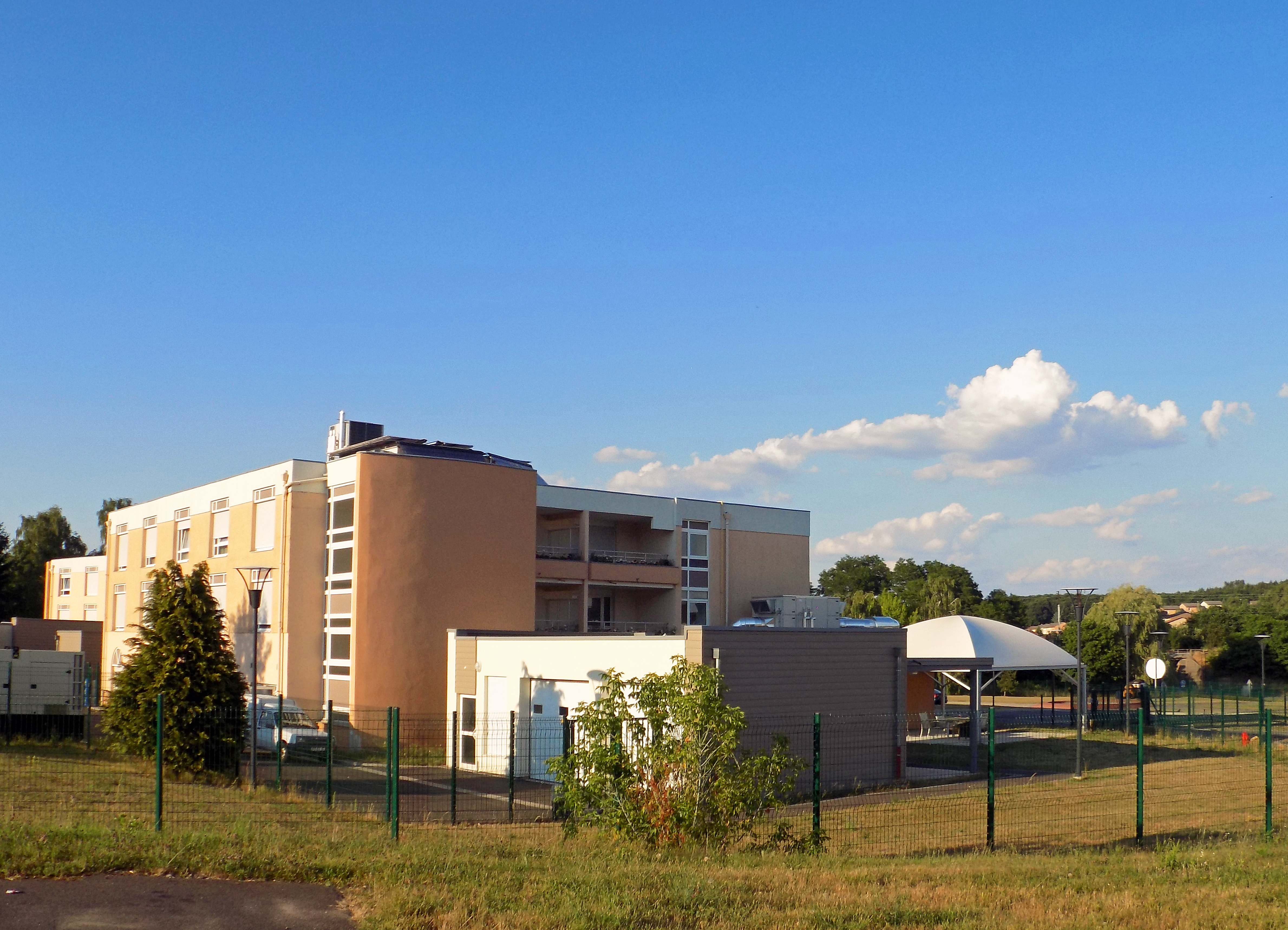
La Résidence du Parc, rue du Puits Max.

Cette structure privée à but non lucratif est située au 4 rue du Puits Max. Elle est ouverte à toute personne de plus de 60 ans dont le degré d’autonomie ne permet plus d’assumer tous les actes de la vie quotidienne. C'est une maison d'accueil EHPAD pour personnes âgées, de 89 lits, dont 14 lits pour les personnes atteintes de maladie d'Alzheimer.
L'unité Alzheimer a été mise en service début 2013 dans le cadre de l'agrandissement de 61 à 89 lits. Celle-ci est sécurisée et conçue pour permettre une totale liberté de mouvement des résidents, de maintenir les acquits, minimiser les troubles de comportement et leur procurer du bien-être. L'unité met en œuvre les moyens nécessaires afin de ralentir l'évolution de la maladie.
Médecin, kinésithérapeute, art thérapeute, ergothérapeute, infirmières, animatrice, aide-soignantes, psychologue, gouvernante, secrétaires, technicien, cuisinier et aide de cuisine sont à disposition des résidents. L'actuelle directrice est Sonja Hemmer. L'ancien directeur, en fonction depuis l'ouverture en 1993, Roland Thiel est parti à la retraite fin 2012.
Le conseil d'administration de l'Association de gestion de la résidence du Parc de Carling est composé du maire (membre de droit), deux représentants du conseil municipal ainsi que deux suppléants, deux représentants du C.C.A.S., deux personnes désignées par le maire.

### Le puits Maximilien ou puits Saint-Max

#### Historique

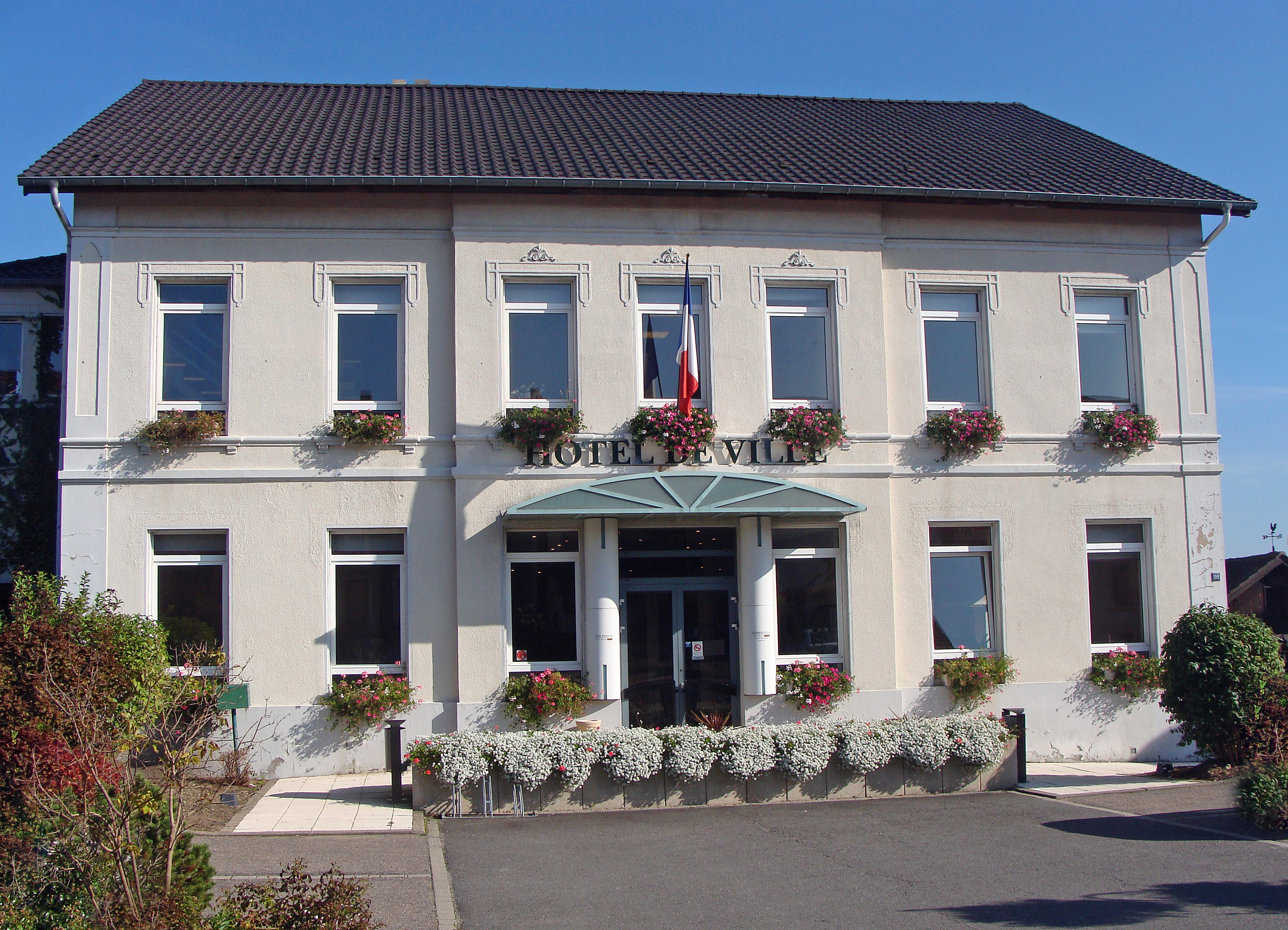
Ancienne direction du puits Saint-Max (bâtiment principal), actuel hôtel de ville de Carling.

Appelé aussi plus tard « puits 8 ». Le 23 janvier 1854 un sondage est effectué dans la vallée du Lauterbach à Carling sous la direction de l'ingénieur des mines André-Eugène Jacquot (1817-1903) qui espère y trouver du charbon. Le 21 juillet 1854 on atteint une couche de charbon à 184 m de profondeur. Le 17 mars 1855, la société décide le fonçage du puits qui sera appelé puits Maximilien ou puits Saint-Max en l'honneur de Maximilien Pougnet propriétaire de la Compagnie houillère de la Moselle Maximilien Pougnet et Cie. Après cinq années d’efforts et de luttes pour maîtriser les nombreuses venues d’eau, les travaux atteignent, le 15 octobre 1860, le gisement houiller et les premiers blocs de charbon sont extraits. En 1864, on atteint la profondeur de 335 m.
Après 1870, Carling passe à l'administration prussienne, qui modifie les lois sur l'exploitation de la houille et le regroupement des concessions, interdit par le droit français. Les compagnies fusionnent et sont rattachées aux grands groupes allemands ce qui contribue au développement du bassin houiller lorrain. L'exploitation du puits Saint-Max se voit liée à celle des puits 1 et 2 de L'Hôpital. Le personnel de l'ancienne direction part se réfugier en zone française non occupée.
Le 22 avril 1873, une fusion de huit concessions exploitant les secteurs Sud et Ouest du bassin lorrain donne naissance à la puissante société de Sarre et Moselle dont la concession s'étend sur 15 269 hectares (tiré de Charbonnage de France: L'histoire du charbon en Lorraine).
Par suite d'effondrements et de forte venues d'eau le puits est noyé en 1875. En 1908, le puits Saint-Max est dénoyé et ravalé jusqu'à 600 m pour servir de puits d'aérage et de service aux puits de L'Hôpital. Il prendra alors le nom de puits 8. La grande galerie de liaison est recouverte de briques. L'exploitation s'arrête en 1918. En 1963, les bâtiments de l'exploitation ainsi que le chevalement typique du XIXe en bois, sont détruits. La salle des machines sera démolie quelques années plus tard pour faire place à un supermarché. En 2004, le puits Saint-Max a été revisité et a fait l'objet de travaux de reconnaissance (inspection des galeries et du fût) pour sa mise en sécurité définitive.
Il subsiste de l'exploitation, les deux bâtiments restaurés de l'ancienne direction. L'un des bâtiments sert actuellement d'Hôtel de Ville à la ville de Carling. À l'emplacement du puits, une cheminée de dégazage a été installée en 2012 afin de mettre à l'air le grisou qu'il pourrait y avoir. Proche du puits Saint-Max, se trouve l'ancien terril de l'exploitation.
Le puits Saint-Max peut être considéré comme étant le premier siège mis en exploitation dans le Bassin Houiller de Lorraine.

#### Caractéristiques techniques
- Date de début du fonçage : 17 novembre 1855.
- Profondeur : 600 m.
- Diamètre : 3,08  à   3,40 m.
- Arrêt de l'exploitation : 1918.
- Chevalement démoli en 1963.

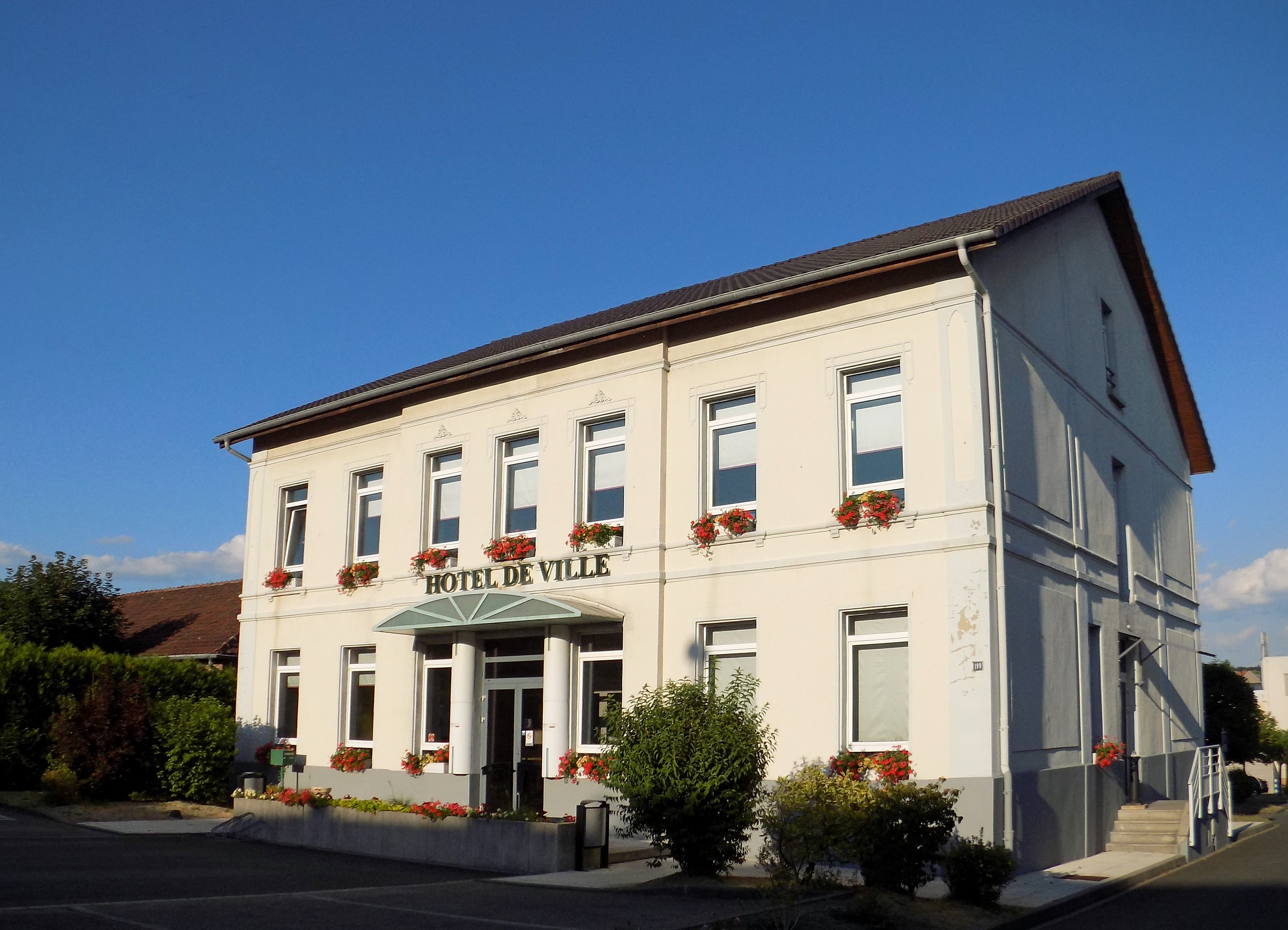
Siège de l'ancienne direction du puits Saint-Max, actuel hôtel de ville de Carling.
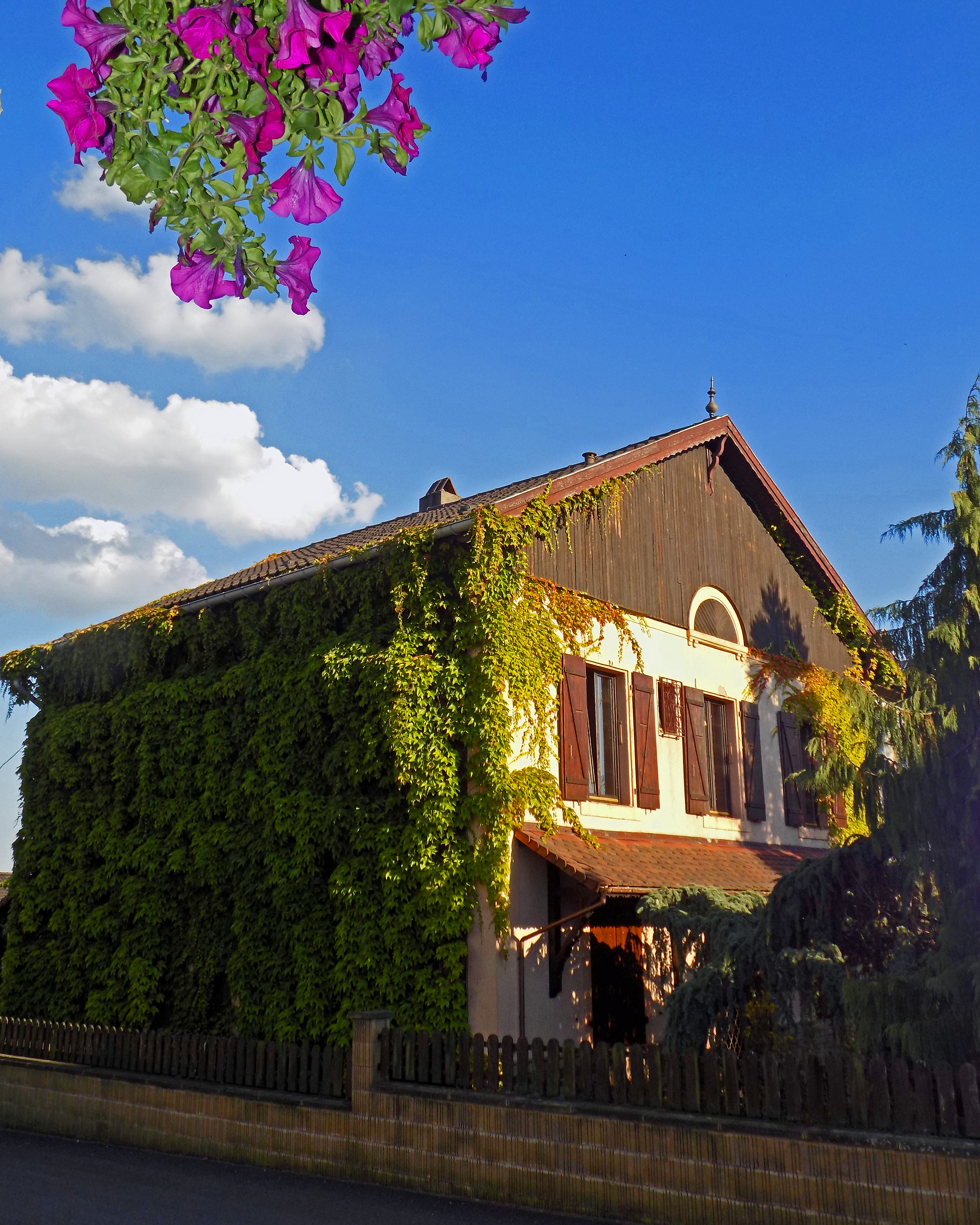
Maison du garde de l'ancien siège du site minier, rue Principale.
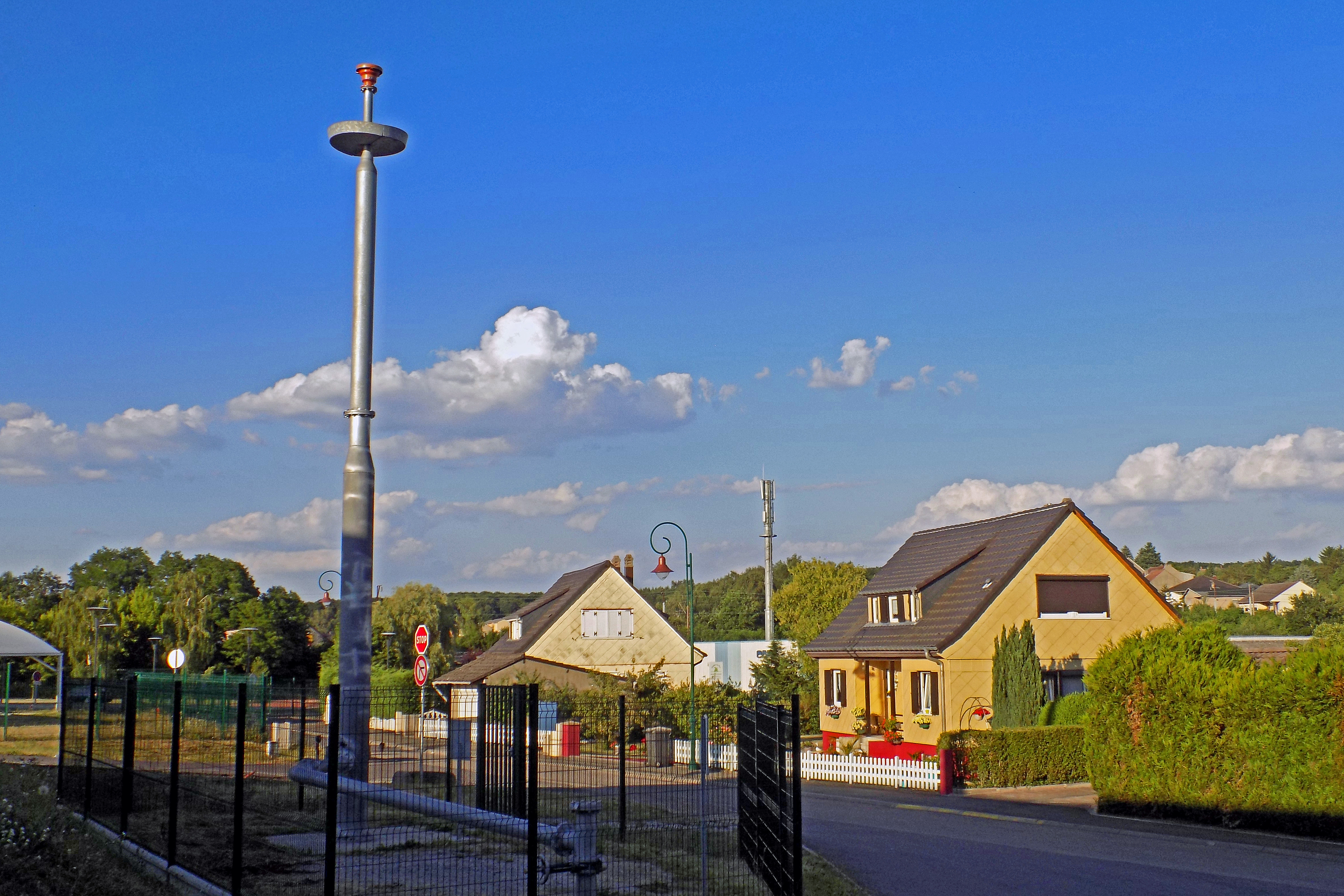
Cheminée de dégazage de l'ancien puits Saint-Max.
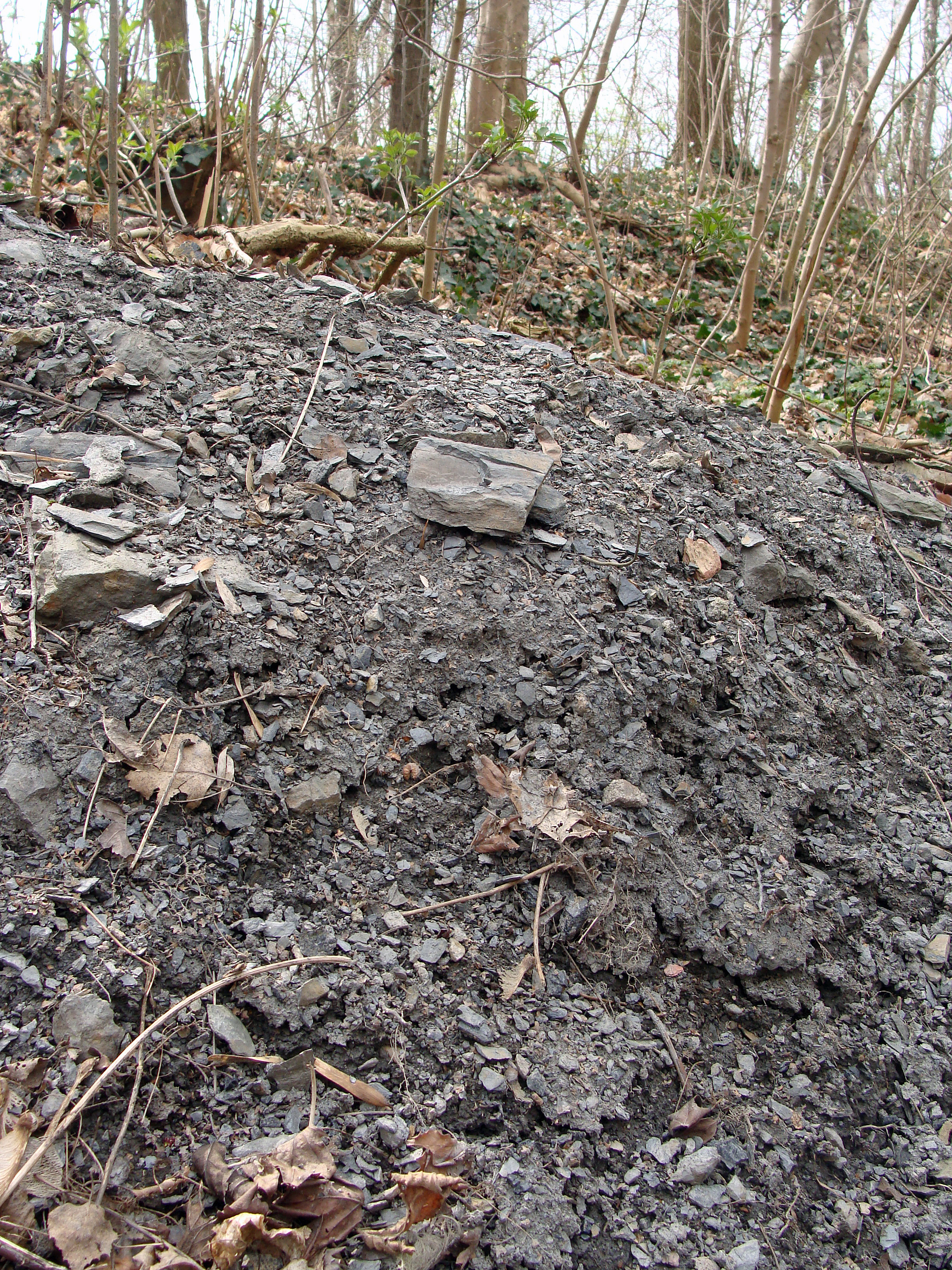
Ancien terril du puits Saint-Max.
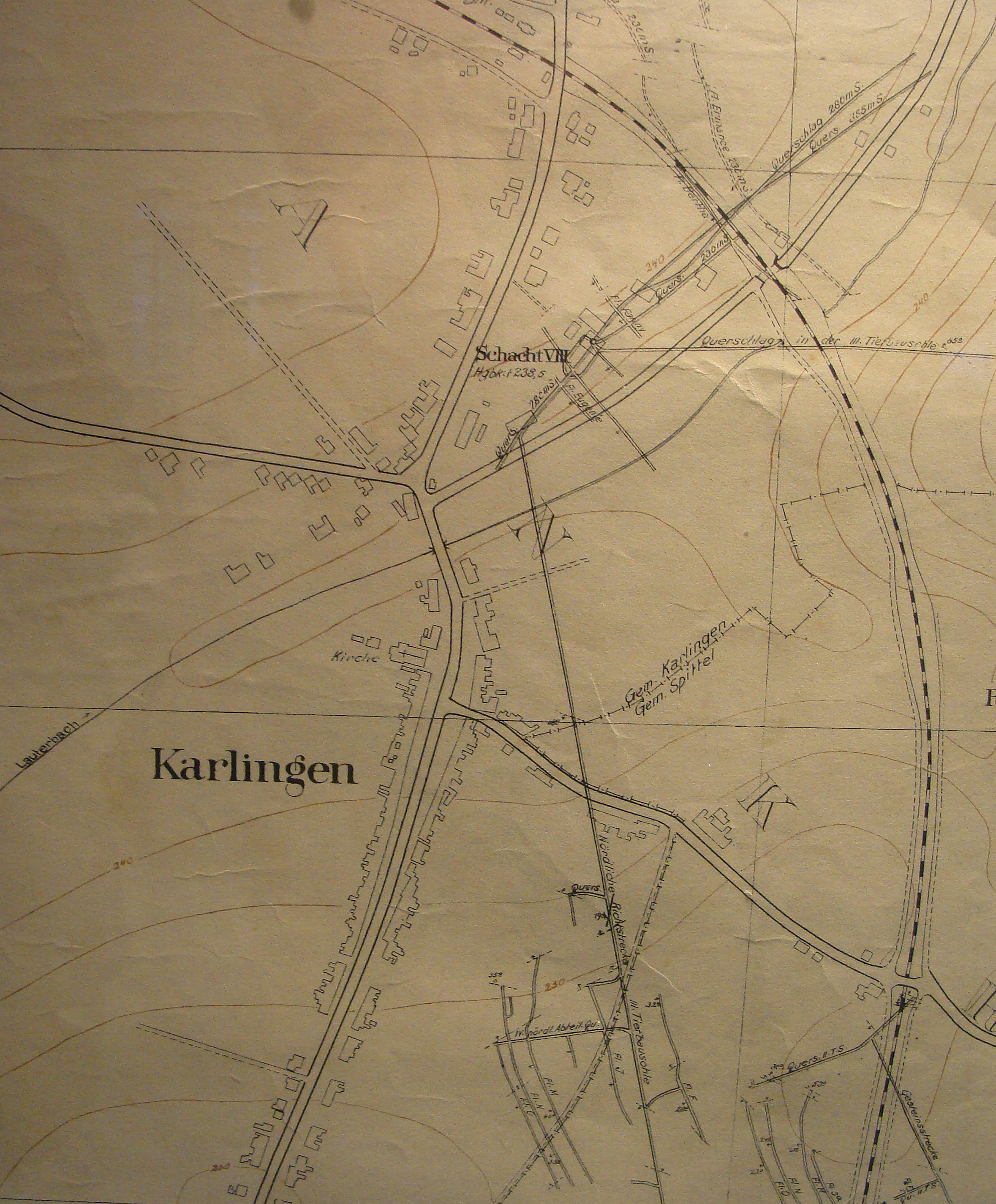
Plan d'exploitation du puits Saint-Max (Carling et L'Hôpital).

### Édifices religieux

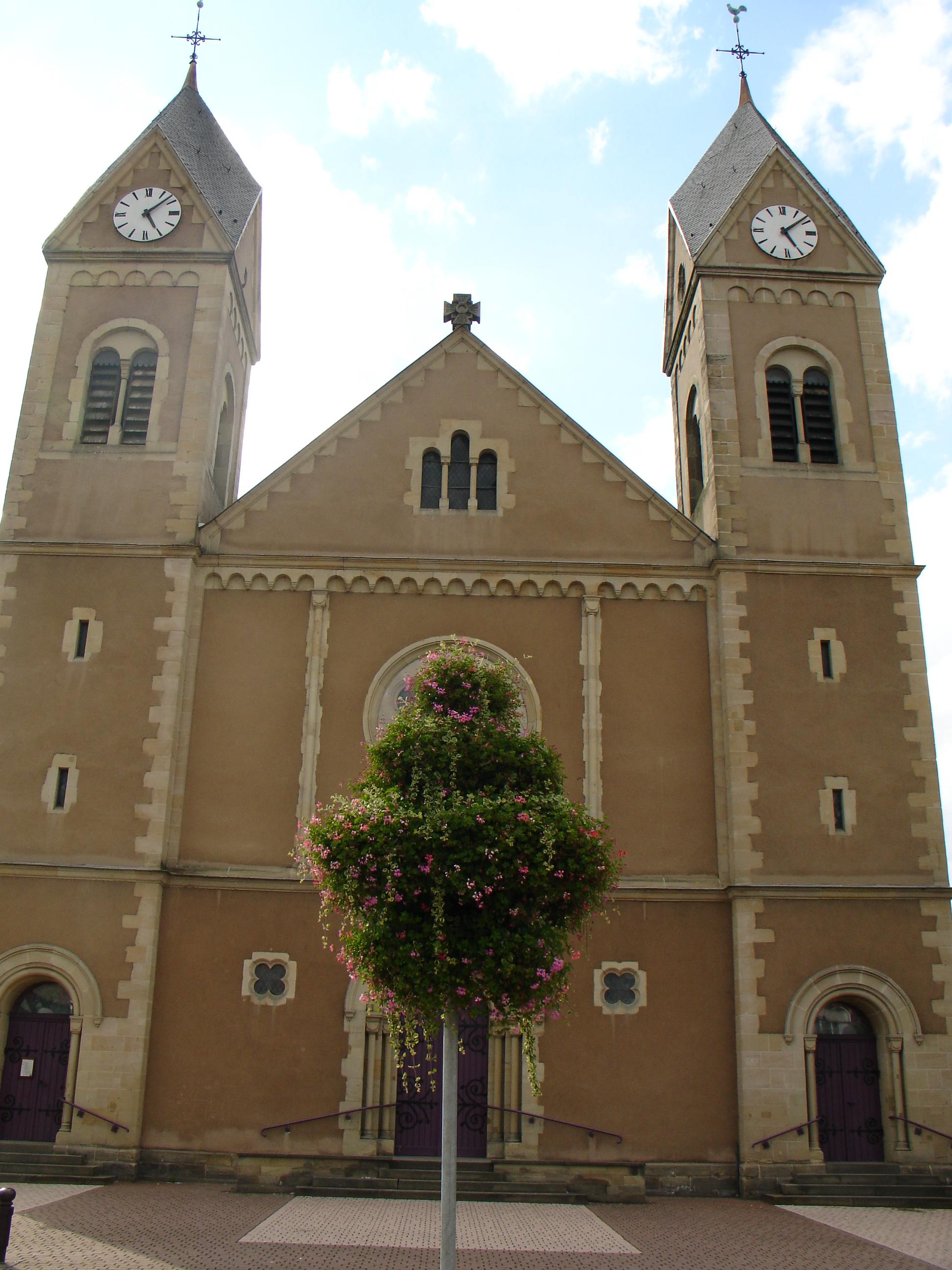
L’église Saint-Gérard de Majella.

- l’église catholique Saint-Gérard Majella, de style néoroman ottonien, construite de 1906 à 1908 sous la direction de l’architecte Klein. En 1901, au regard de l'accroissement de la population, il s'est avéré nécessaire de construire une église à Carling, la paroisse dépendant de l'église Saint-Nicolas de L'Hôpital. Par la grâce épiscopale de l'évêque de Metz, la commune de Carling est déclarée paroisse indépendante. La place à bâtir fut consacrée en mai 1903 par l'évêque de Metz. Le 9 avril 1906 est donné le premier coup de bêche. La première pierre fut posée et bénie le 4 juin 1906 par le curé Löwenbruck de L'Hôpital avec le concours du curé Schont de Bambiderstroff, ancien curé de L'Hôpital. Les travaux s'achèvent en 1908. Des cloches seront réquisitionnées par l'occupant lors de la Première et Deuxième Guerre mondiale. Le 16 février 1949, on procède à l'inauguration et au baptême des nouvelles cloches. La paroisse fait actuellement partie de la communauté de paroisses Saint-Antoine-des-Puits de L'Hôpital-Carling ;
- le presbytère catholique néo-roman ;
- la paroisse protestante est desservie par le temple se trouvant rue de Carling à L'Hôpital ;
- grotte de Lourdes se trouvant à l'angle du groupe scolaire Pierre-Ernst (la statue de la Vierge est manquante) ;
- calvaire ancien situé à l'arrière de l'église Saint-Gérard Majella, face au presbytère ;
- croix monumentale en grès sculpté du XIXe représentant le Christ en croix, anciennement située face au 2 rue de Saint-Avold (disparue lors de la construction du boulodrome) ;
- calvaire historique en grès sculpté du XVIIIe représentant le Christ en croix avec sainte Marie-Madeleine situé à l'angle de la rue Principale (no 167) et de la rue de L'Hôpital. Détruit vers 1965 ;
- chapelle de l'église néo-apostolique à l'abandon, rue de la Paix ;
- au cimetière : tombes anciennes sculptées.

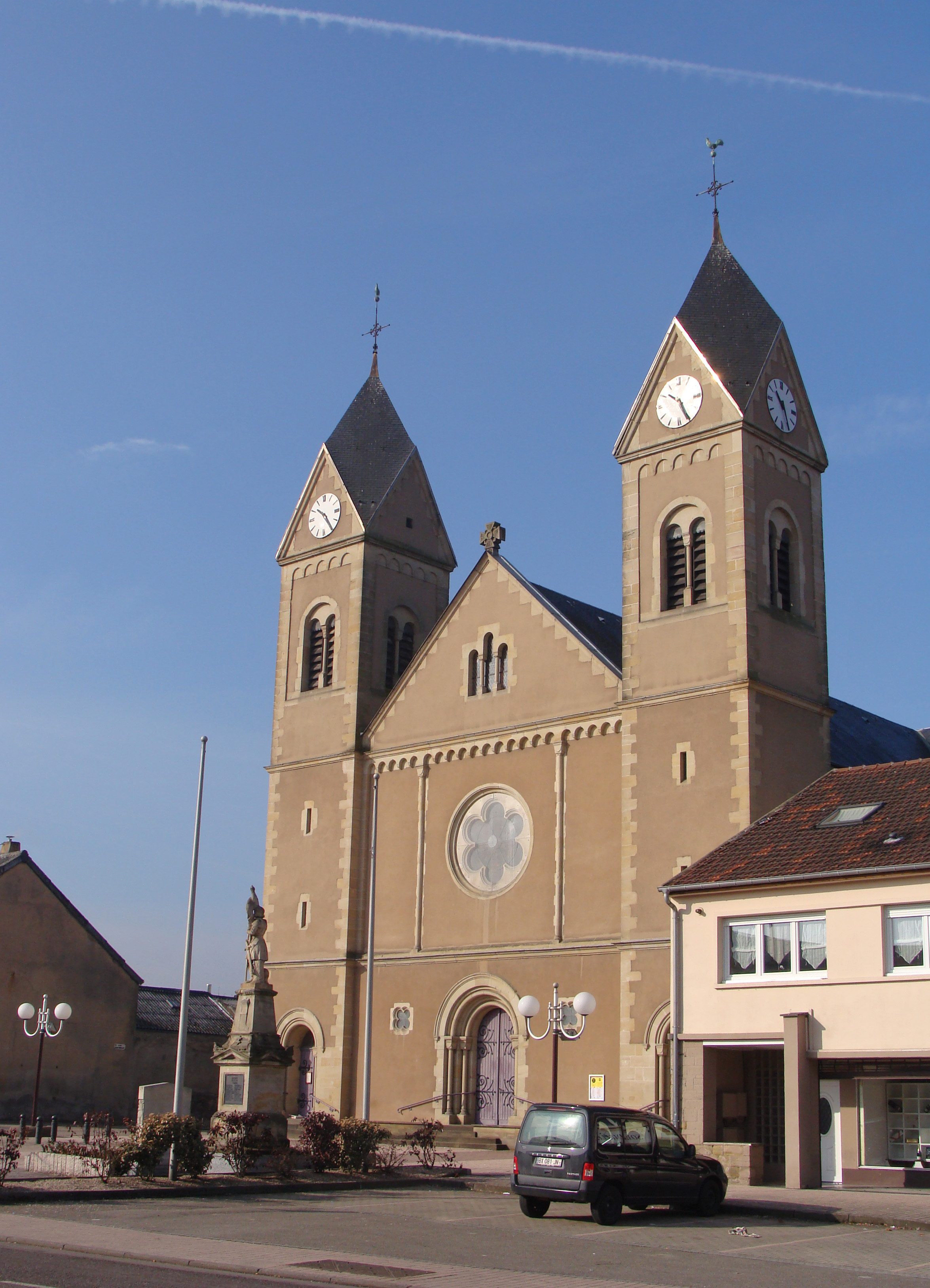
Église Saint-Gérard de Majella.
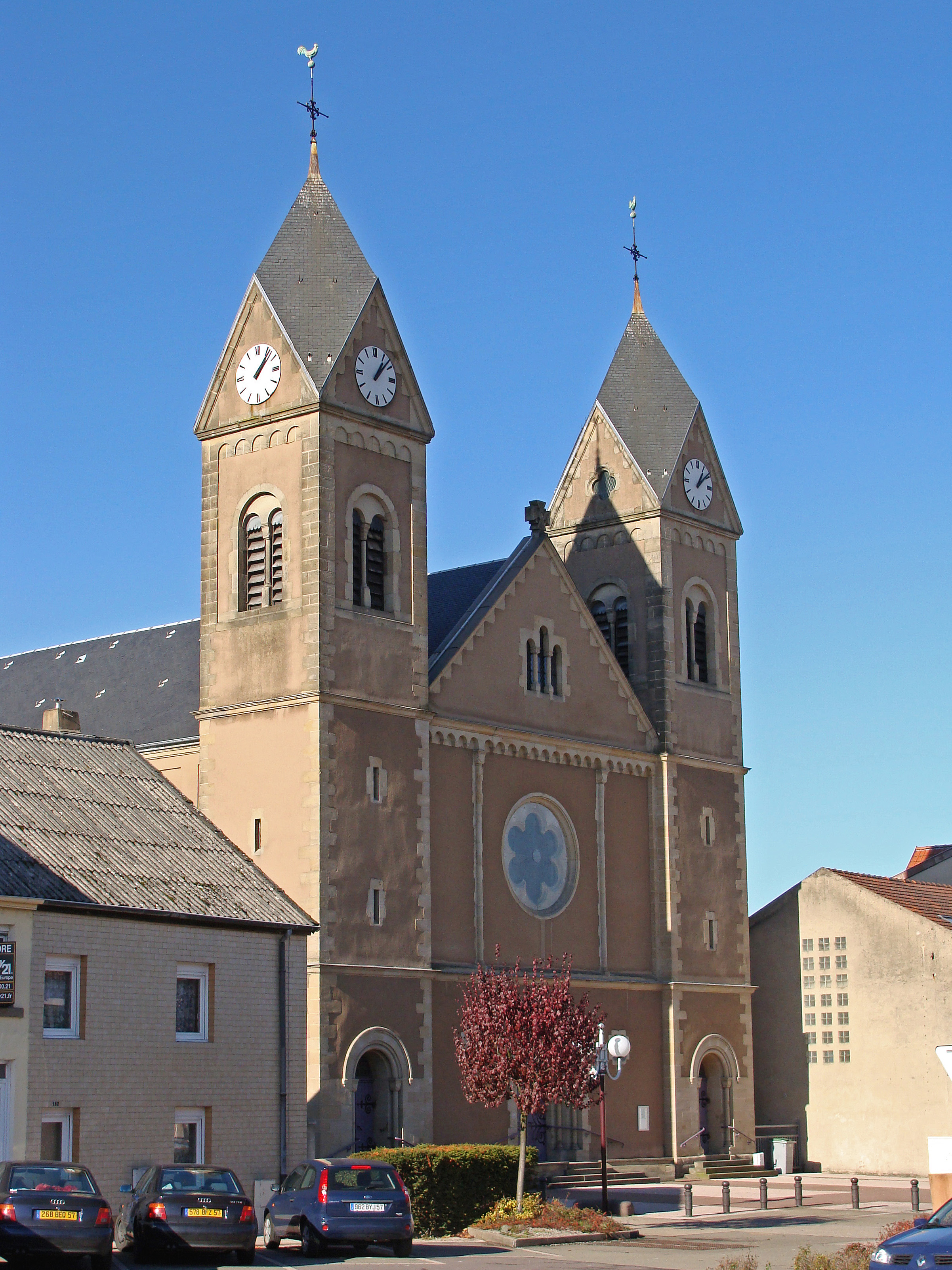
Église Saint-Gérard de Majella (autre vue).
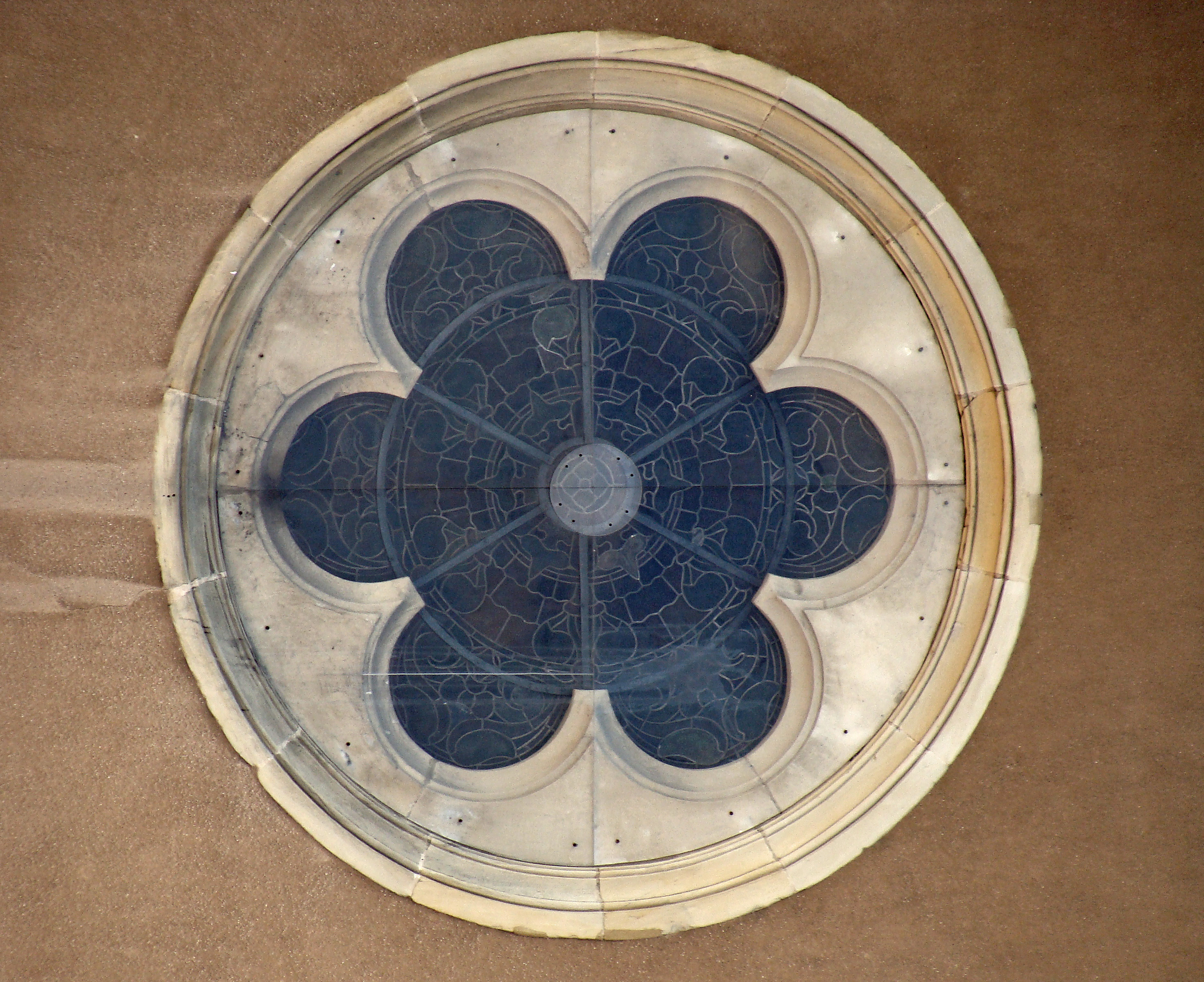
Rosace de la façade principale de l'église.
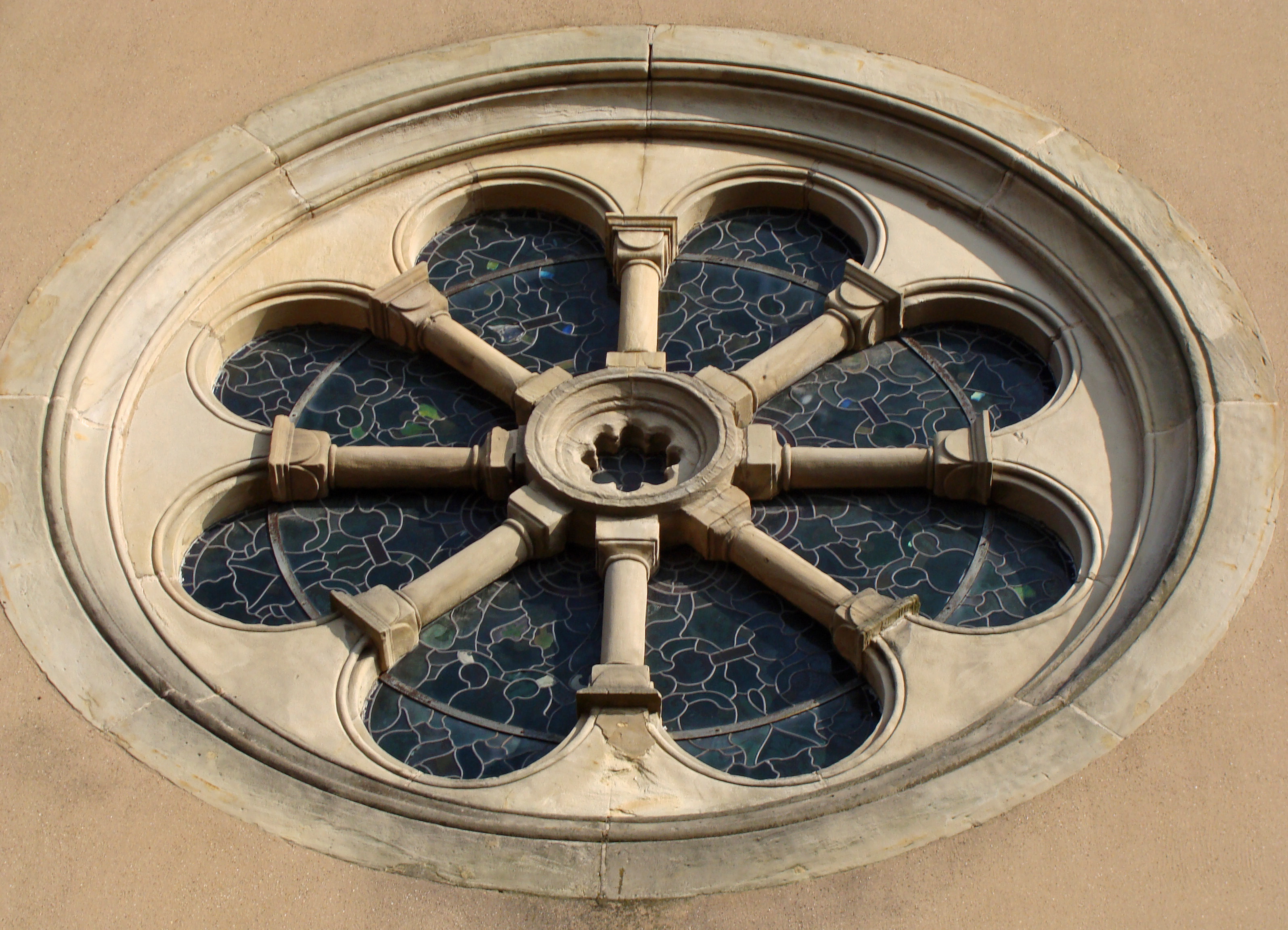
Rosace du transept sud de l'église.
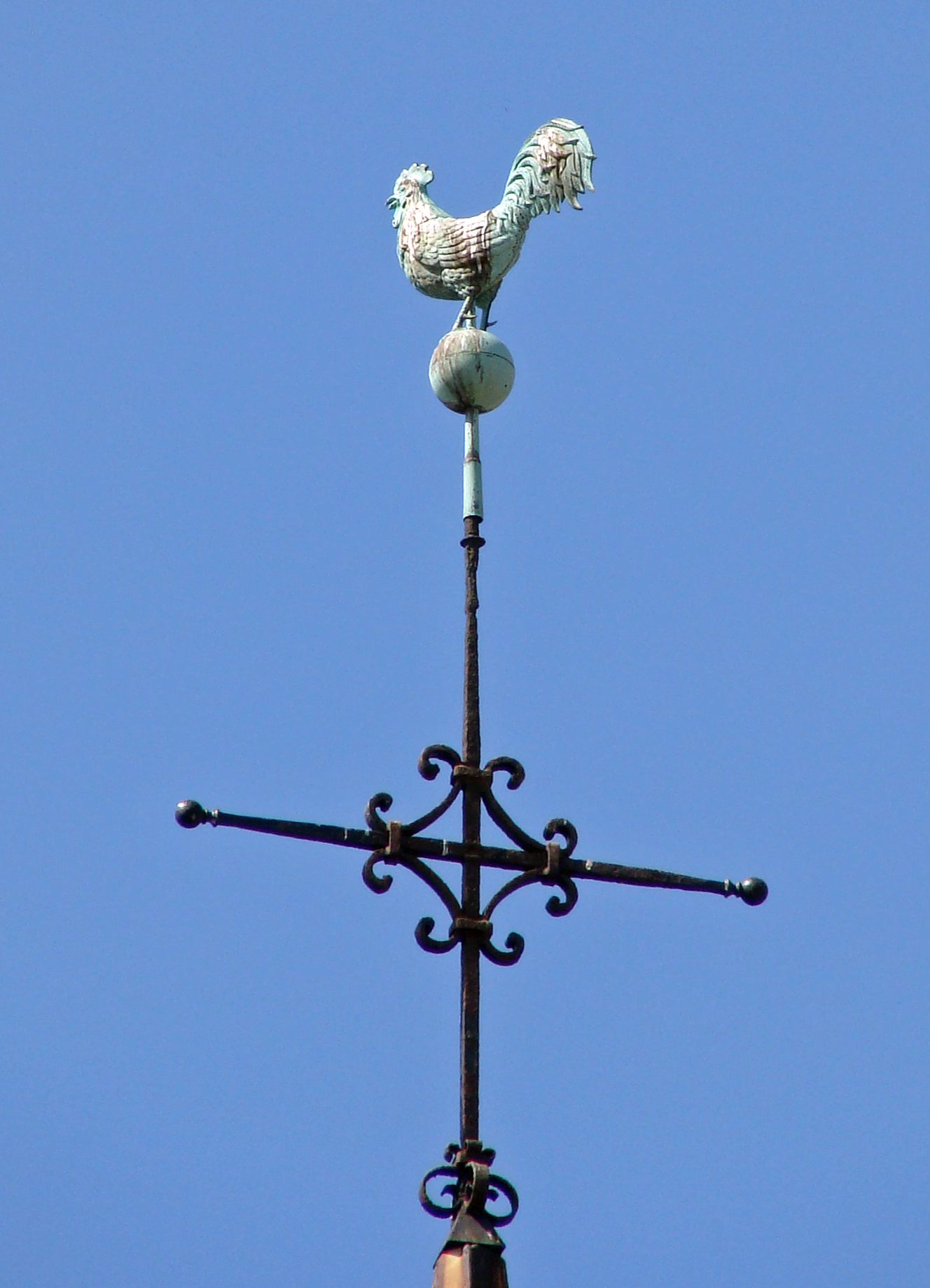
Coq d'un clocher de l'église.
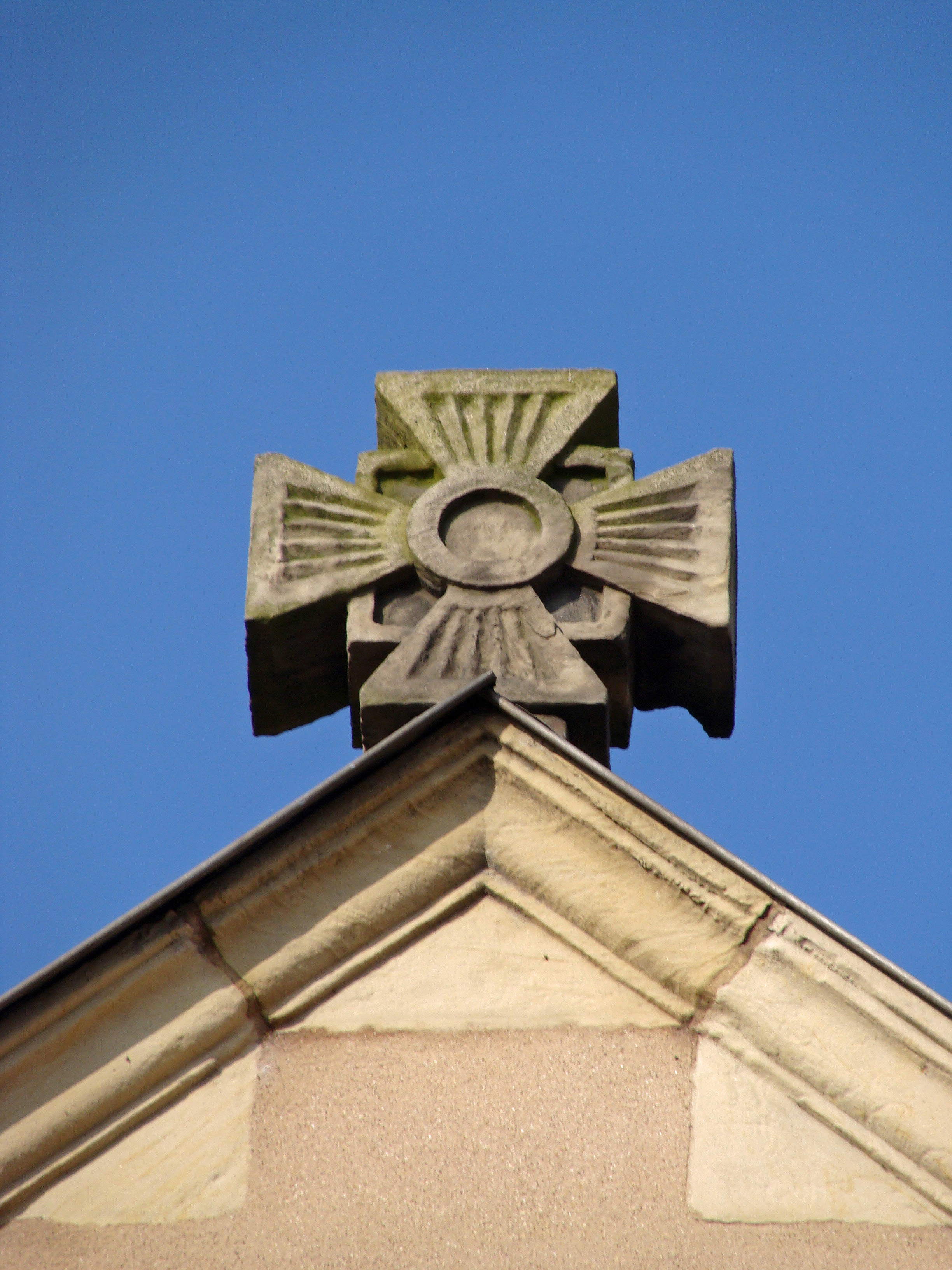
Détail de la croix de l'église.
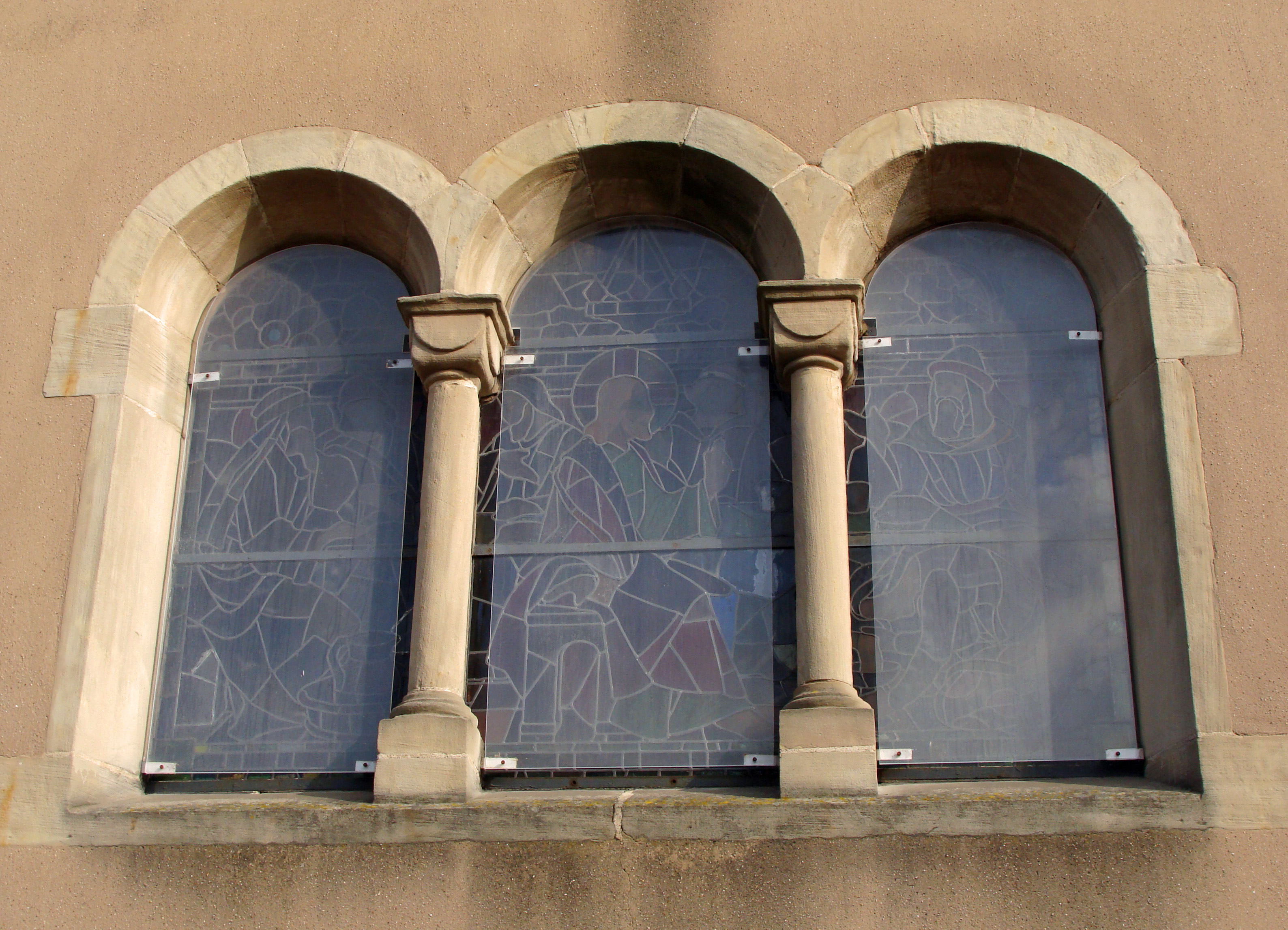
Fenêtres du transept sud de l'église.
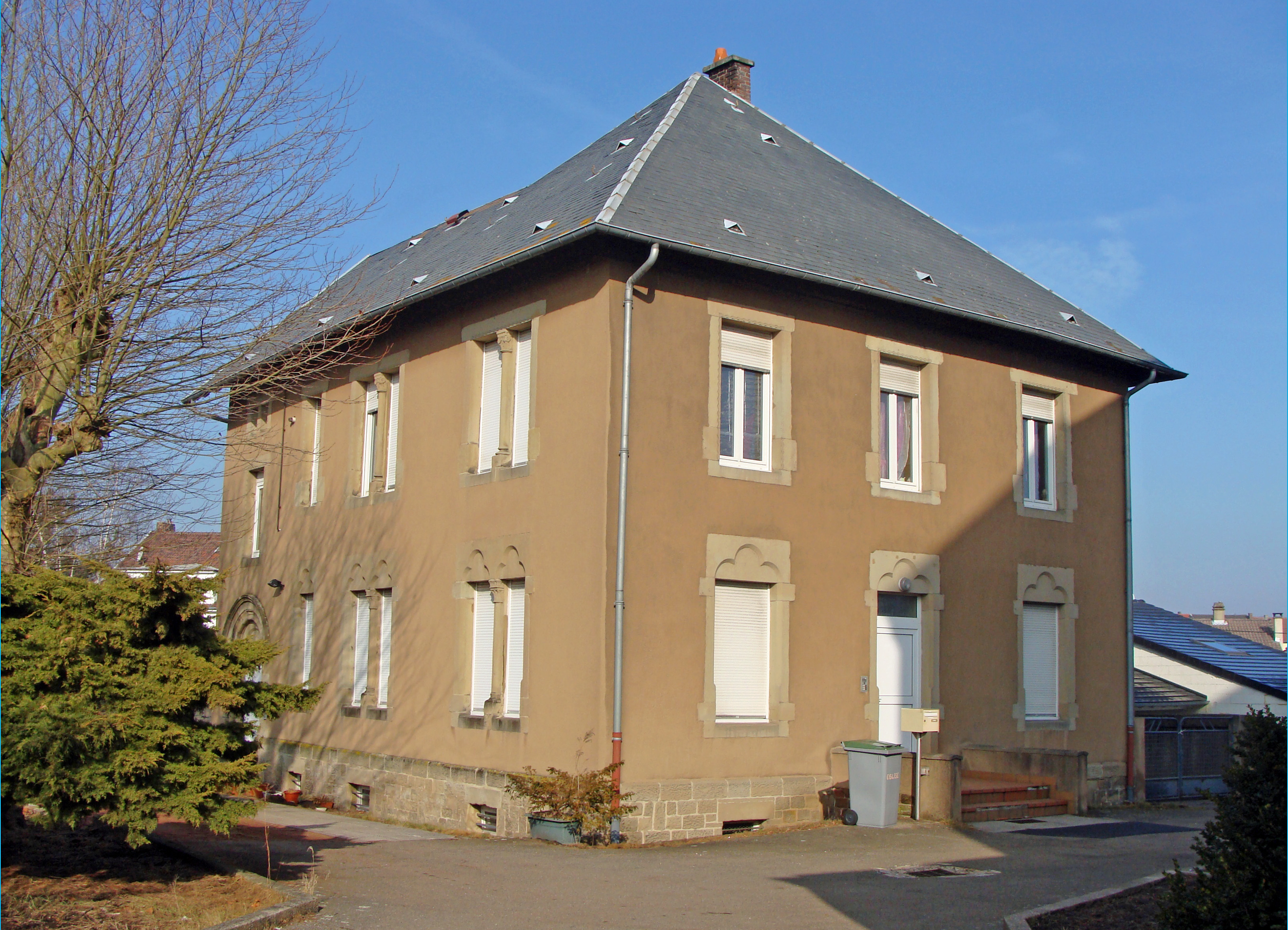
Le presbytère catholique.
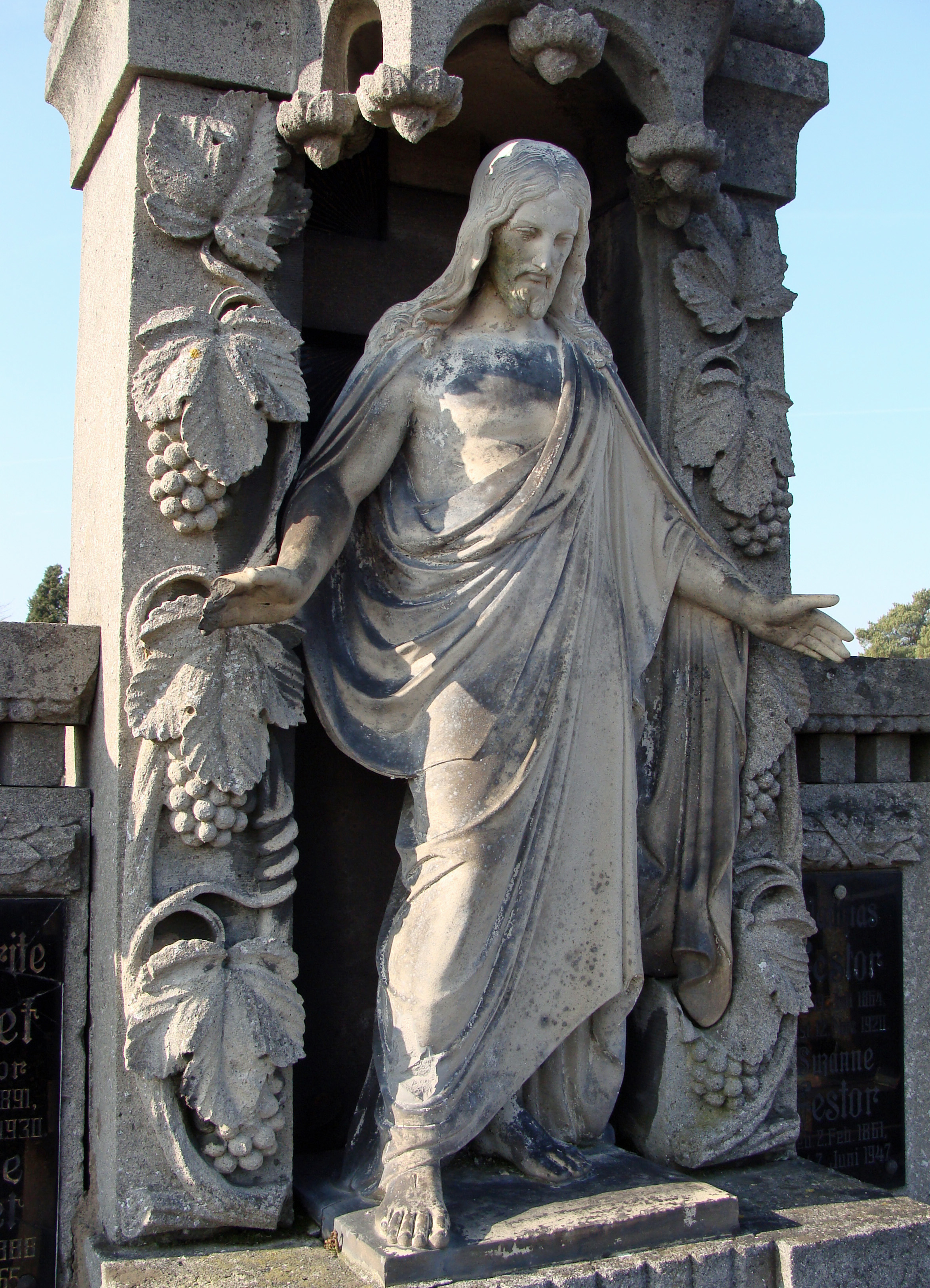
Sculpture ancienne du cimetière.
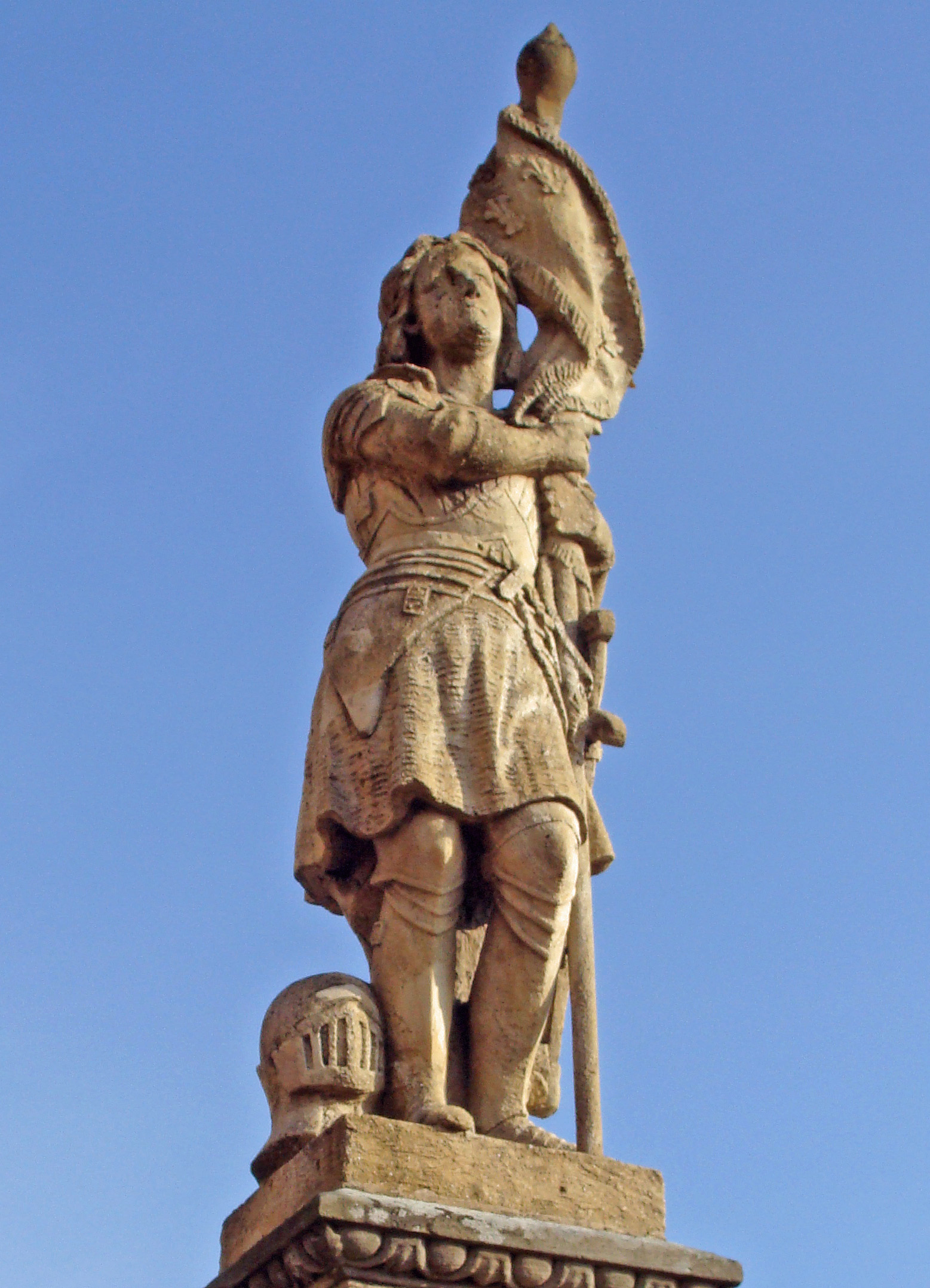
Statue de Jeanne d'Arc.
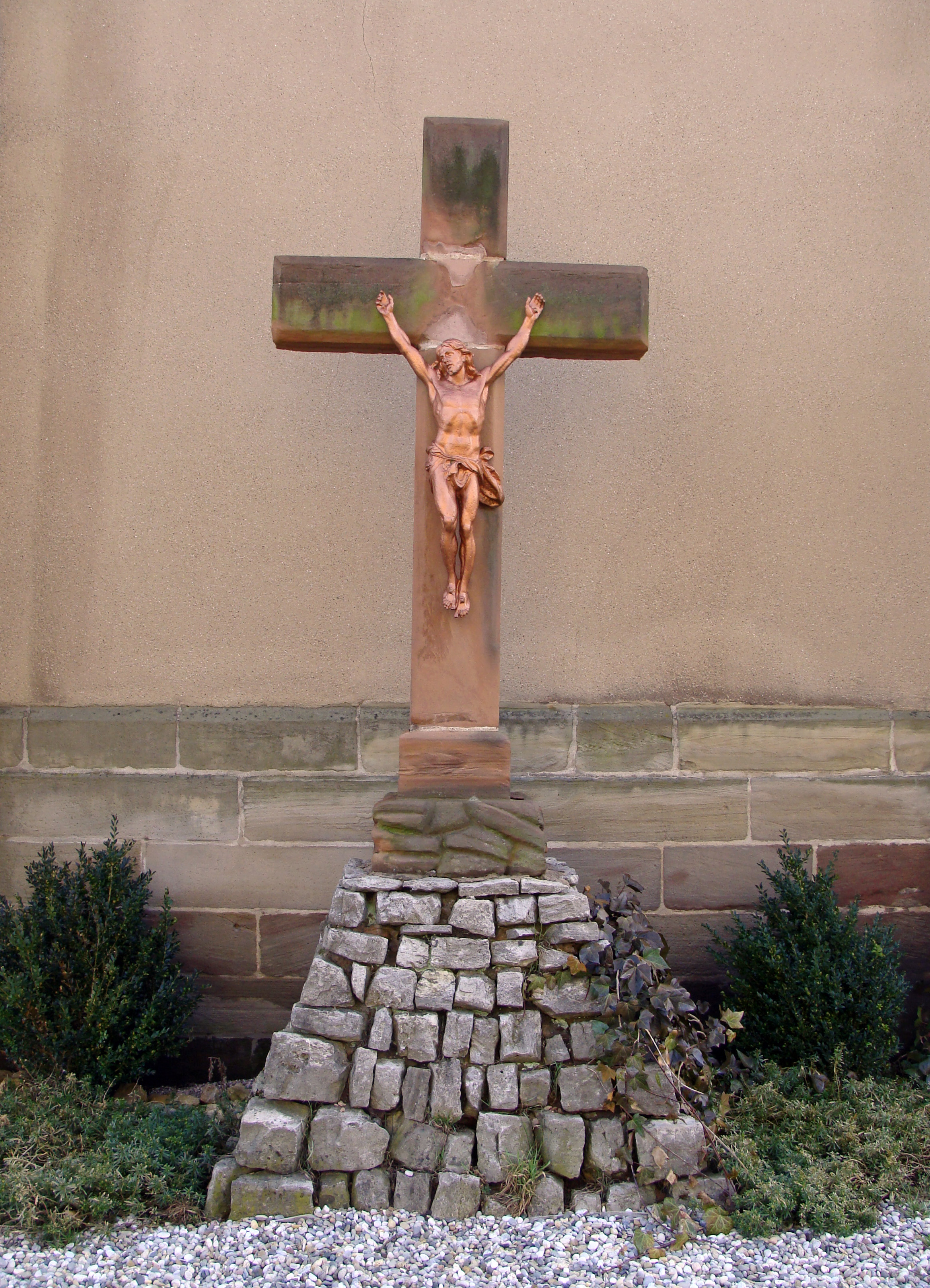
Calvaire de l'église Saint-Gérard de Majella.
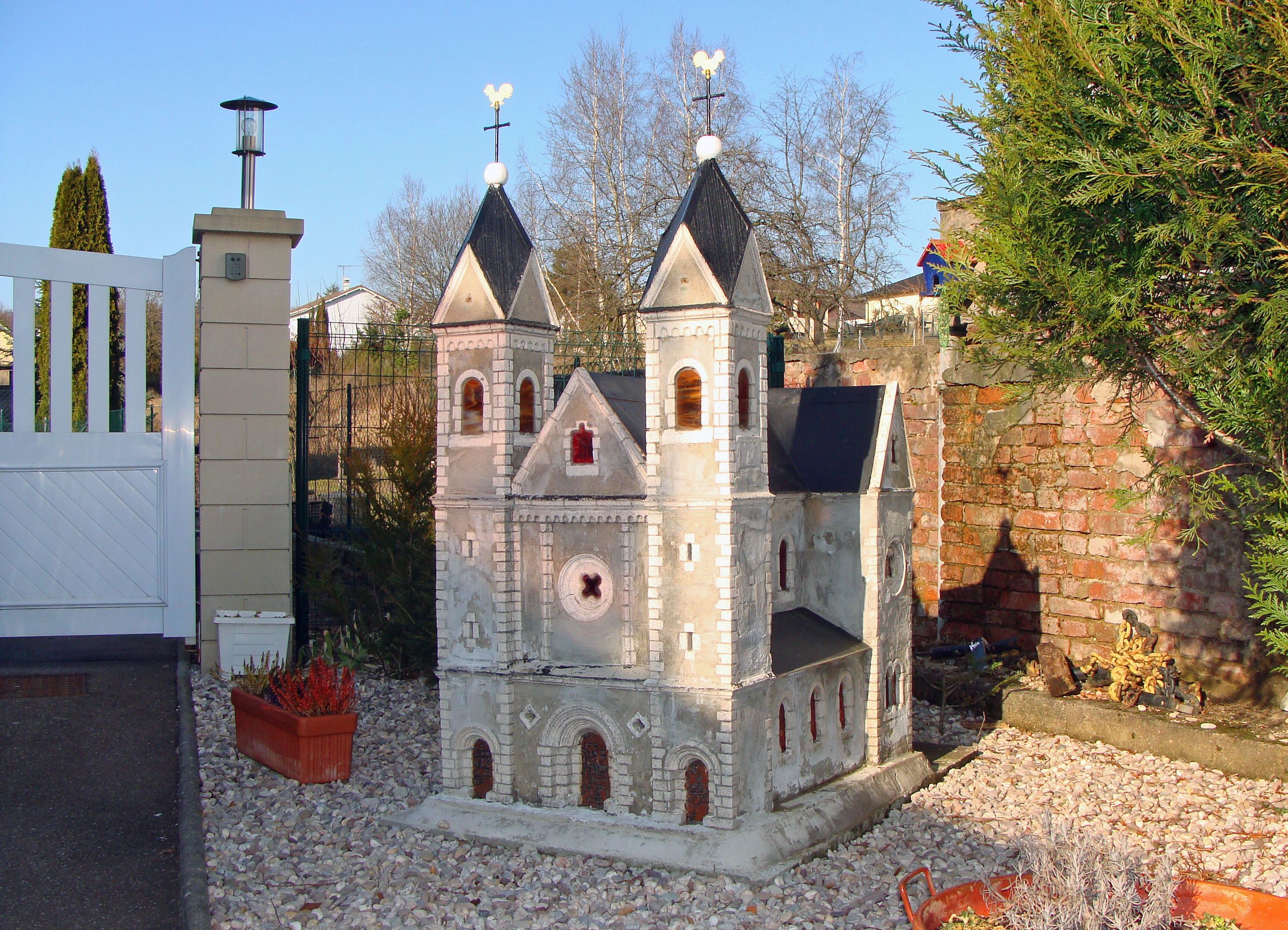
Réplique en miniature de l'église - rue des Champs.

### Le Sentier des Huguenots

Croix huguenote

Près de Carling passe le sentier ou chemin des Huguenots/Hugenottenweg. Ce sentier de randonnée reprend le chemin que devaient suivre de 1685 à 1787 les huguenots en provenance de Courcelles-Chaussy pour se rendre au temple de Ludweiler en Sarre pour suivre le culte réformé et recevoir le baptême lors des persécutions religieuses touchant les protestants. Beaucoup de huguenots français avaient alors trouvé refuge en Sarre et notamment à Ludweiler, village protestant fondé en 1604 par des calvinistes lorrains. L'exercice du culte réformé était alors après la révocation de l'édit de Nantes, interdit en France. La « marche des Huguenots » a été inaugurée le 19 juin 1994 par les Mosellans et les Sarrois. Elle s’étale sur 48 km et traverse une région légèrement vallonnée au nord-est de la Moselle. Le balisage est représenté par des croix huguenotes bleues sur fond blanc en plus de panneaux d’informations installés à tous les carrefours importants : Courcelles-Chaussy, Boucheporn, Kleindal, Ambach, dans la forêt proche de Carling, à Creutzwald, à la frontière franco-allemande et à l'étang du Warndtweiher (en Sarre).
L'itinéraire débute à Courcelles-Chaussy et prend fin à l'église évangélique de Ludweiler. Une variante intègre une halte au temple protestant situé rue de Carling à L'Hôpital. Sur le perron en grès de l'église évangélique de Ludweiler sont gravées l'inscription « Résistez » (en français) ainsi que la croix huguenote. Une « marche des Huguenots » a traditionnellement lieu durant le mois de septembre au départ de la place de Condé à Creutzwald, en direction de Lauterbach.
Le sentier des Huguenots fait partie du circuit culturel de la grande région Sarre-Lorraine-Luxembourg.

### Héraldique
| Blason de Carling | Blason  | Écartelé : au 1er d'azur à trois fleurs de lis d'or, au 2e de gueules au puits de mine d'or, au 3e de gueules à la tour réfrigérateur d'or, au 4e d'azur semé de croisettes d'argent et au lion du même, couronné et lampassé d'or. |
| Blason de Carling | Détails | Création : Eugène Bergthold. Diplôme préfectoral du 19 novembre 1951. |

En octobre 1951, Joseph Bellion, maire de Carling, s’adresse au comité héraldique de la Moselle pour lui demander d’accorder des armoiries à la commune.
Dans sa séance du 7 novembre, le comité adopte le projet d’armoiries dessiné par Eugène Bergthold.
Le diplôme préfectoral du 19 novembre 1951 désigne les armoiries comme suit :
- écartelé au premier d’azur à trois lys d’or ;
- au deuxième de gueules un puits de mine d’or ;
- au troisième de gueules à la tour réfrigérateur d’or ;
- au quatrième d’azur semé de croisettes d’argent au lion de même, armé, couronné et l’impasse d’or, brochant.

Ou pour le dire plus simplement :
- au premier quartier, trois fleurs de lys des Bourbon en or sur fond bleu-ciel ;
- au deuxième, le puits Max, premier siège de l’exploitation minière et symbole de l’essor industriel de la région, en or sur fond rouge ;
- au troisième, une tour de réfrigération de la centrale thermique Émile-Huchet, en or sur fond rouge ;
- au quatrième, le lion de Nassau-Sarrebrück, en argent sur fond bleu-ciel.

## Pour approfondir